# Mercedes-Benz Baureihe 124
Die Baureihe 124 (mit den Typen W 124, S 124 , C 124, A 124, F 124, V 124 und VF 124) ist eine Fahrzeugbaureihe der oberen Mittelklasse von Daimler-Benz, die von Spätherbst 1984 bis Mitte 1997 (in Indien bis 1998) gebaut wurde.
Von Daimler-Benz wurde sie zunächst „mittlere Baureihe“ genannt. Mit der zweiten Modellpflege Mitte 1993 wurde im Zuge der Änderung der Nomenklatur der Mercedes-Personenkraftwagen für den W 124 die Modellbezeichnung E-Klasse eingeführt. Die Nachfolgereihe 210 wurde im Mai 1995 vorgestellt.

## Modellgeschichte

### Entwicklung
Die Entwicklung des W 124 begann im Herbst 1976 unter der Leitung von Hans Scherenberg. Im Juli 1977 startete das W 124-Programm offiziell, und die Forschung und Entwicklung nahm ihre Arbeit unter dem neu ernannten Entwicklungschef Werner Breitschwerdt auf. Im April 1978 wurde beschlossen, sich bei der Entwicklung am Mercedes-Benz W 201 zu orientieren. Bis April 1979 wurde das Lastenheft abgeschlossen, in dem die Basisparameter des Projekts festgelegt wurden. Im Winter 1980 wurde das endgültige Exterieurdesign für das W 124-Programm fertiggelegt und schließlich Anfang 1981 vom Vorstand genehmigt. Mitte 1982 wurden die ersten Prototypen fertiggestellt. Im März 1984 begann die Fertigung der Pilotproduktion und die Entwicklung der Limousine wurde abgeschlossen.

### Vorstellung

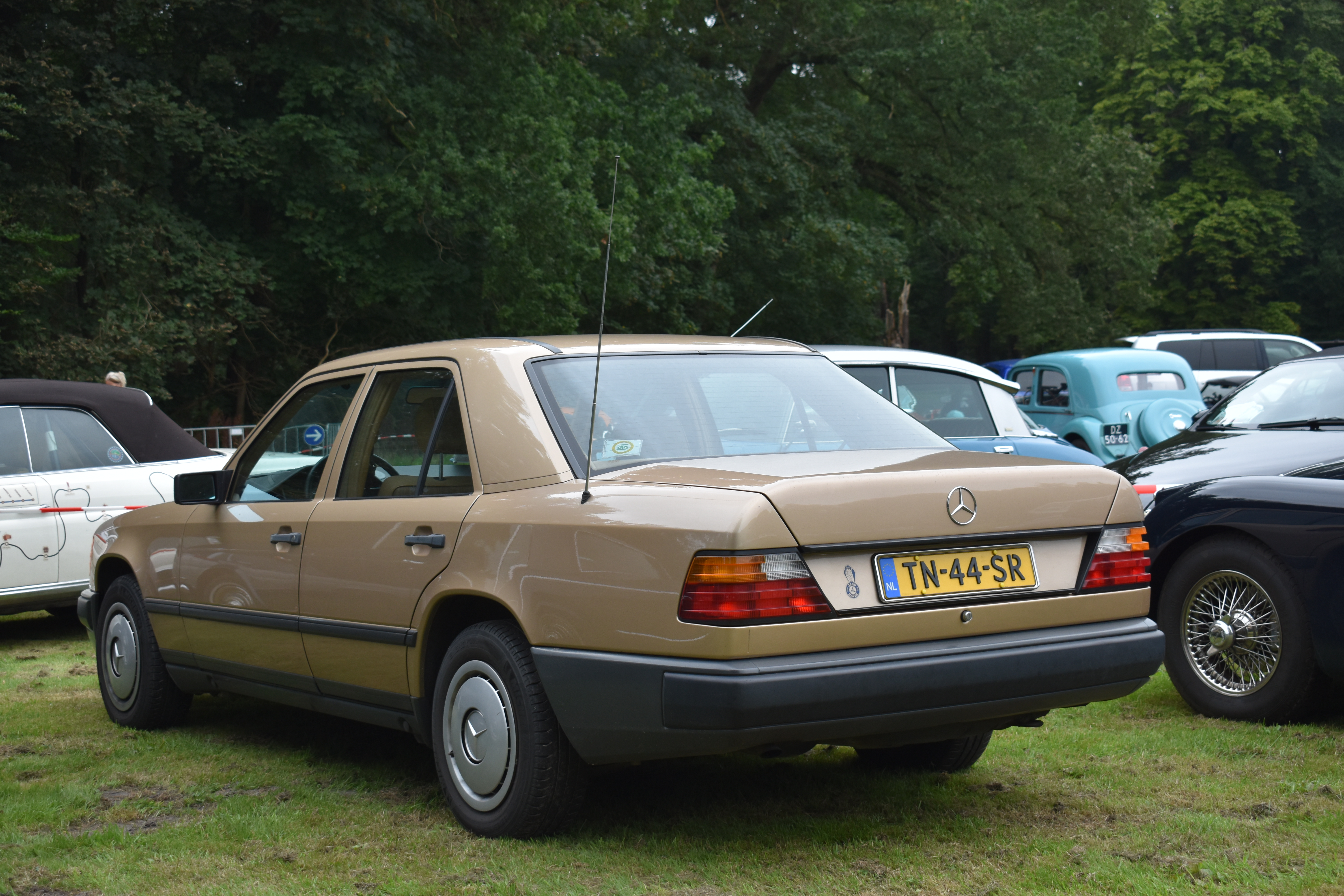
Heckansicht (Limousine)

Im November 1984 präsentierte Daimler-Benz die neue Limousine der oberen Mittelklasse als Nachfolger der Baureihe 123, zunächst unter der Bezeichnung „Mittlere Mercedes-Klasse“. Für die Baureihe 124 wurden Elemente des W 201 übernommen, sie blieb dabei aber eigenständig in der Technik und im Design. Parallelen zur Kompaktklasse bestanden zum Beispiel in der Verwendung hochfester Stahlbleche sowie anderer Gewicht sparender Materialien. Trotz des Leichtbaus wurde die Fahrzeugsicherheit verbessert. Als Messlatte dafür dienten der W 201 und die S-Klasse der Baureihe 126.
Der Fahrgastraum der Baureihe 124 zeichnete sich durch hohe Seitenaufprall- und Überschlagfestigkeit aus und war mit ausgeklügelten Deformationszonen im Bug und im Heck versehen. Das Kriterium des asymmetrischen Frontalaufpralls mit 40 Prozent Überdeckung und 55 km/h wurde jetzt auch von den Limousinen der mittleren Baureihe erfüllt. Außerdem wurden mögliche Kontaktzonen zum Schutz von Fußgängern und Zweiradfahrern stoßnachgiebig konzipiert.
Zunächst wurden die Versionen mit Ottomotoren 200, 230 E (4-Zylinder) und 260 E, 300 E (6-Zylinder) und die Dieselvarianten 200 D, 250 D und 300 D (4-, 5-, 6-Zylinder) angeboten. Außerdem gab es den 200 E für den Export nach Italien. Im September 1985 kam dann auch die Kombivariante, das T-Modell, auf den Markt. Im März 1987 folgte das Coupé und im September 1991 das viersitzige Cabriolet. Im Jahr 1990 wurde der 500 E mit dem V8-Motor aus dem 500 SL vorgestellt. 1992 folgte der technisch weitestgehend identische 400 E, der den V8 mit 4,2 Litern Hubraum aus dem 400 SE erhielt.
Ab 1993 trug die Baureihe 124 als erstes Mercedes-Modell den Namen E-Klasse.
Sonderfahrzeuge mit längerem Radstand und bis zu sechs Türen sowie Kranken- und Bestattungswagenaufbauten komplettieren das Angebot, wobei letztere von externen Firmen (z. B. Miesen, Binz, Rappold, Pollmann, Stolle, Welsch) auf Basis der Chassis mit kurzem (F 124) oder langem Radstand (VF 124) gebaut wurden.

### Modellvarianten
Im Laufe der Bauzeit gab es die Baureihe 124 in vielen Motorvarianten und Ausstattungen. Die Motorisierung reichte vom 200 D (Diesel) bis zum 500 E (Ottomotor). Es folgt eine Übersicht aller serienmäßigen Varianten:

#### Limousine (W 124)
Die Limousine war das meistverkaufte Modell der Baureihe 124. Sie wurde im Dezember 1984 vorgestellt und bis August 1995 produziert. Es gab sie in zahlreichen Motorvarianten und auch mit verschiedenen Aufbauten. Der schwächste Motor war der 200 D mit 53 kW (72 PS), stärkster der 500 E/E 500 mit 240 kW (326 PS). Der Einstiegspreis für die Baureihe war zu Beginn 32.604,00 DM Grundpreis für den 200 D, zum Ende lag der Preis für die schwächste E-Klasse bei mindestens 49.335,00 DM.
Auf der Internationalen Automobil-Ausstellung (IAA) in Frankfurt/Main im September 1987 folgten zwei neue Limousinen, die Typen 300 D Turbo und 300 D Turbo 4MATIC. Beide hatten das Turbodiesel-Aggregat, das bereits zwei Jahre zuvor in den entsprechenden T-Modellen präsentiert worden war. Eine Weltneuheit war dabei nur die 4MATIC-Version, der konventionell angetriebene 300 D Turbo gehörte seit April 1986 zum Verkaufsprogramm der amerikanischen Vertriebsgesellschaft MBNA (Mercedes-Benz North America). Die Turbodiesel unterschieden sich äußerlich von den anderen Typen der Baureihe durch fünf zusätzliche Luftansaugkiemen im rechten Vorderkotflügel.
Zwei weitere Modelle folgten im September 1988 auf dem Auto-Salon Paris. Der 200 E mit dem bewährten Zweiliter-Einspritzmotor des 190 E war allerdings keine echte Premiere, denn dieser Typ wurde bereits seit Jahren für den italienischen Markt produziert. Der 250 D Turbo dagegen war durch einen Griff in den Motoren-Baukasten neu entstanden. Er entsprach prinzipiell dem 250 D, wurde jedoch von einer modifizierten Version des aufgeladenen 2,5-Liter-Dieselmotors angetrieben, der bereits in der Kompaktklasse verwendet wurde.

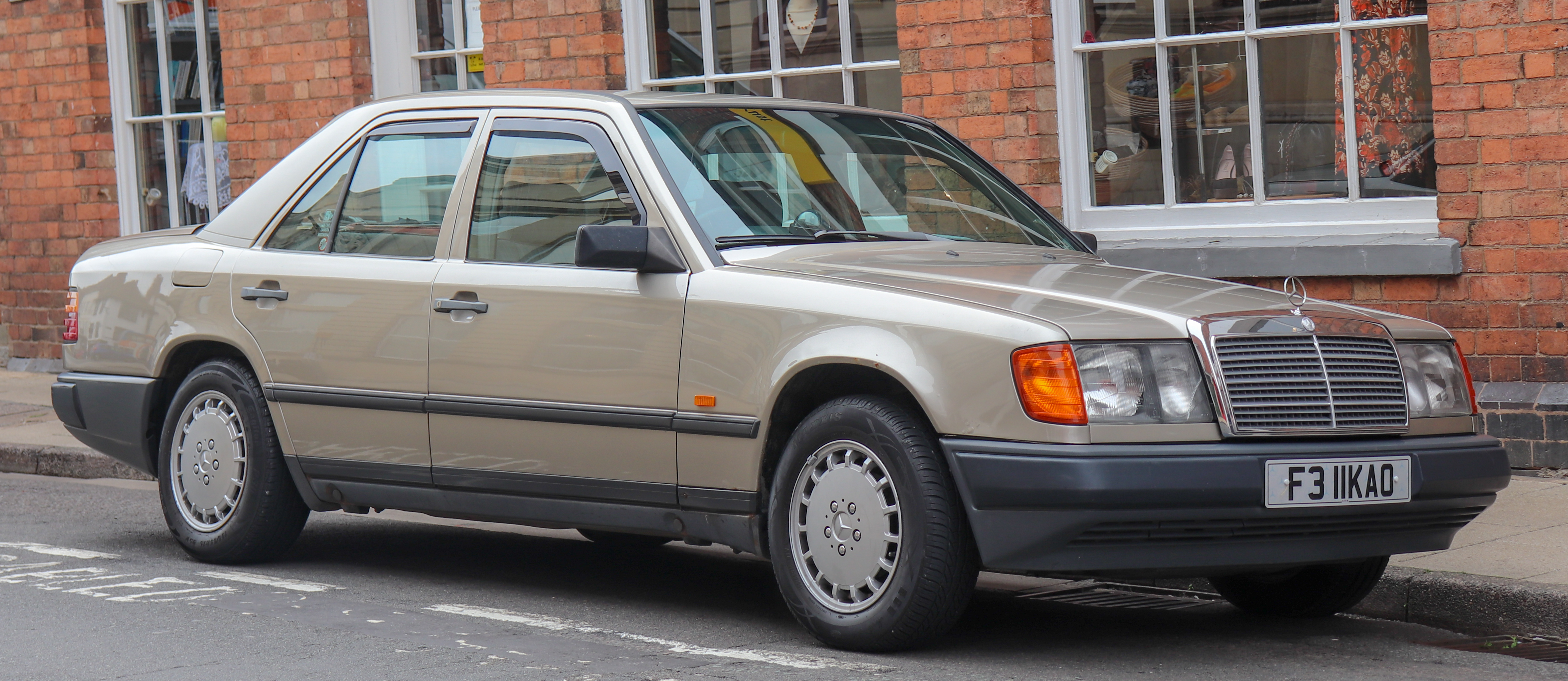
Mercedes-Benz 300 D (1984-1989)
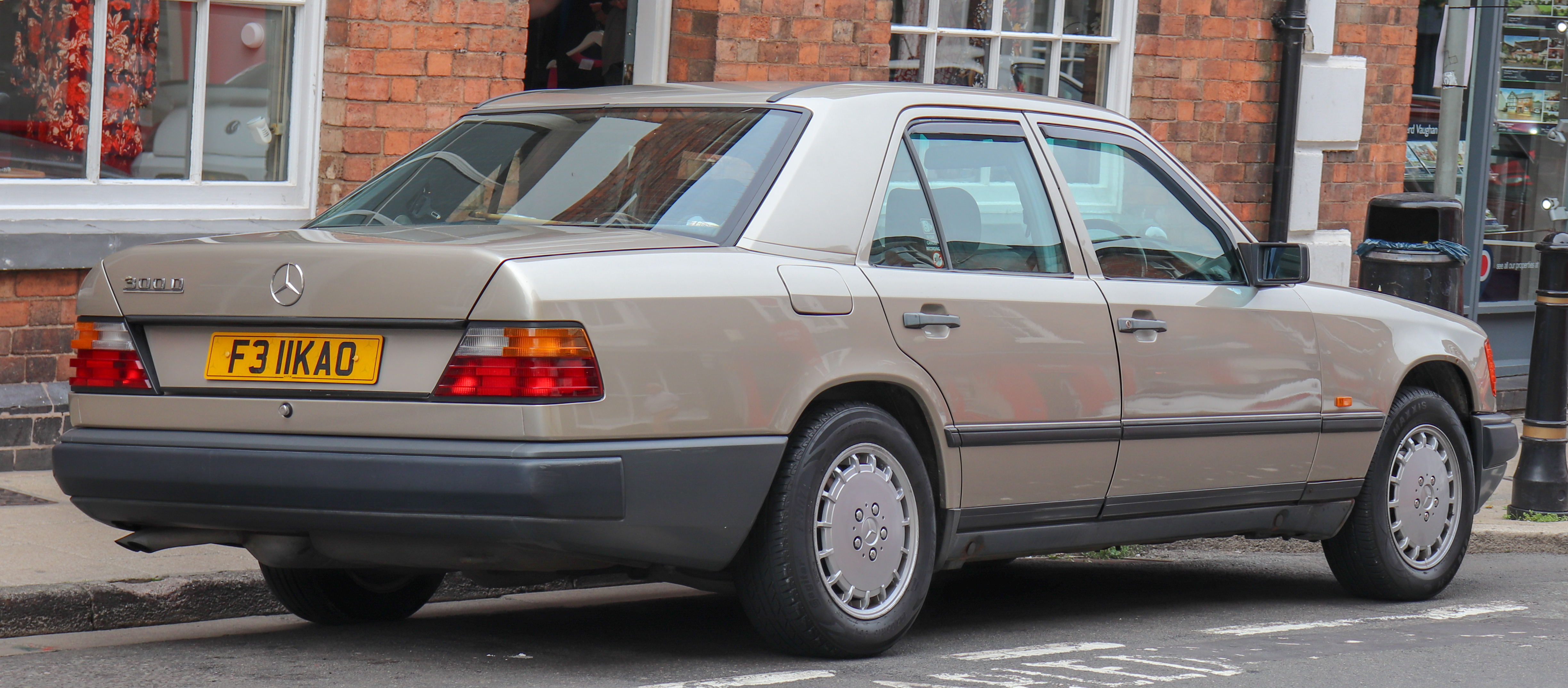
Mercedes-Benz 300 D (1984-1989)
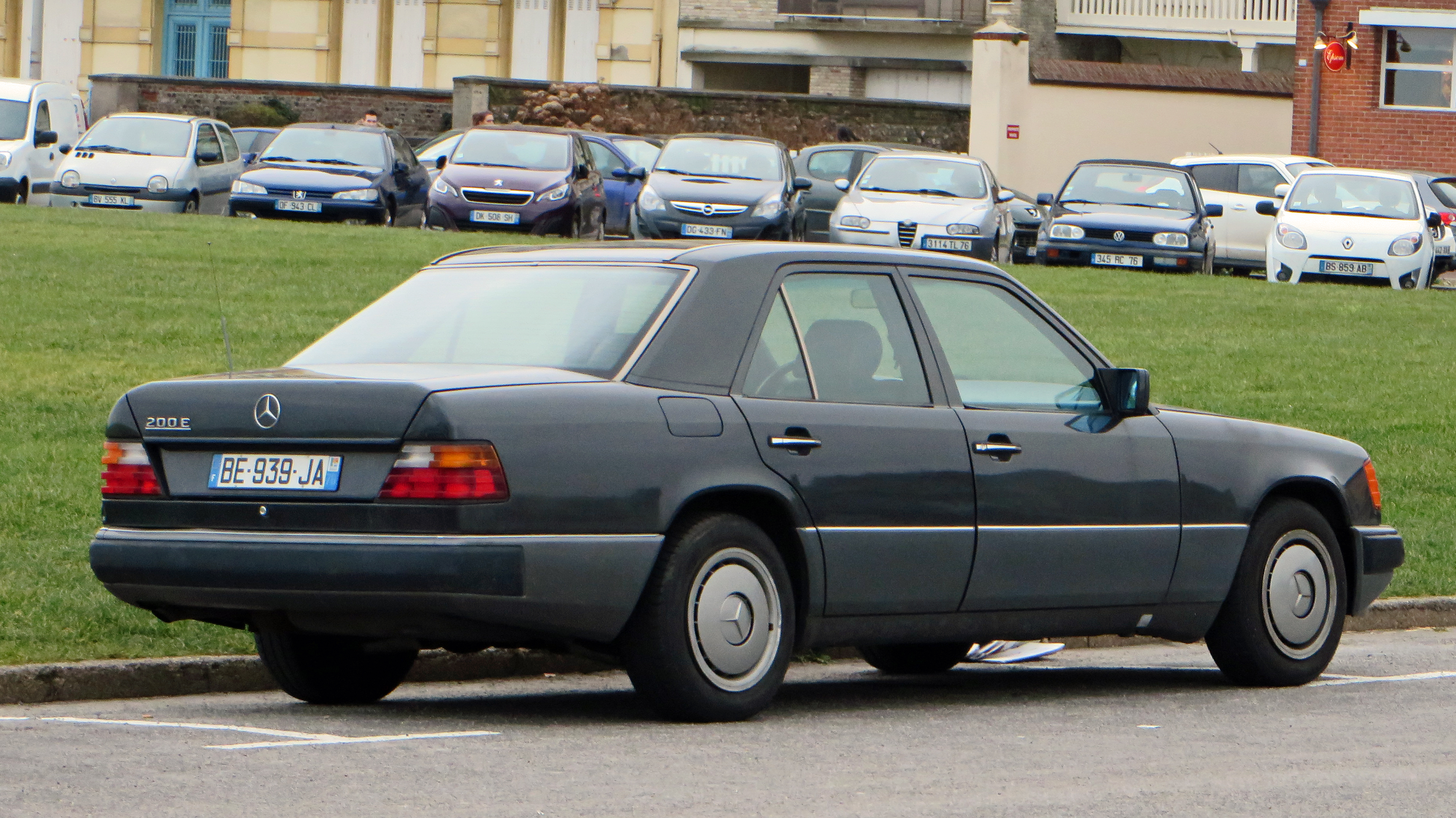
Mercedes-Benz 200 E (1989-1993)
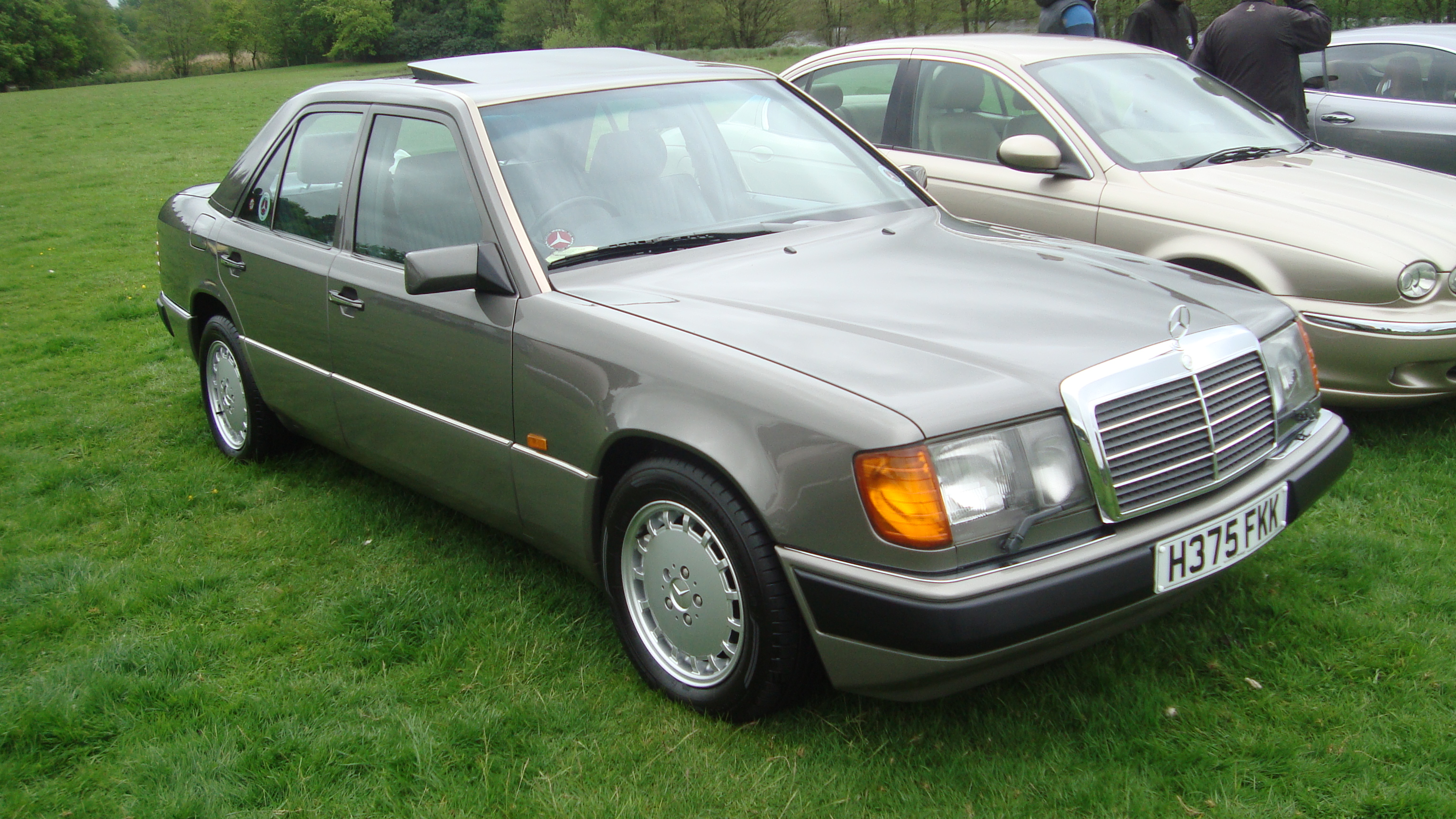
Mercedes-Benz 260 E (1989-1993)
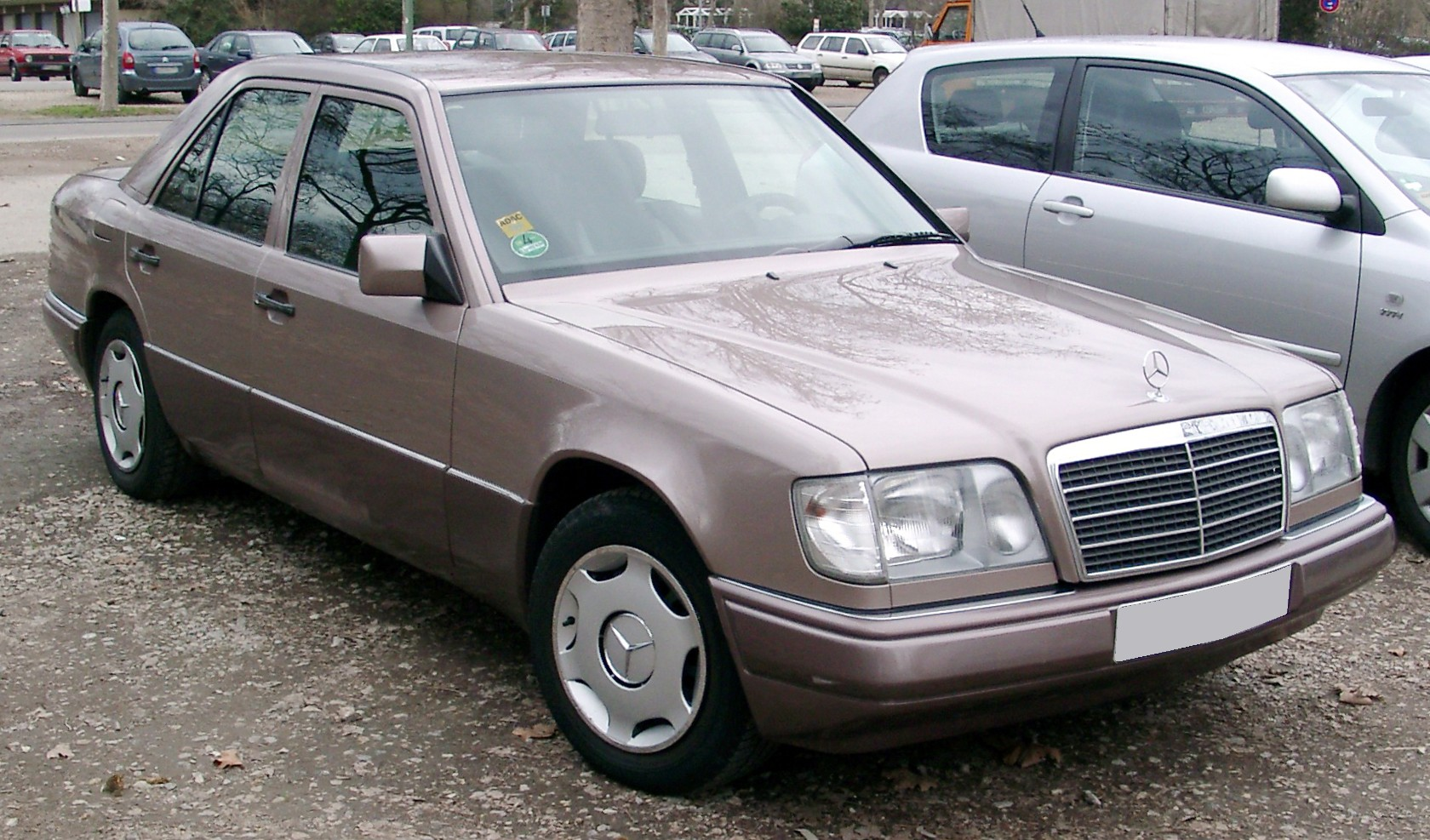
Mercedes-Benz E 200 (1993-1996)
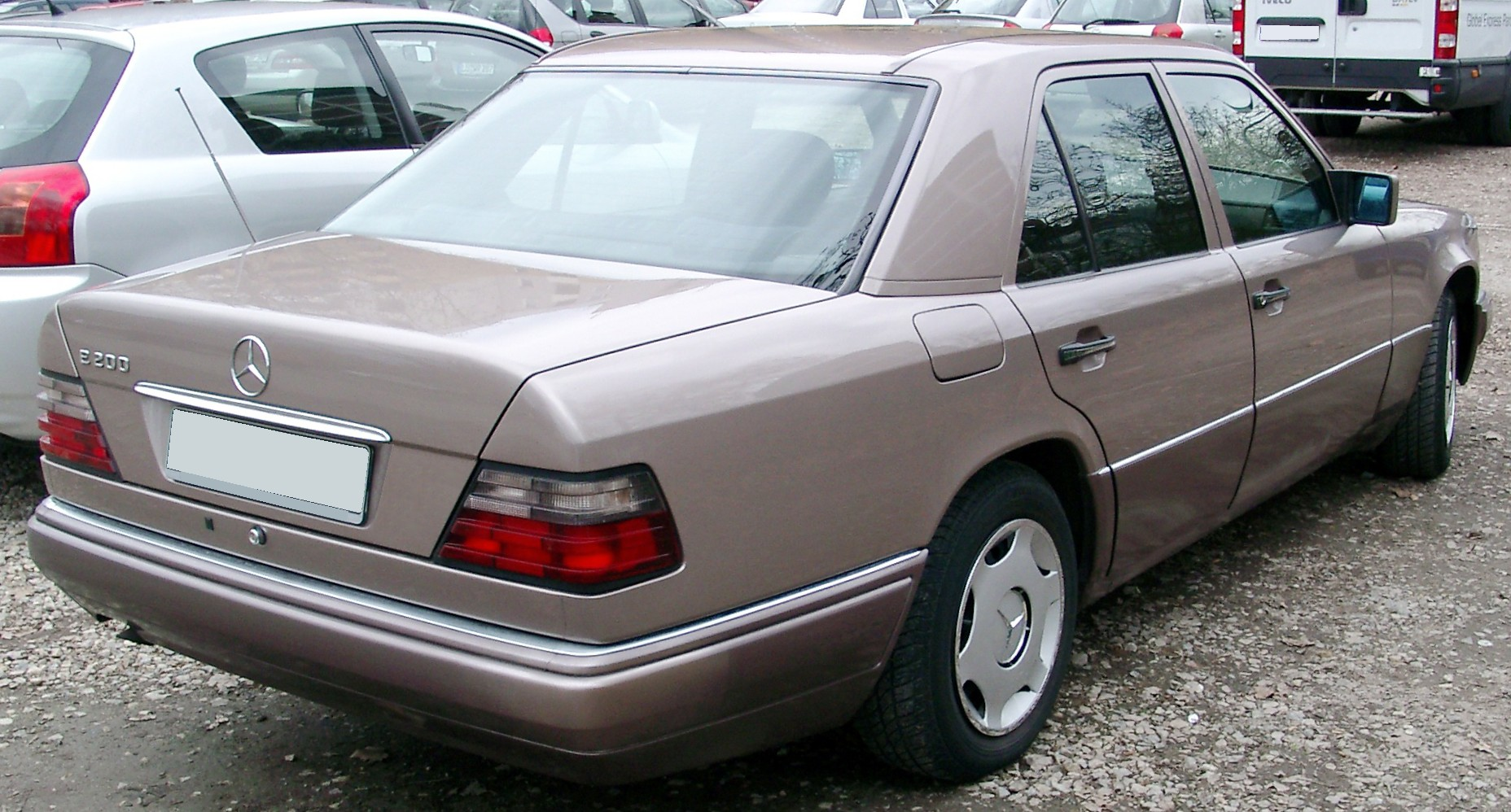
Mercedes-Benz E 200 (1993-1996)
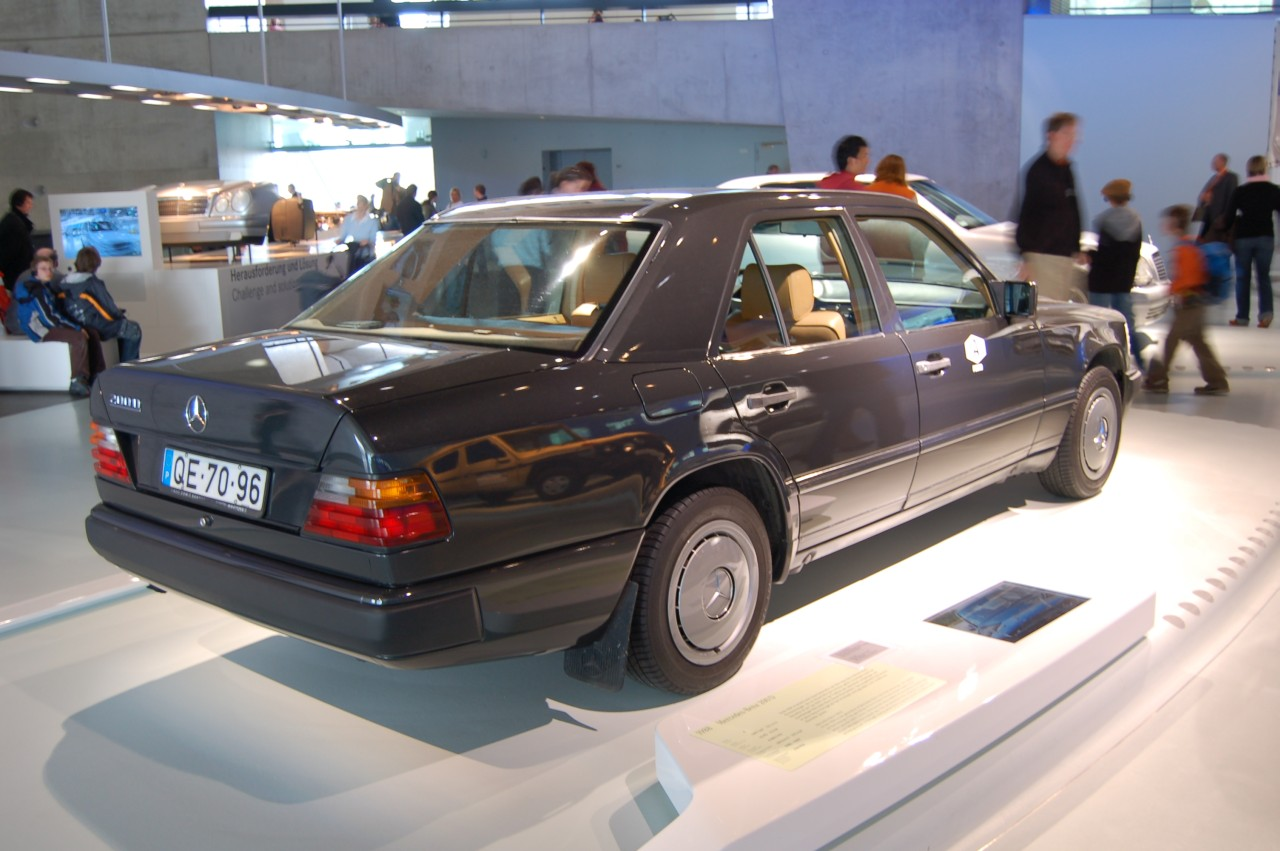
200 D mit einer Laufleistung von knapp 1,9 Millionen Kilometern
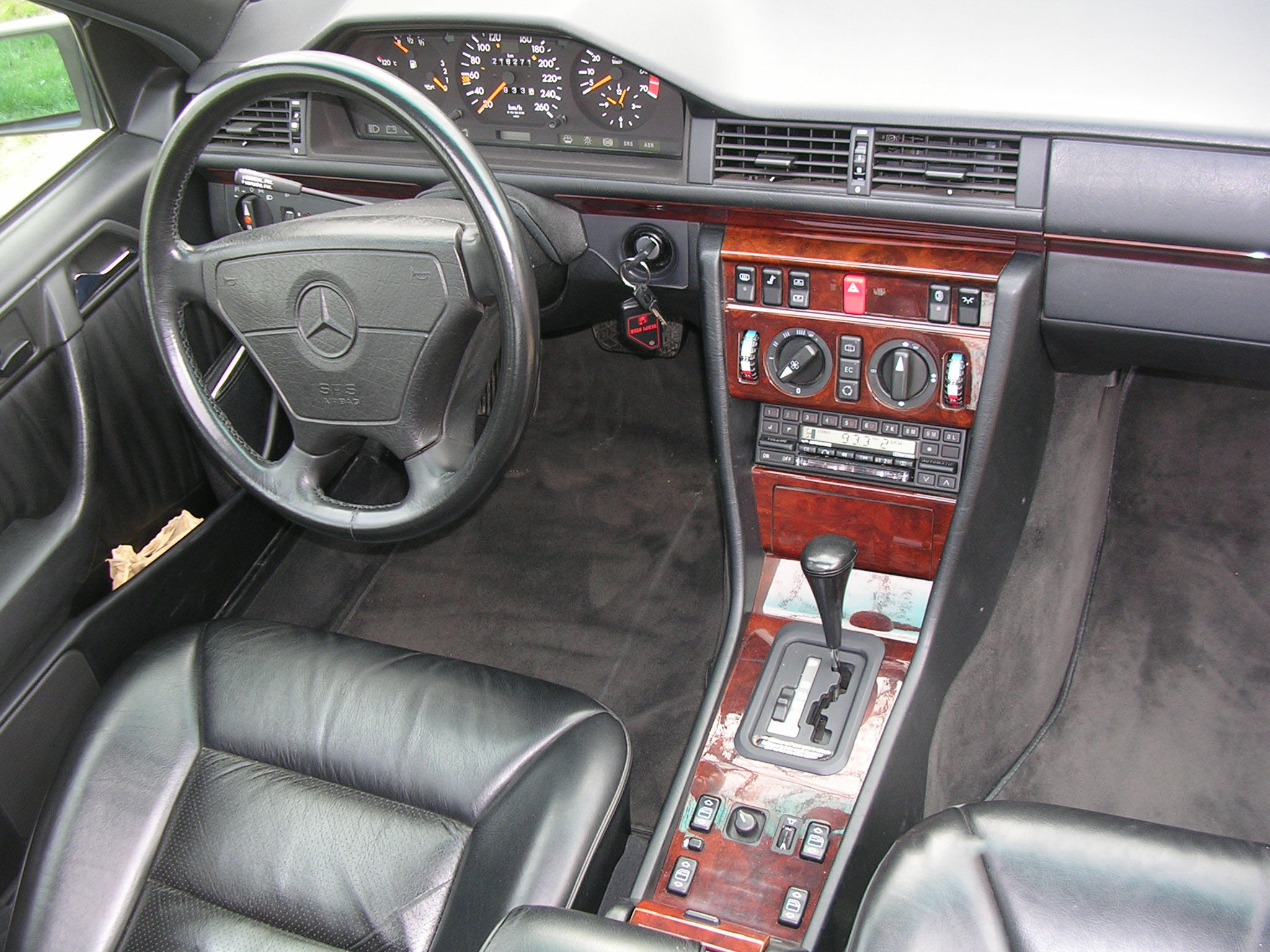
Interieur eines W 124 (mit Airbag)

#### T-Modell (S 124)

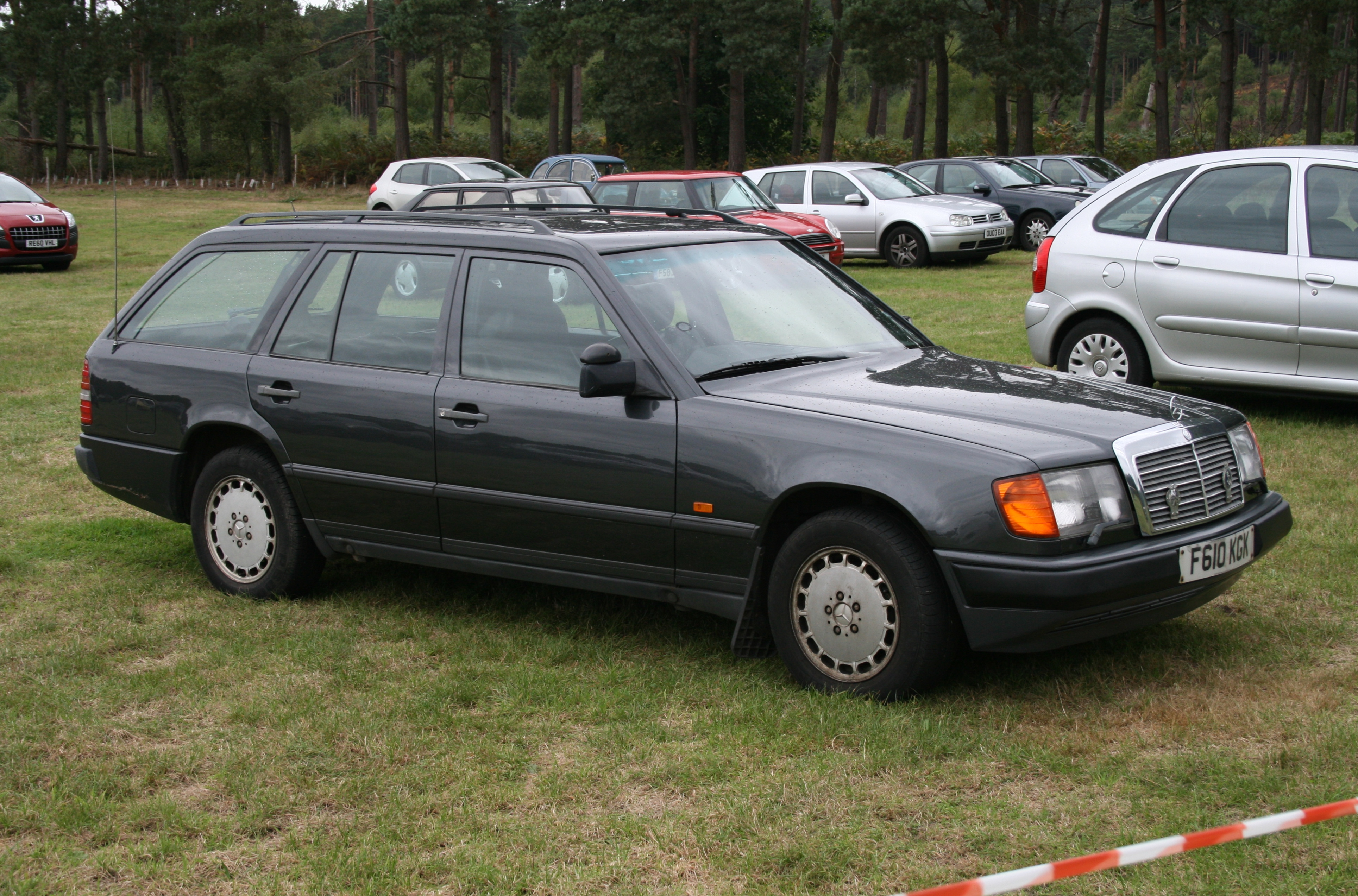
T-Modell (1985–1989)

Der Kombi der Baureihe 124 trägt bei Mercedes traditionell die Verkaufsbezeichnung T-Modell (T = Touristik & Transport), als Typenbuchstaben bekam er jedoch wie beim Vorgänger das S vorangestellt, also S 124. Er wurde im September 1985 auf der IAA präsentiert. Der Kombi war serienmäßig mit Teppichboden im Kofferraum ausgeschlagen, und auch mit Leder ließ sich das Interieur aufwerten. Außerdem gab es erstmals eine elektrisch schließende Kofferraumklappe, die sogenannte Zuziehhilfe.
Diese zweite Generation des Kombis von Mercedes-Benz entsprach technisch und stilistisch weitgehend den Limousinen: Abgesehen von der Heckgestaltung und den daraus resultierenden Änderungen gab es keine Unterschiede zur Limousine. Auch Aggregate, Bremsanlage und Fahrwerk waren lediglich der höheren Nutzlast angepasst, sonst aber nahezu unverändert von den Limousinen übernommen. Die T-Modelle besaßen eine Raumlenker-Hinterachse, serienmäßig mit hydropneumatischer Niveauregulierung kombiniert, sowie eine Dämpferbein-Vorderachse. Auch der in den Limousinen erreichte Sicherheitsstandard wurde für die T-Modelle weitestgehend übernommen. Insbesondere in die Entwicklung des hinteren Karosserieüberhangs, eines bei Vollheck-Limousinen besonders kritischen Bereichs, flossen dabei Erkenntnisse der Sicherheitsforschung ein. Ein Beispiel dafür war der Kraftstofftank, bei den T-Modellen konstruktionsbedingt unter dem Fahrzeugboden aufgehängt. Er erhielt eine spezielle Form mit schrägen Anlaufflächen auf der Tankoberseite und dem Fahrzeugboden. Das gewährleistete, dass der Tank bei einem Heckaufprall mit Längsverformung nach unten weggedrückt und dabei von Fangseilen gehalten wurde, ohne auf die Fahrbahn aufzuschlagen.
Die enge Verwandtschaft zwischen Limousine und T-Modell zeigte sich auch in der Motorisierung: Die ursprüngliche Modellpalette umfasste acht Typen, deren Motoren mit einer Ausnahme auch bei den Limousinen zum Einsatz kamen: Den 105 kW (143 PS) starken Dreiliter-Sechszylinder-Turbodiesel OM 603 D 30 A des 300 TD Turbodiesel entwickelten die Mercedes-Benz-Ingenieure aus dem Saugmotor der Limousine. In abgewandelter Form kam der aufgeladene Selbstzünder auch im S-Klasse-Exportmodell 300 SDL zum Einsatz. Umgekehrt fehlten aus dem Motorenangebot der Limousinen der 2,6-Liter-Ottomotor und der Dreiliter-Saugdiesel beim Debüt des T-Modells.
Wie in der Mittelklasse-Baureihe von Mercedes-Benz seit Jahrzehnten üblich, waren auch von der Typenreihe 124 Fahrgestelle mit Teilkarosserie lieferbar, die von Aufbauherstellern im In- und Ausland zu Krankenwagen, Kombiwagen oder anderen Sonderausführungen ausgebaut wurden. Ein Novum ist, dass diese Fahrgestelle nun erstmals vom T-Modell stammten und zusammen mit diesem auch in Bremen gefertigt wurden. Neben der Variante mit normalem Radstand, von der die Typen 250 D und 230 E verfügbar waren, gab es zusätzlich auch wieder eine verlängerte Ausführung, die als 250 D, 230 E und 260 E angeboten wurde. Krankenwagen-Aufbauten auf diesen Fahrgestellen entstanden vornehmlich bei Binz in Lorch, Miesen in Bonn und Visser in Leeuwarden/Niederlande. Zu den bekanntesten Herstellern von Bestattungswagen auf 124er-Basis gehörten die Karosseriebau-Unternehmen Pollmann in Bremen, Rappold in Wülfrath, Stolle in Hannover und Welsch in Mayen.
Der S 124 trug bis 1993 den Zusatz TE bzw. TD nach der vom Hubraum abgeleiteten Modellbezeichnung. TE steht dabei für T-Modell und Einspritzer. TD steht für T-Modell und Diesel anstatt, wie häufig angenommen, für Turbodiesel. Die Turbodiesel wurden als TD Turbo bezeichnet. Ab 1993 wurde das T zur Unterscheidung an die Modellbezeichnung angehängt, tauchte jedoch am Fahrzeug selbst nicht mehr auf.

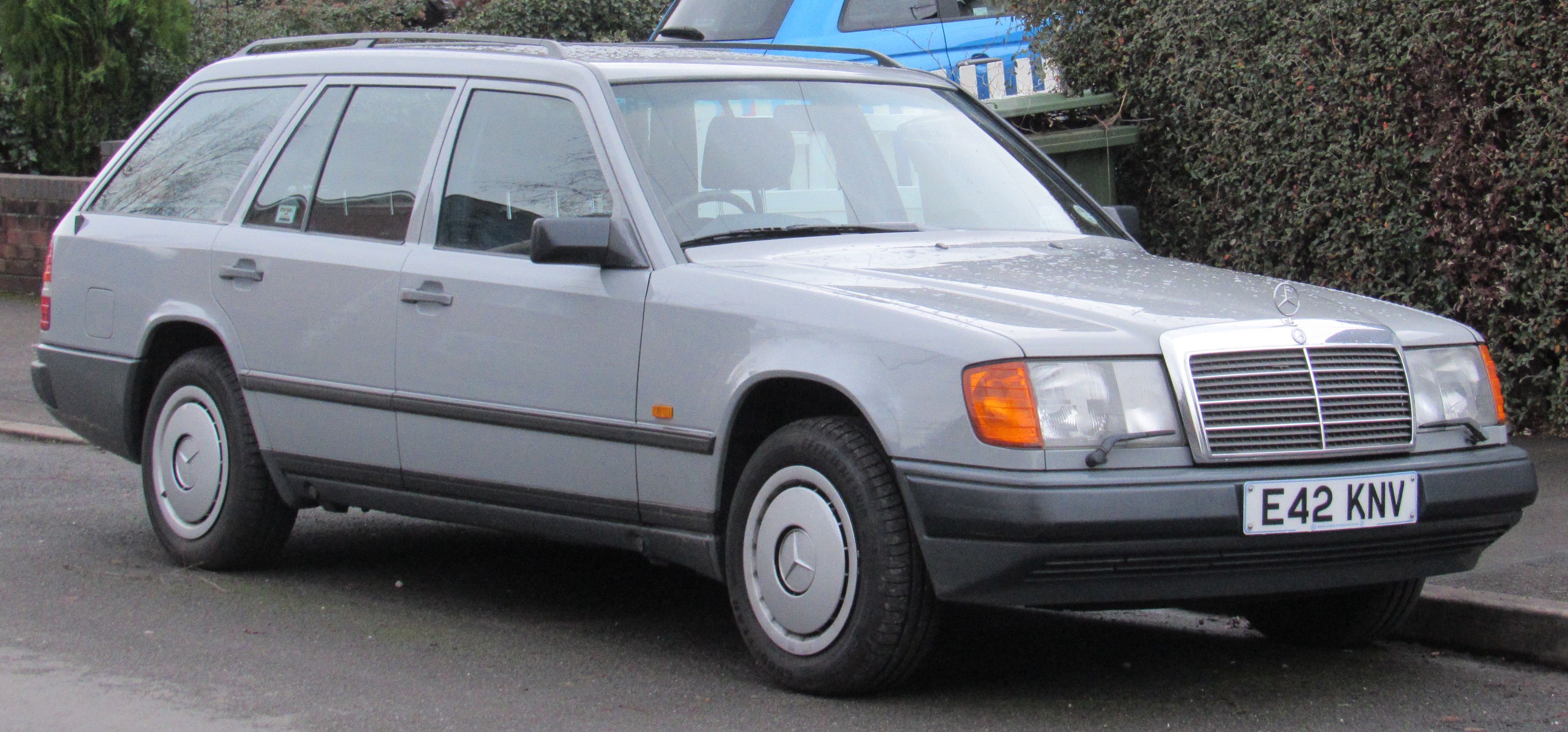
Mercedes-Benz 200 TE (1985-1989)
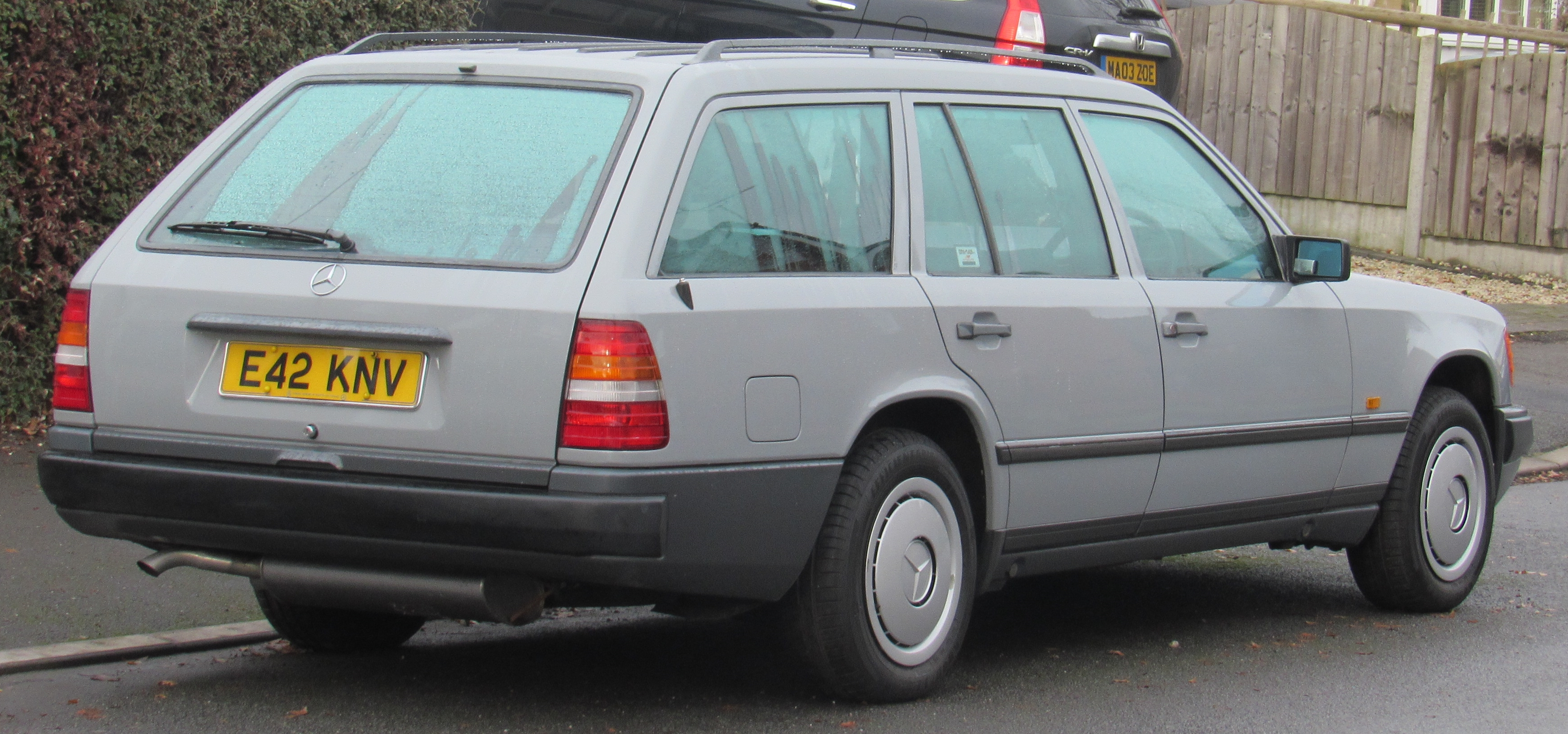
Mercedes-Benz 200 TE (1985-1989)
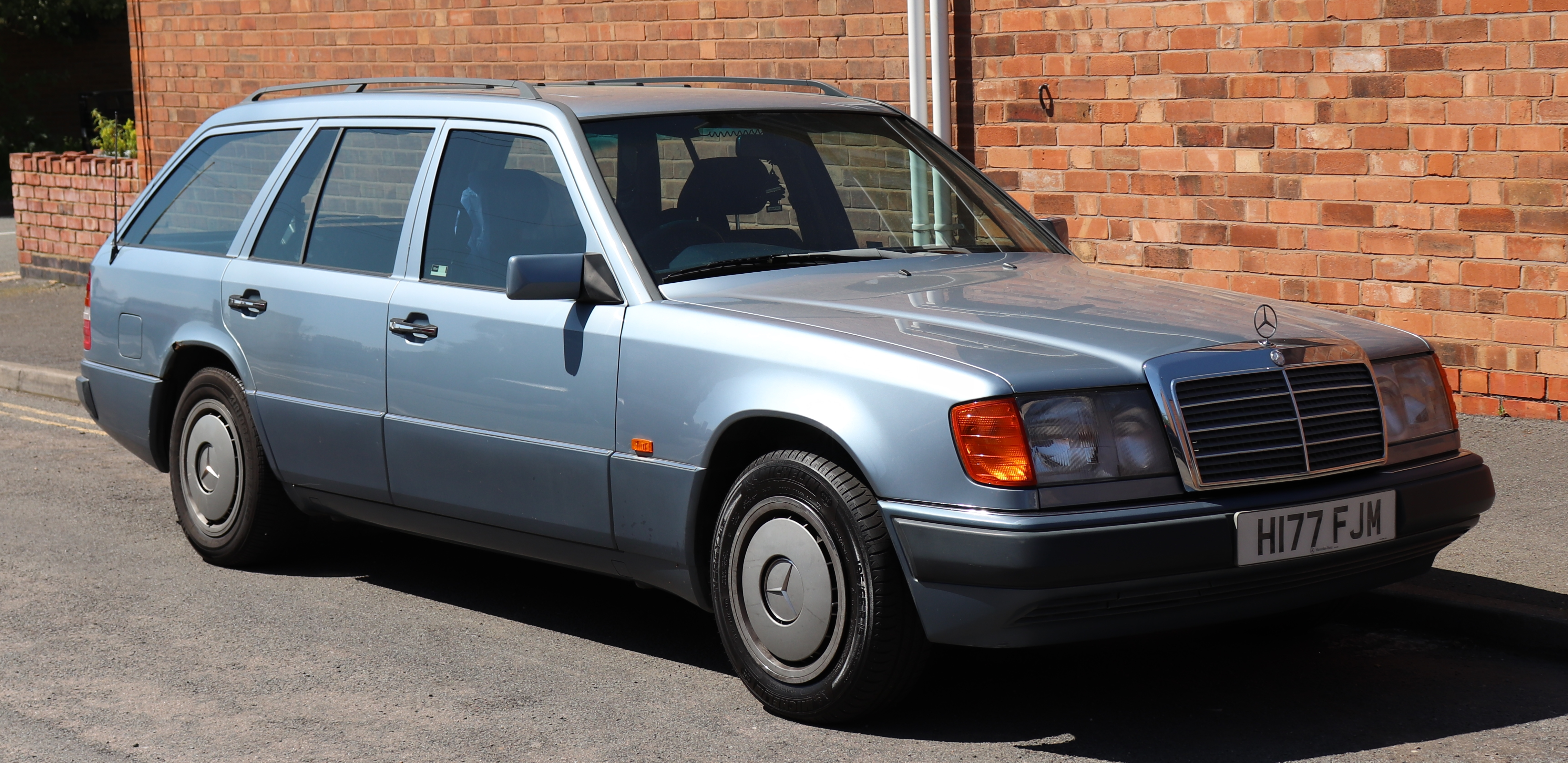
Mercedes-Benz 200 TE (1989-1993)
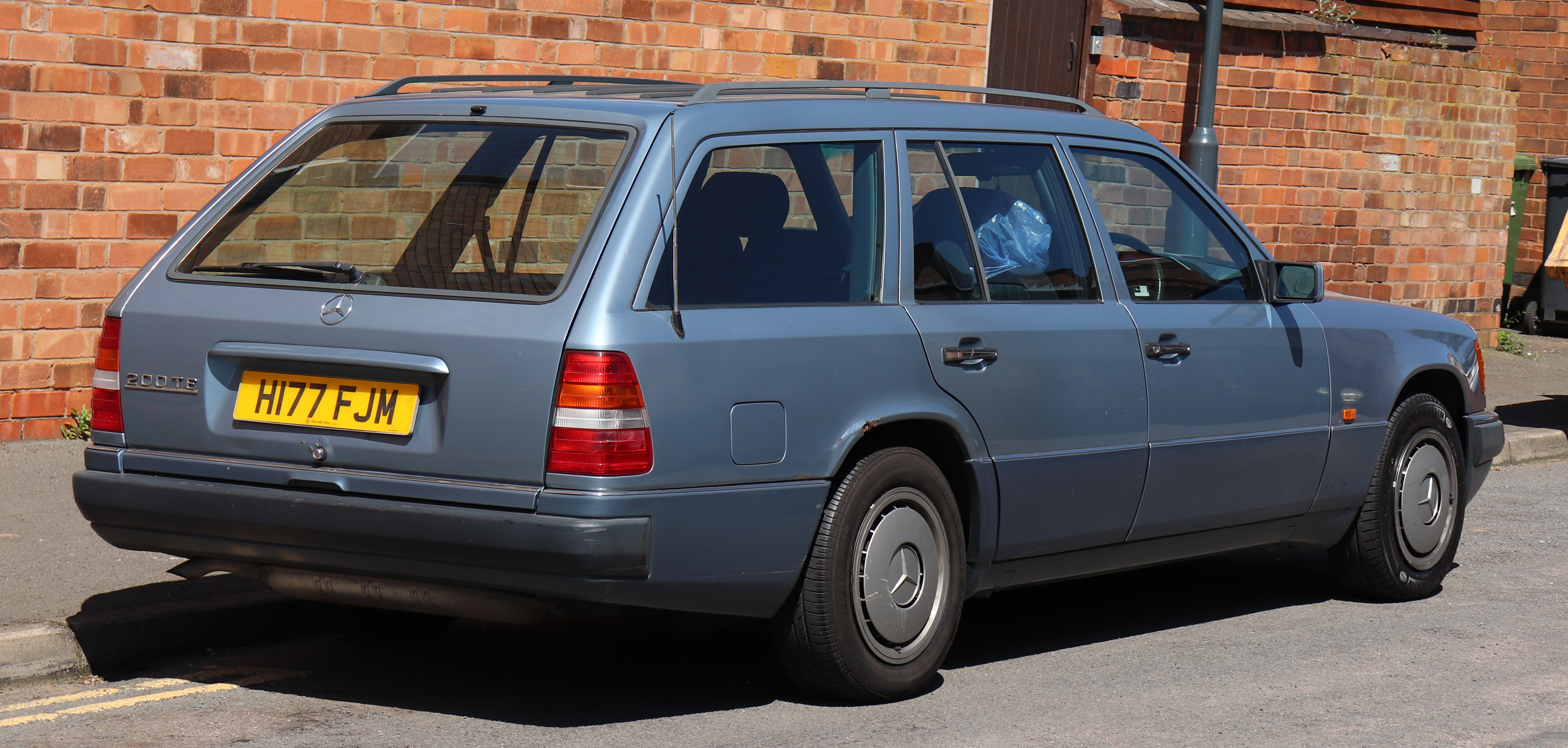
Mercedes-Benz 200 TE (1989-1993)
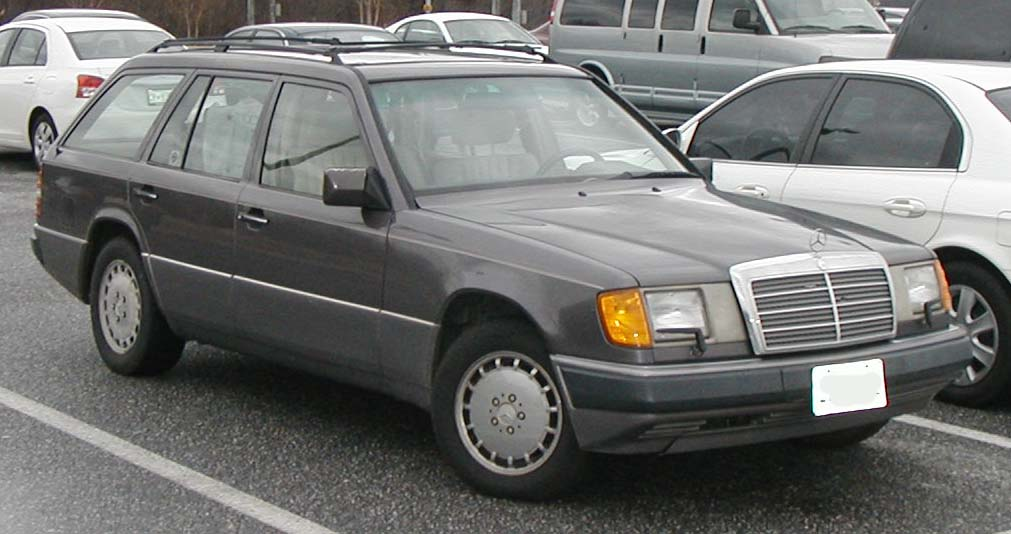
Mercedes-Benz 300 TE US-Version (1989-1993)
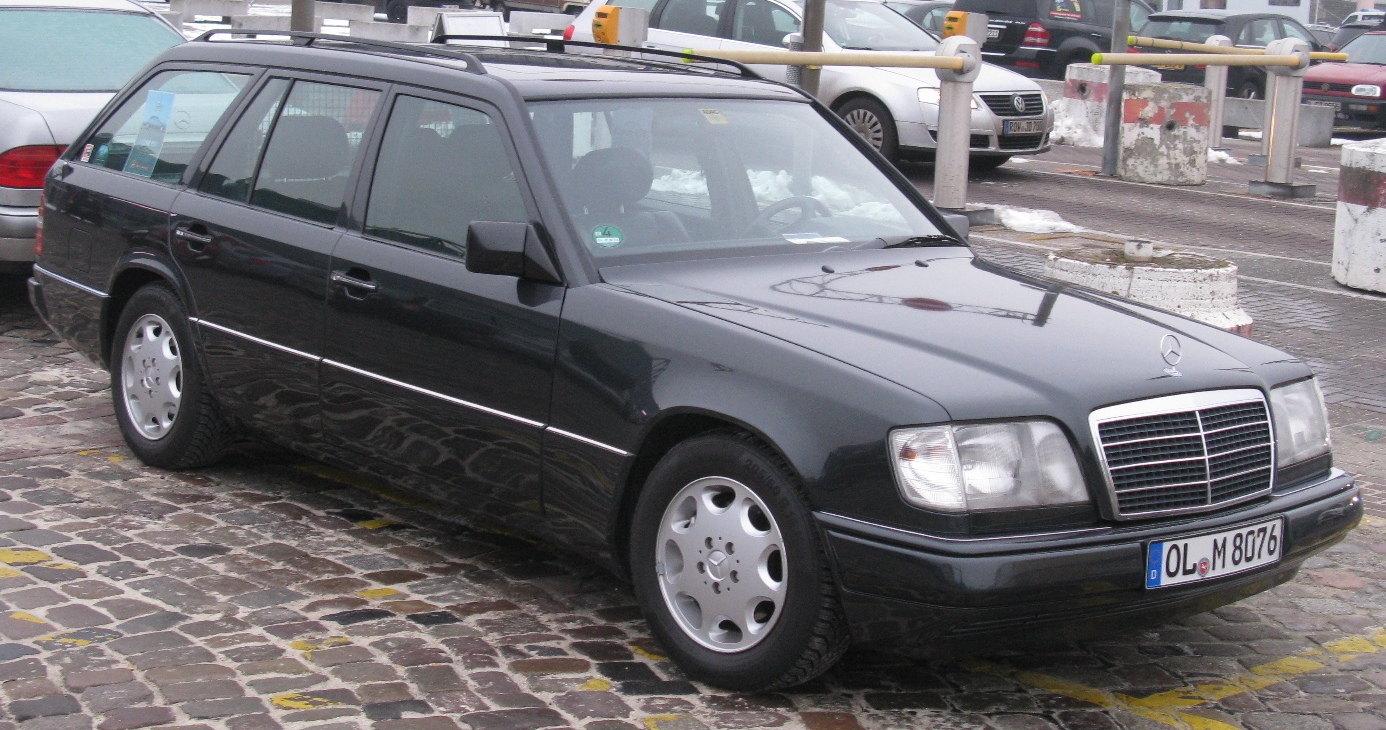
Mercedes-Benz E 300 T (1993-1996)
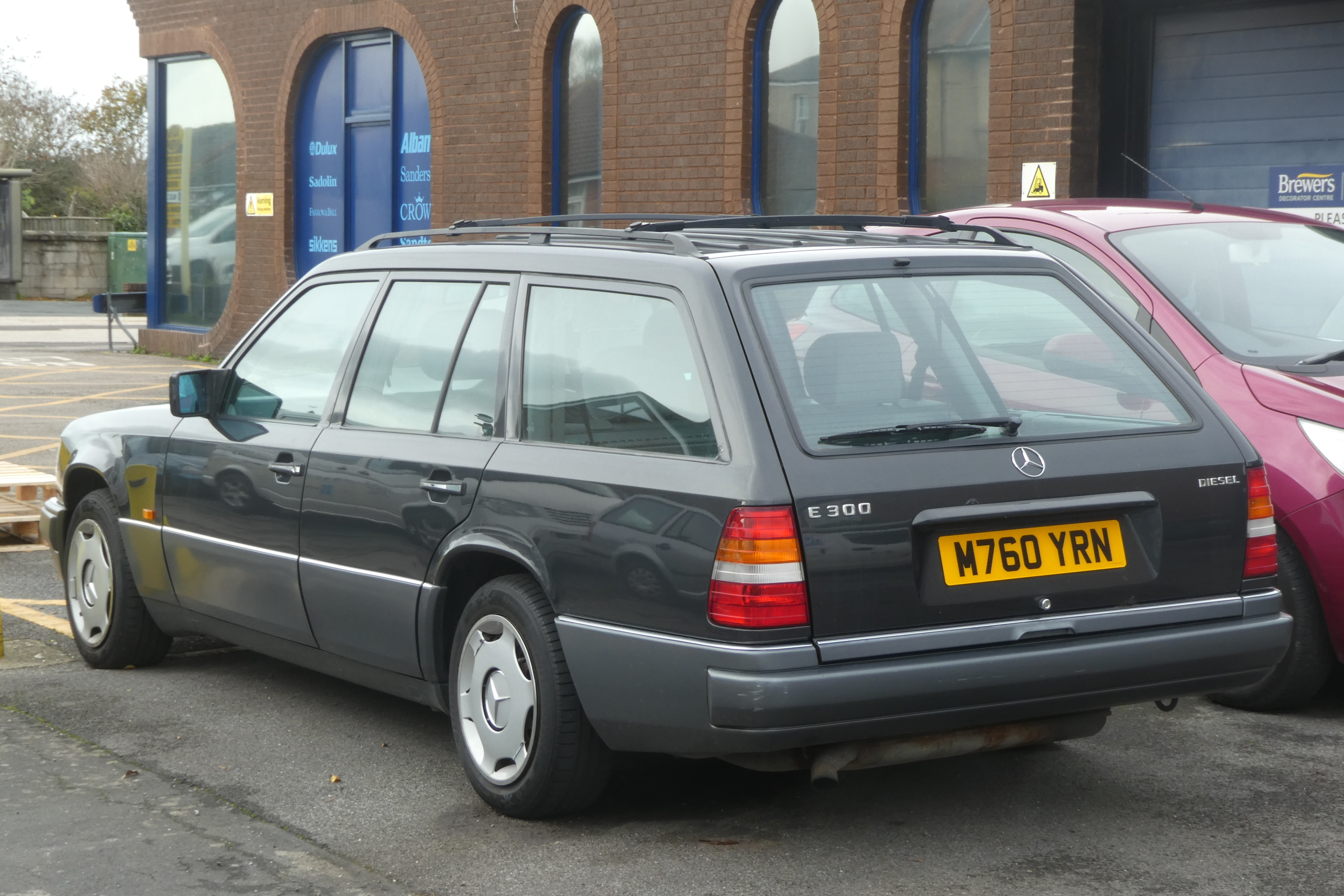
Mercedes-Benz E 300 T Diesel (1993-1996)
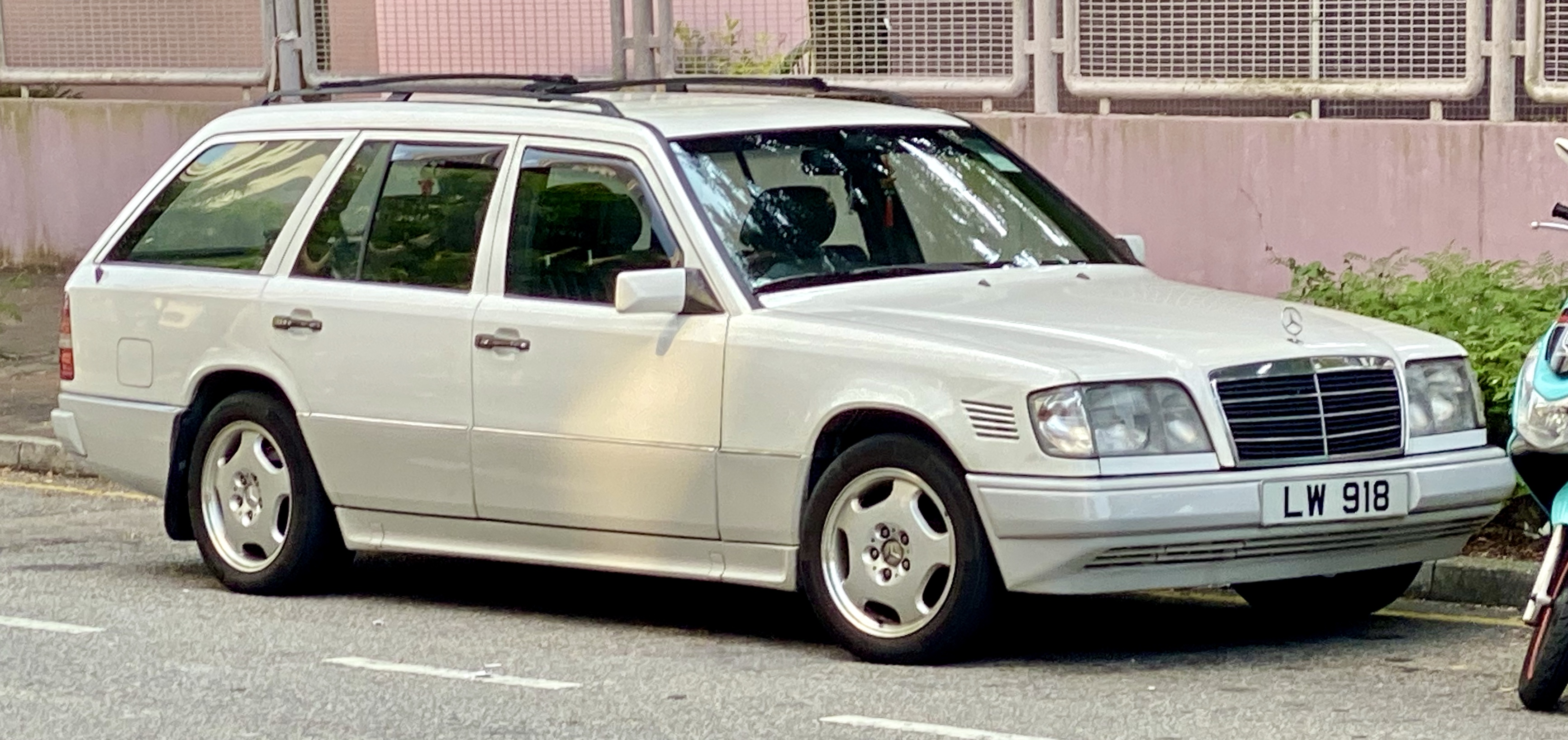
Mercedes-Benz E 300 T Turbodiesel (1993-1996)

#### Coupé (C 124)

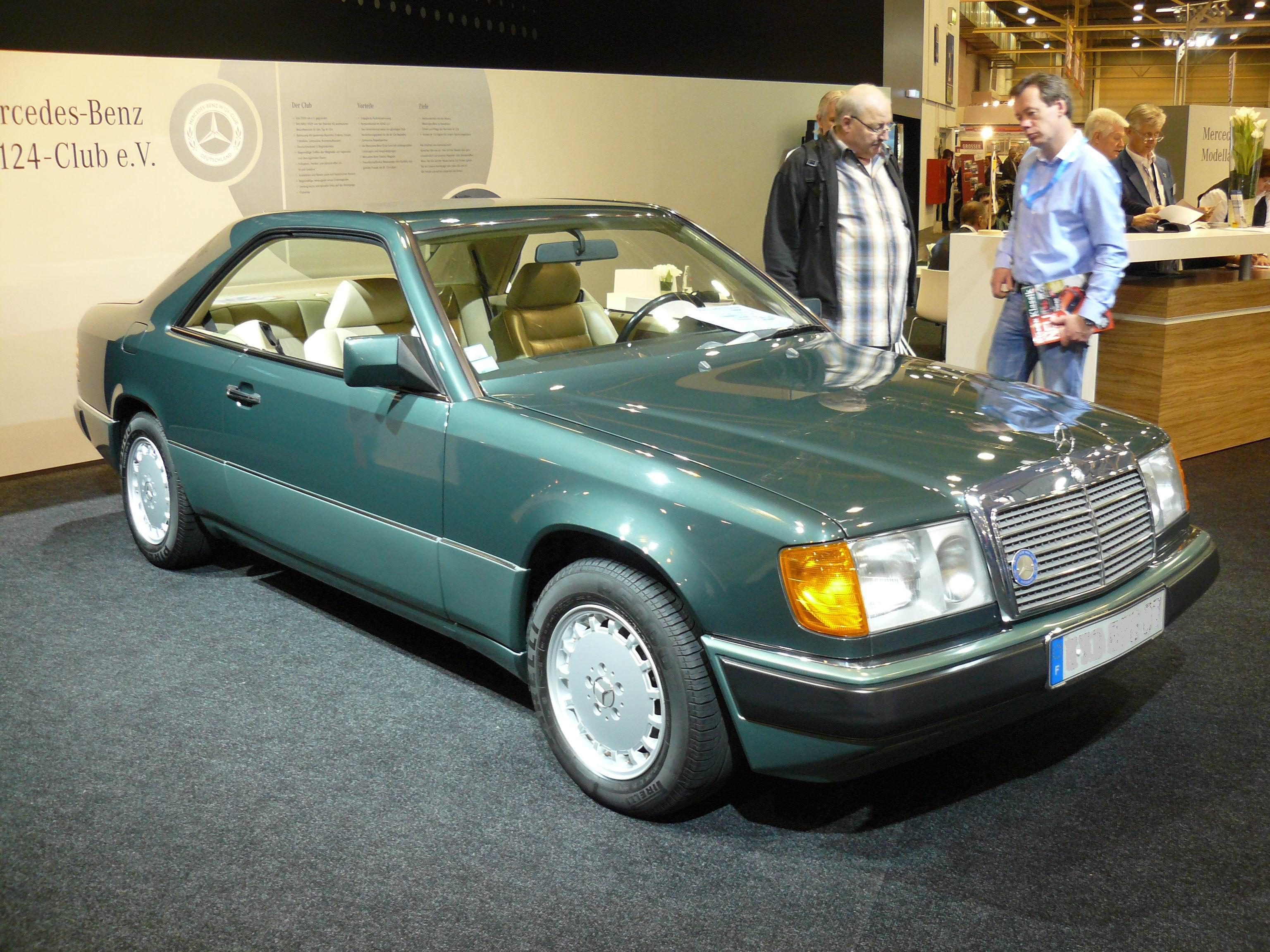
Mercedes-Benz 300 CE (1990)

Im März 1987 erweiterte Mercedes-Benz erneut das Typenprogramm der Baureihe. Zunächst debütierten auf dem Genfer Auto-Salon zwei Coupé-Typen, die als dritte Karosserievariante das Angebot vervollständigten. Es bestand eine enge Verwandtschaft zur Limousine. Allerdings wurde die Bodengruppe des Viertürers so verändert, dass das Coupé einen 8,5 Zentimeter kürzeren Radstand aufwies. Das unterstrich den sportlichen Charakter des Zweitürers und machte ihn zu einer konstruktiv und formal eigenständigen Karosserievariante. Es trug von Anfang an die breiten Seitenplanken, ohne Chrom, bevor diese bei den übrigen Karosserieversionen eingeführt wurden, jedoch einheitlich in zwei verschiedenen Grautönen (hellgrau passend zu Silber, dunkelgrau zu Anthrazit; sonst wurde sie zumeist kontrastierend eingesetzt, zum Beispiel Schwarz mit hellgrauer Planke oder Weiß mit dunkelgrau).
Erst ab der ersten Modellpflege (MoPf 1) ab September 1989 gab es die Seitenbeplankung dann angepasst an die jeweilige Karosseriefarbe und mit Chrom-Leiste, bei allen Modellen. Die Gemeinsamkeiten mit der Limousine beschränkten sich auf den Vorbau und die Heckleuchten. Der in den Limousinen der Baureihe erreichte Sicherheitsstandard wurde für die Coupé-Modelle übernommen. B-Säulen wurden dabei durch verstärkte A-Säulen, Seitenschweller und Türen sowie einen besonders hohen Anteil an hochfesten Stahlblechen kompensiert. Die ohne B-Säule gefertigten Fahrzeuge hatten keine Scheibenrahmen, sodass man die Seitenscheiben rahmenlos komplett absenken konnte. Darüber hinaus wurde wegen der fehlenden Anbringungsmöglichkeit an der nicht vorhandenen B-Säule der Gurtbringer des C 126 übernommen.
Neue Wege ging man beim Dachabschluss: Die Innenverkleidung des Daches wurde ein Stück unter die Heckscheibe gezogen, was der Sicherheit und dem Komfort der Fondpassagiere zugutekam: Im Gefahrenfall befanden sich weder Blech- noch Scheibenkante im Kopfbereich. Und da das Dach trotz der Coupéform erst weit hinten schräg abfiel, stand den Fondpassagieren mehr Kopffreiheit zur Verfügung als man von einem Coupé gewohnt war. Optisch kaschiert wurde der Überlappungsbereich durch ein dunkles Raster auf der Scheibe.
Das Coupé gab es in fünf Varianten, als E 200, 220 CE/E 220, 230 CE, 300 CE, und als 300 CE-24 bzw. 320 CE und E 320. Zusätzlich gab es noch die AMG-Versionen (E 36 AMG). Außerdem war auch das Sportline-Paket erhältlich.

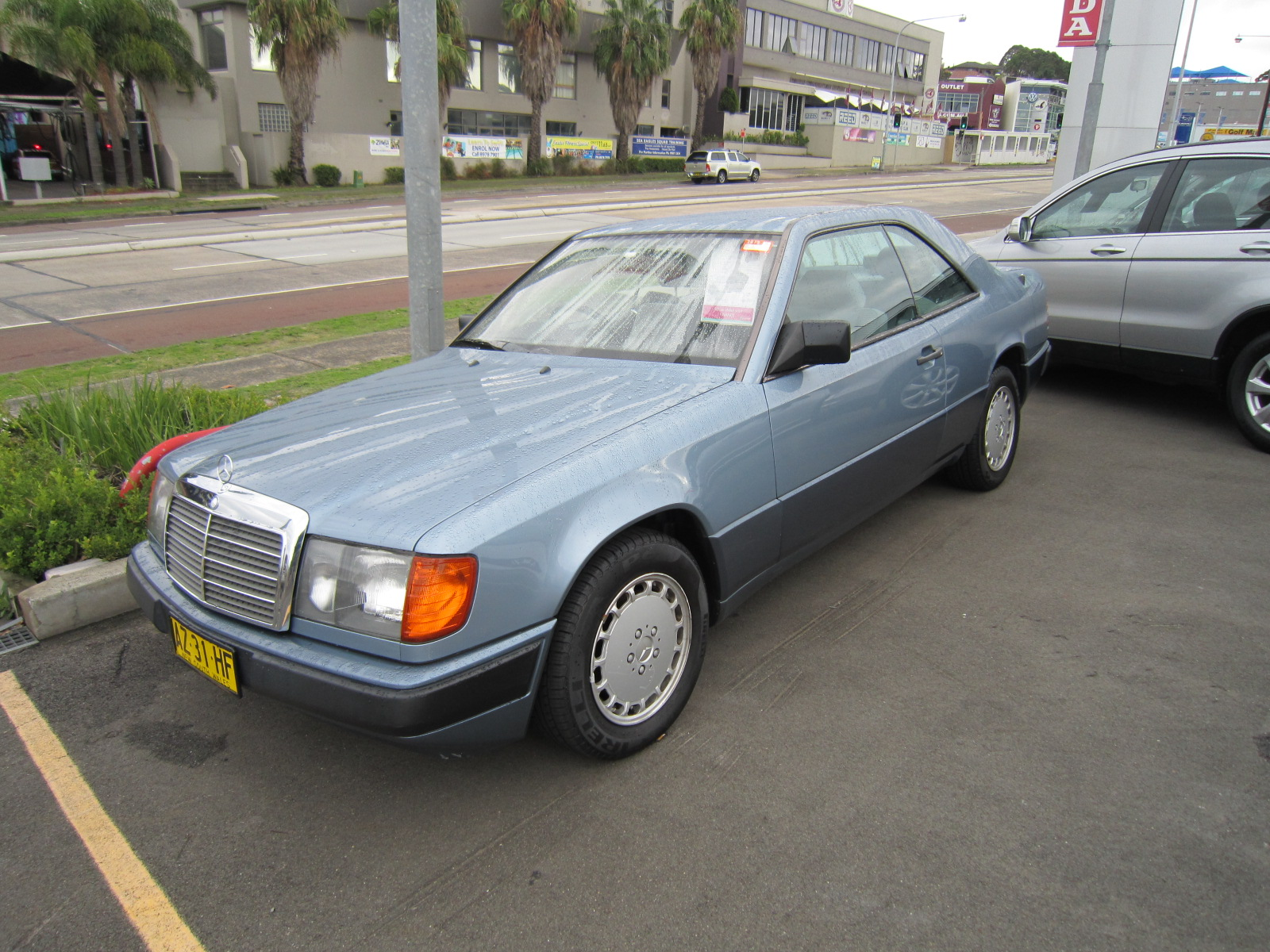
Mercedes-Benz 300 CE (1987-1989)
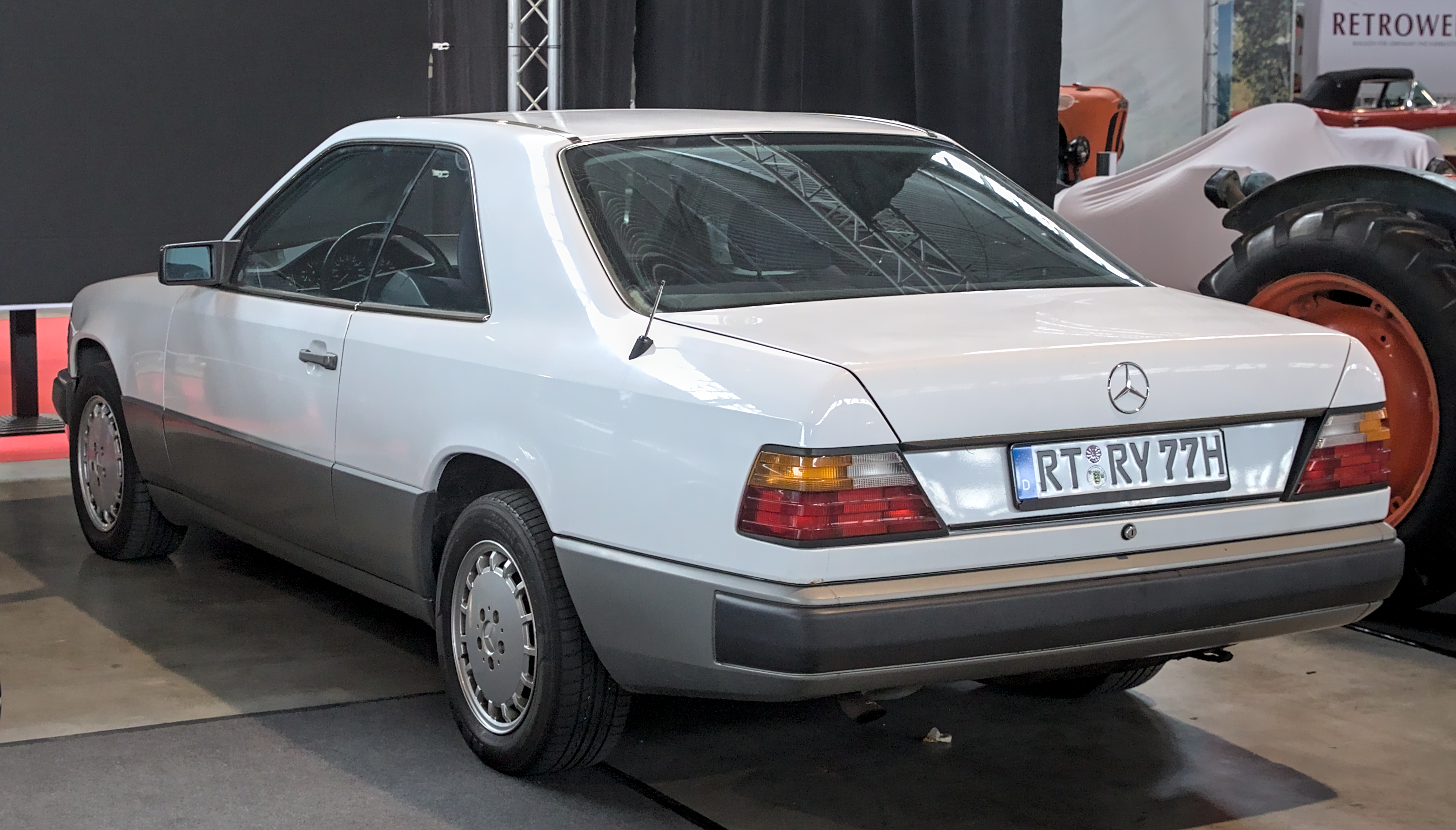
Mercedes-Benz 230 CE (1987-1989)
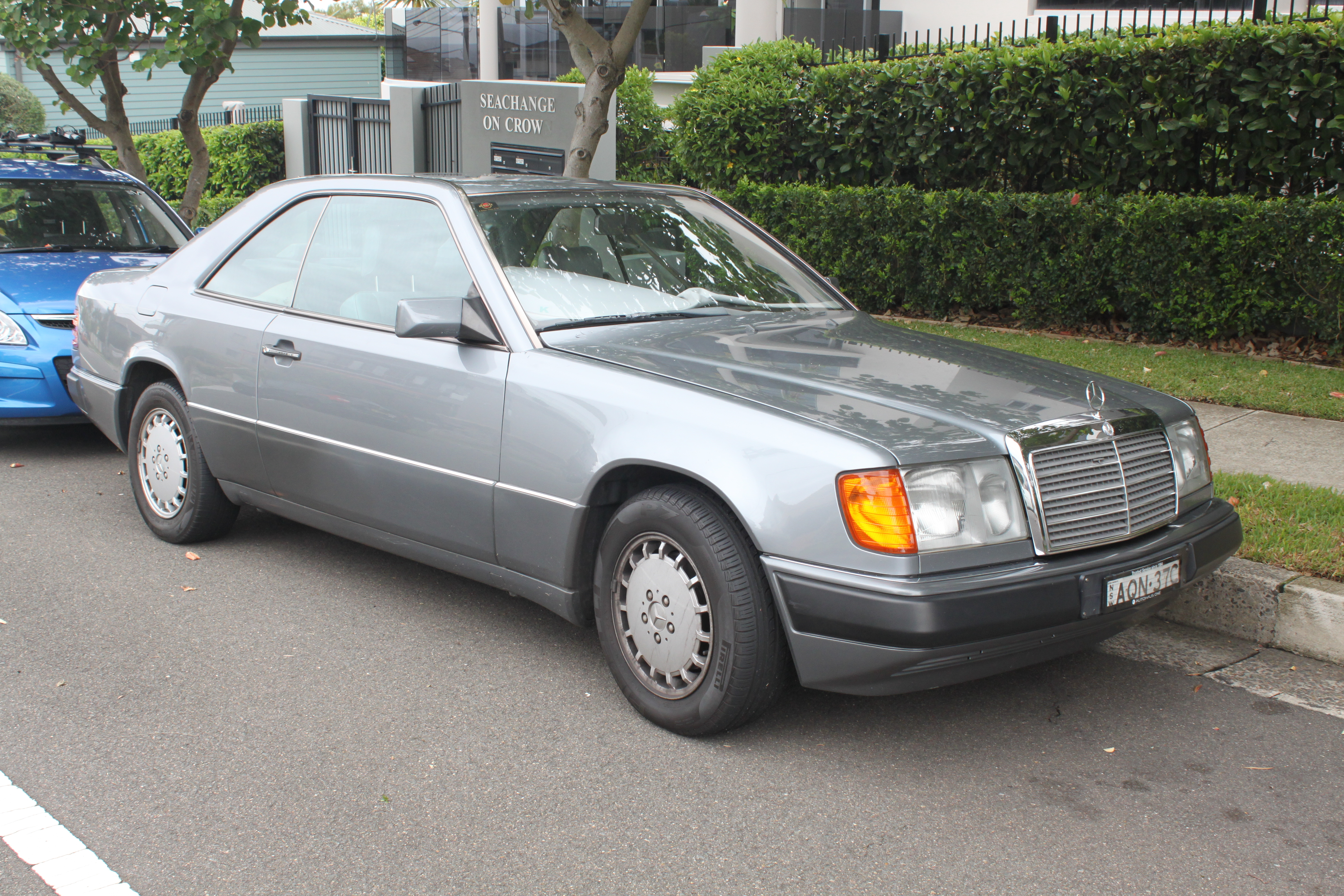
Mercedes-Benz 300 CE-24 (1989-1993)
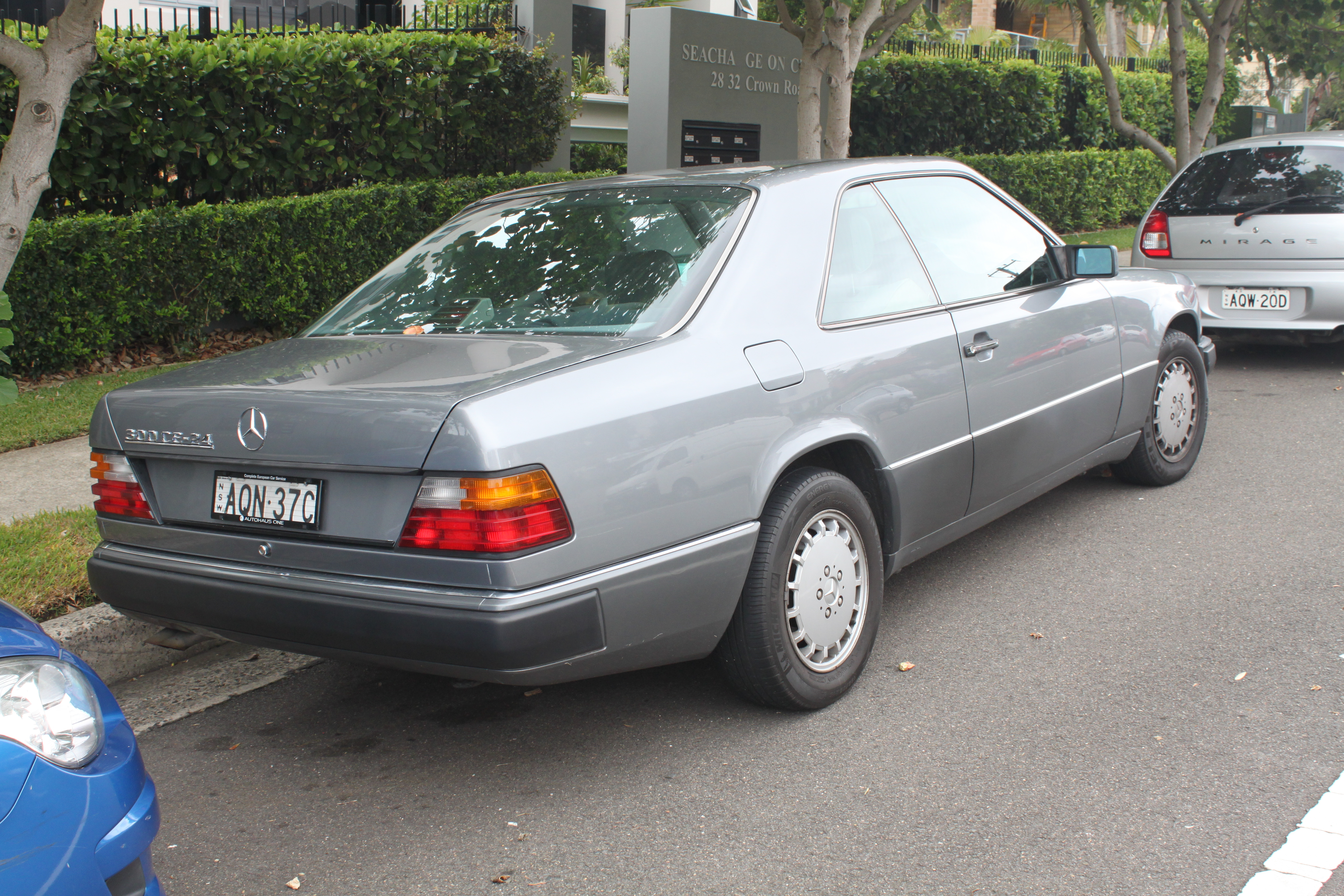
Mercedes-Benz 300 CE-24 (1989-1993)
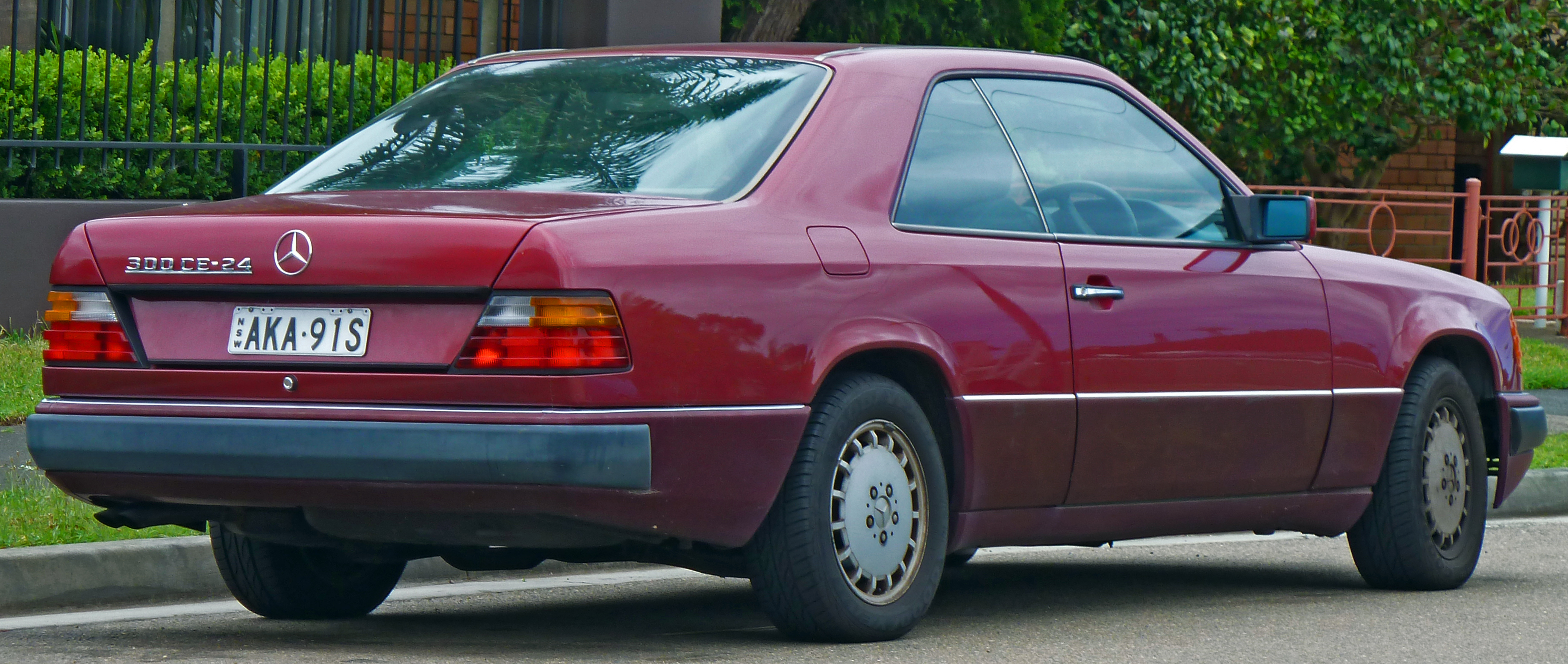
Mercedes-Benz 300 CE-24 (1989-1993)
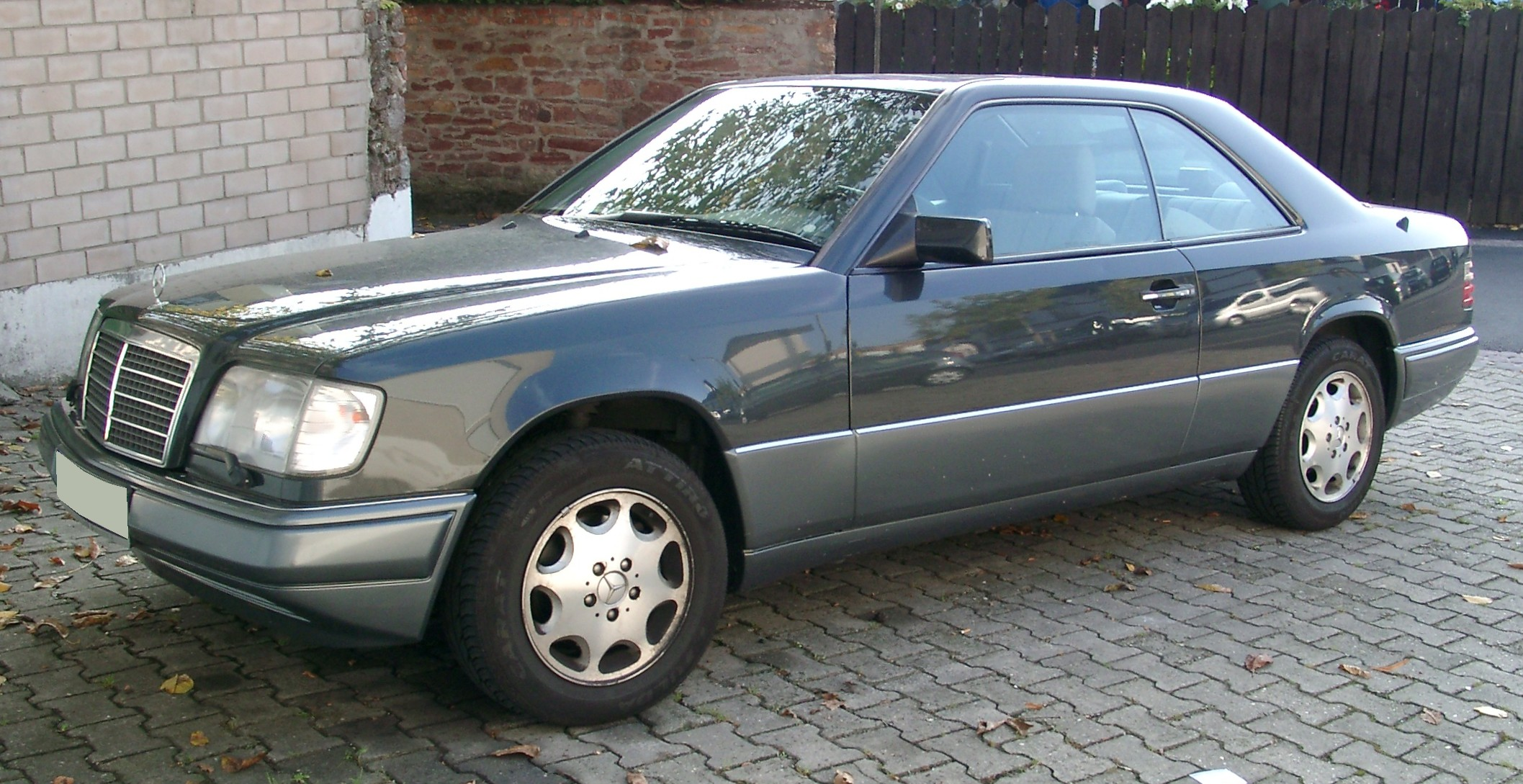
Mercedes-Benz 200 CE (1993-1996)
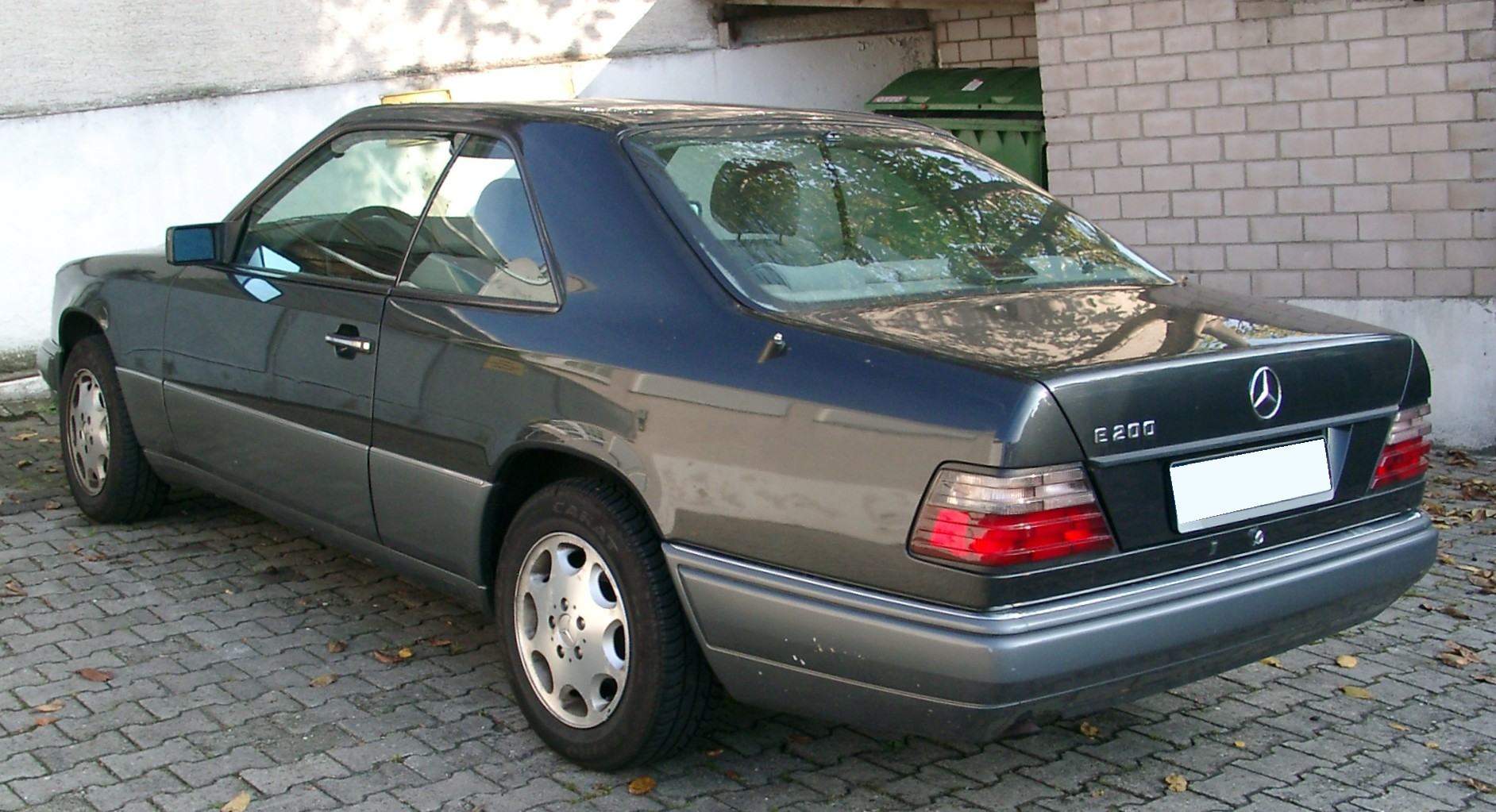
Mercedes-Benz 200 CE (1993-1996)
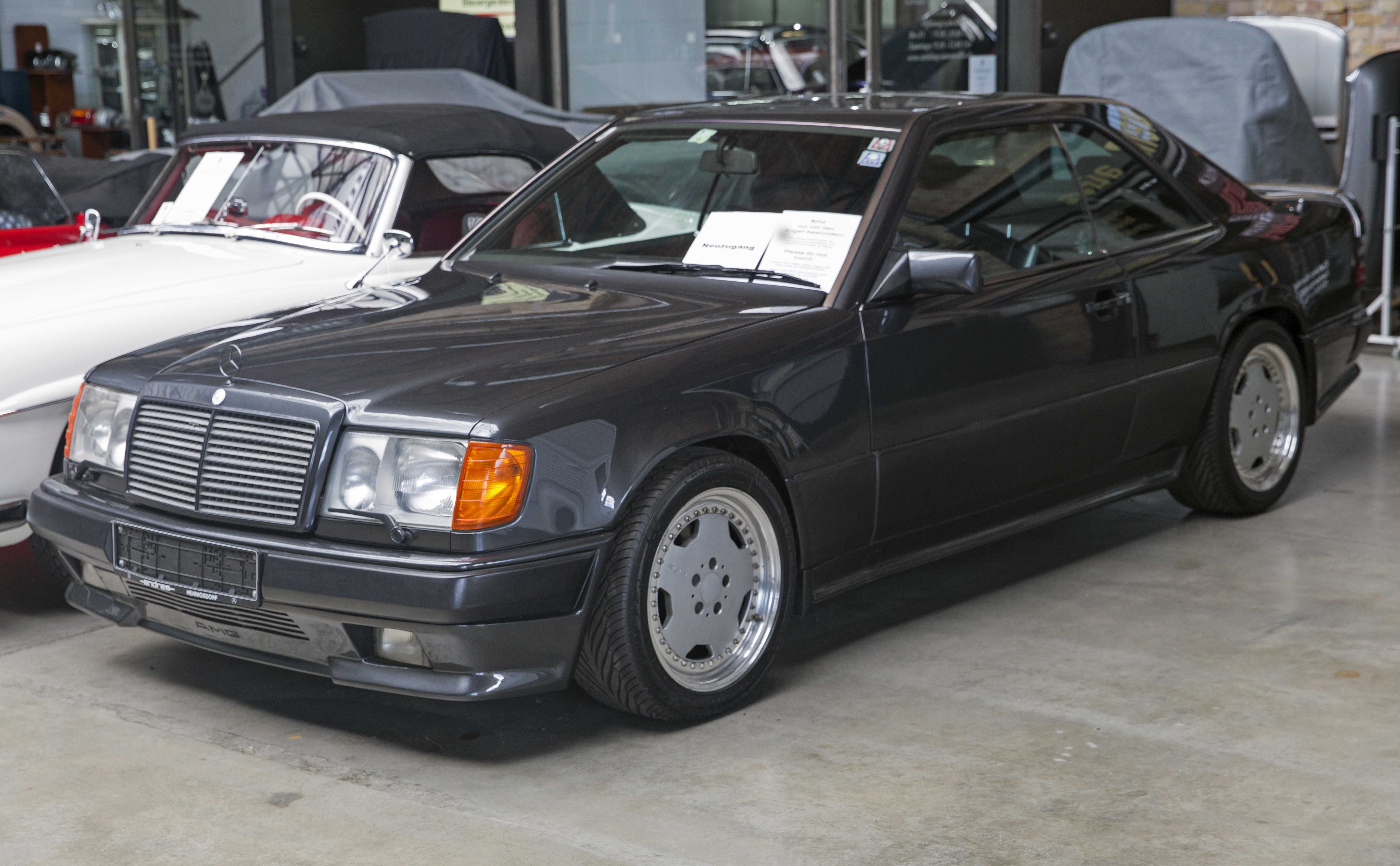
Mercedes-Benz AMG 300 CE-24 3.4

#### Cabriolet (A 124)

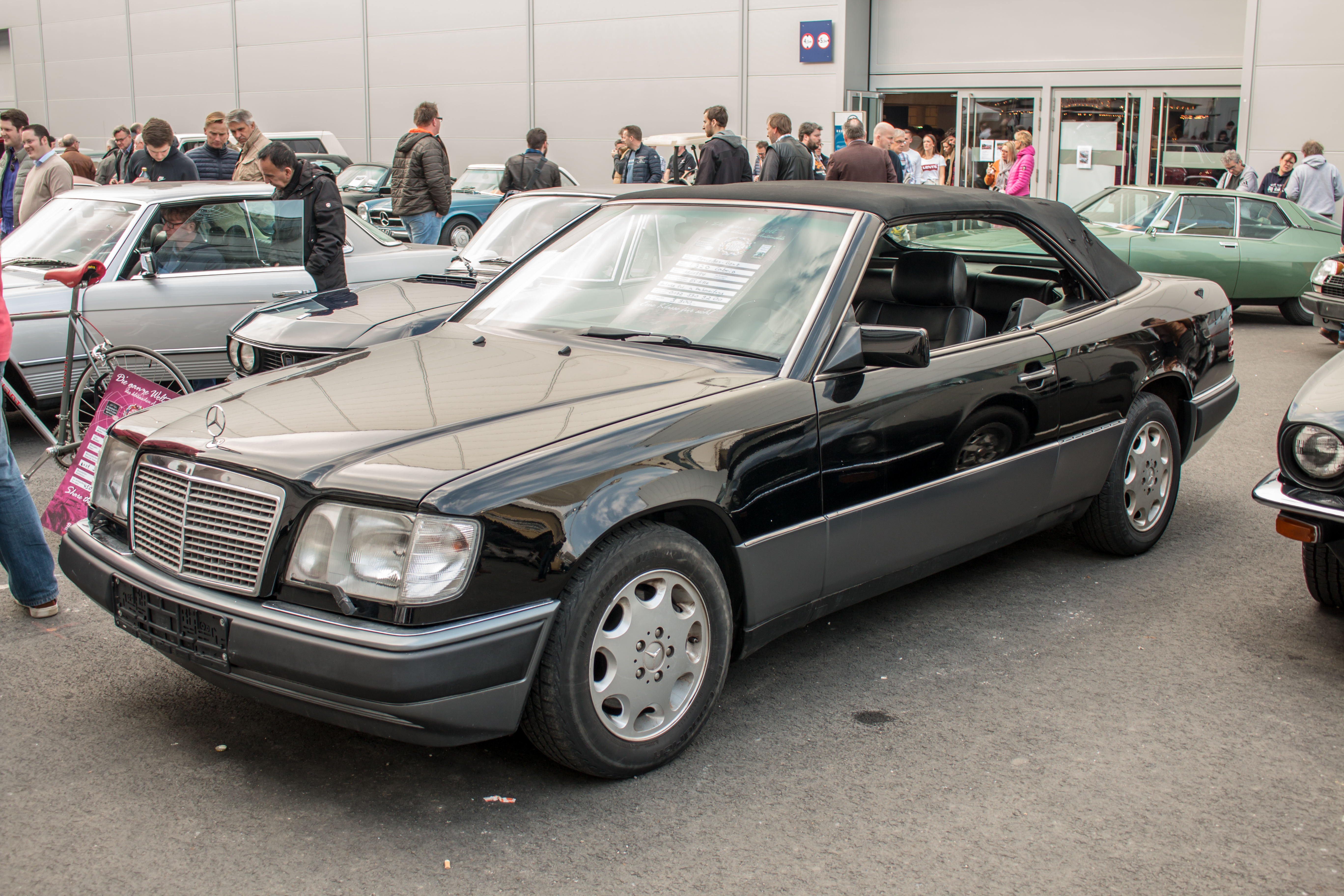
300 CE-24 Cabriolet (1991–1993)

Das 300 CE-24 Cabriolet, eine weitere Karosserievariante der Baureihe 124, wurde im September 1991 auf der IAA vorgestellt. Die Entwicklung des Cabrios erfolgte auf Grundlage des Coupés. Um die Verwindungssteifigkeit gewährleisten zu können, wurden etwa 1000 Teile überarbeitet oder neu konstruiert. Teilweise mussten tragende Bleche aus höherwertigem Material gefertigt werden.
Das Cabriolet wurde ab Ende 1991 in Deutschland (und anderen kontinentaleuropäischen Staaten) zunächst ausschließlich mit dem in anderen Modellen bereits auslaufenden 3-Liter-Vierventilmotor als 300 CE-24 angeboten. In Nordamerika, Japan und auf den Britischen Inseln kam das Cabrio jedoch im Oktober 1992 ausschließlich mit dem neuen 3,2-Liter-Triebwerk als 320 CE (in Japan sowie als Rechtslenker in Großbritannien und Irland) bzw. 300 CE (in den USA und Kanada) auf den Markt. Alle drei Varianten wurden nur bis zur MoPf 2 im Jahre 1993 gebaut und sind am Chromgrill zu erkennen.
Mit der MoPf 2 wurden die vorgenannten Sechszylindermodelle weltweit durch den E 320 abgelöst, während das Cabriolet nun (mit Ausnahme Nordamerikas und Japans) erstmals auch mit Vierzylindermotoren erhältlich war, nämlich als E 200 in Südeuropa (ab 1994 auch in Deutschland angeboten) und E 220 in den übrigen Staaten.
Das E-Klasse Cabrio wurde von Oktober 1996 bis Juli 1997 auch als Sondermodell Final Edition (Code 907) ausgeliefert, welches sich in der Standardversion durch schwarz-braunes Wurzelholz auszeichnete. Als Sonderausstattung waren (wie zuvor schon im Modell E 500) schiefergraue Holzeinlagen aus entsprechend gebeiztem Vogelaugenahorn (statt des in allen anderen E-Klasse-Cabrios verwendeten rot-braunen Wurzelholzes) wählbar. Die Cabrios gab es nur mit schwarzer Lederausstattung (statt der ansonsten bis zuletzt auch wählbaren anderen Lederfarben beige bzw. Champignon, braun bzw. Brasil, grau oder blau). Des Weiteren waren eine manuelle Klimaanlage, Tieferlegung und AMG-Leichtmetallfelgen im Paket enthalten. Das Sondermodell war insoweit weniger individuell, aber dafür (zum Grundpreis von 79.925,00 DM für den E 200, 88.435,00 DM für den E 220 und 114.770,00 DM für den E 320) günstiger als die bis zuletzt ebenfalls lieferbaren Fahrzeuge mit selbst zusammengestellten Farben und vergleichbaren Extras. Insgesamt verließen 1390 Cabrios als Final Edition das Werk, davon 570 E 200, 654 E 220, und 166 E 320.
Der außerhalb Nordamerikas angebotene und in 68 Exemplaren (davon 14 als Rechtslenker für Großbritannien) entstandene E 36 AMG war das AMG-Modell auf Basis des E 320, jedoch mit einem AMG-Motor-Tuning aufgewertet, nachdem bereits das Vorgängermodell über das Daimler-Benz-Vertriebsnetz als 300 CE-24 3.4 AMG geordert werden konnte.
Am 4. Juli 1997 endete die Produktion des E-Klasse-Cabriolets. Der Export nach Übersee war bereits 1995 eingestellt worden.

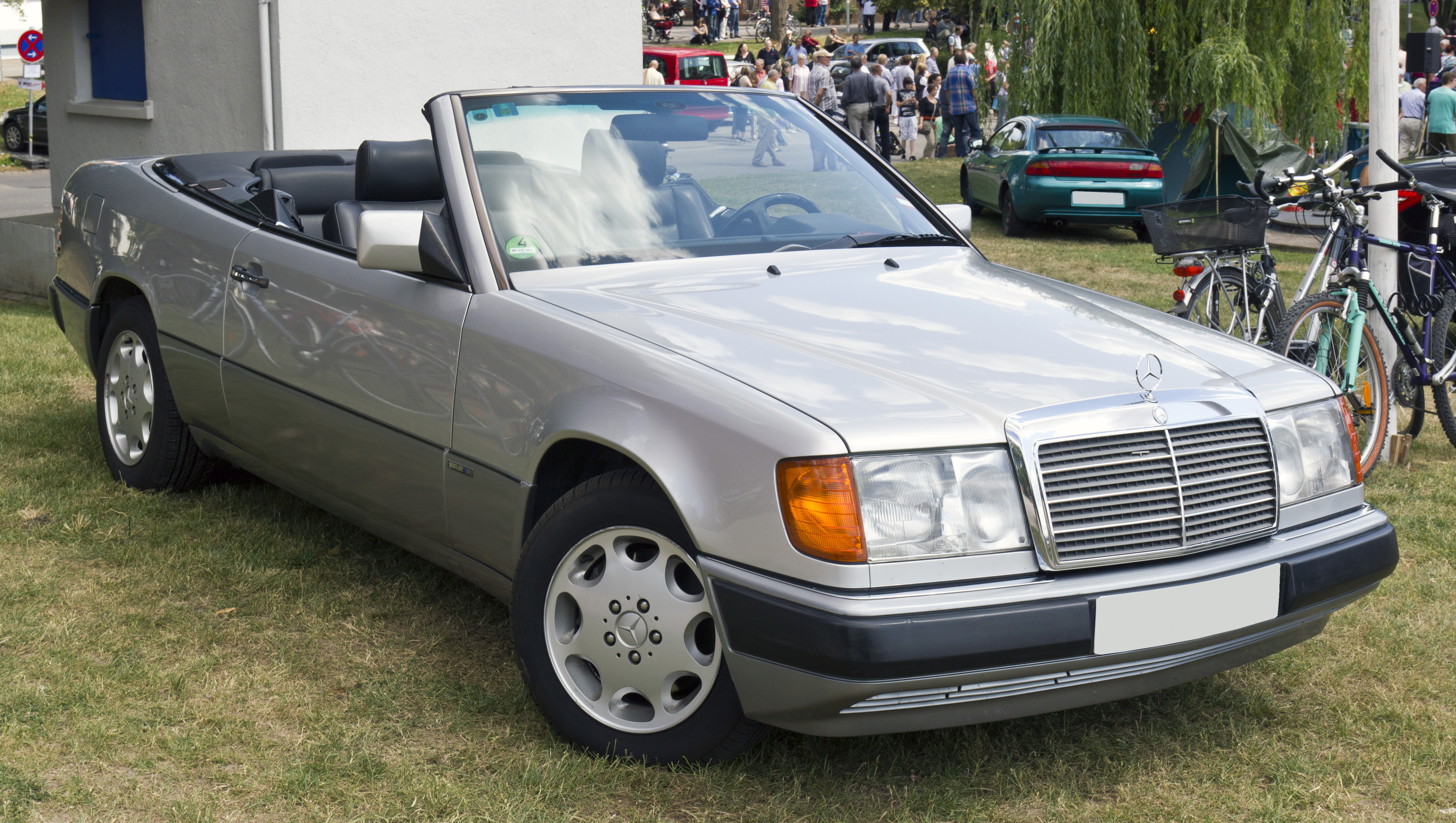
Mercedes-Benz 300 CE-24 Cabriolet (1991-1993)
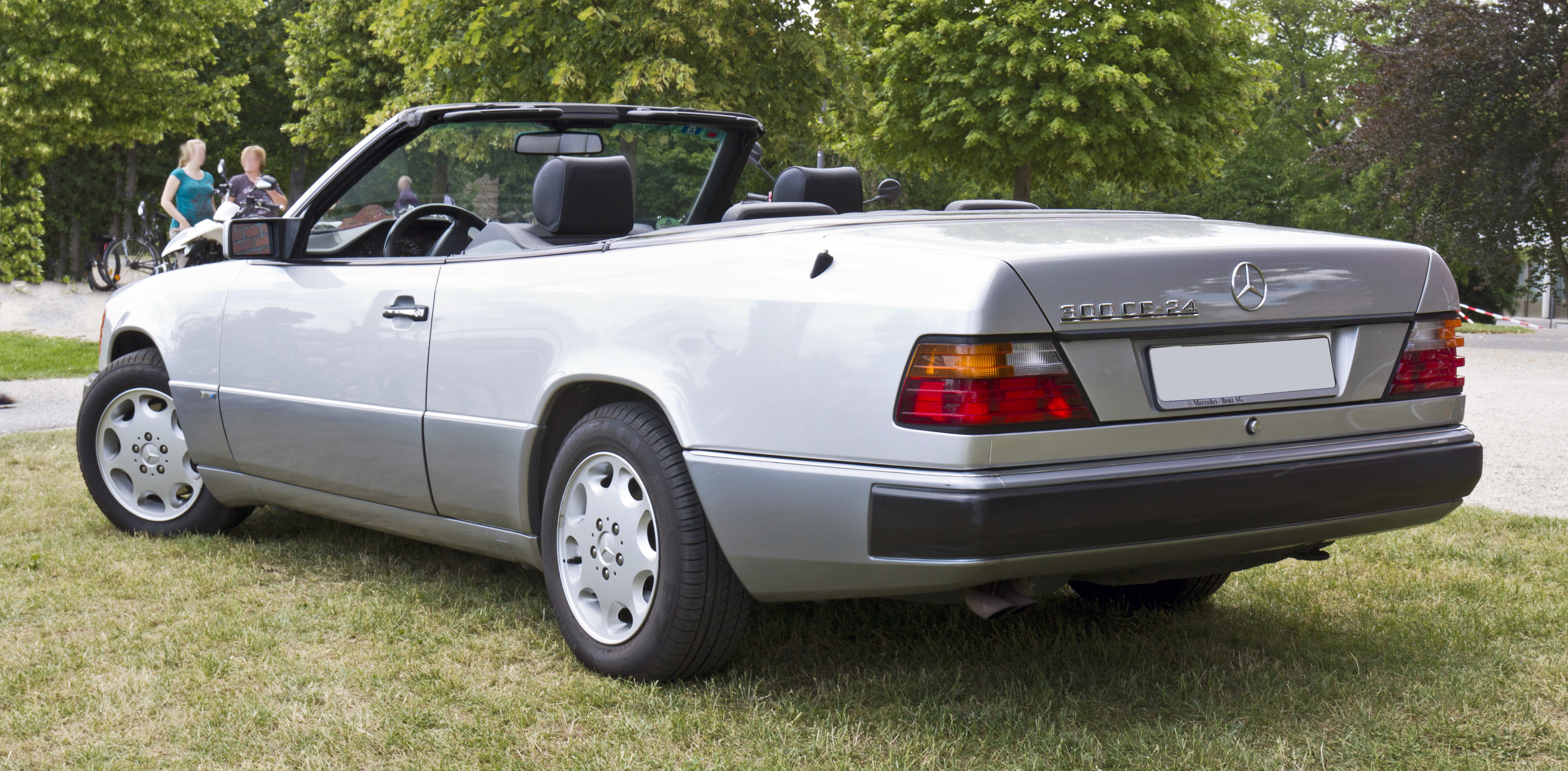
Mercedes-Benz 300 CE-24 Cabriolet (1991-1993)
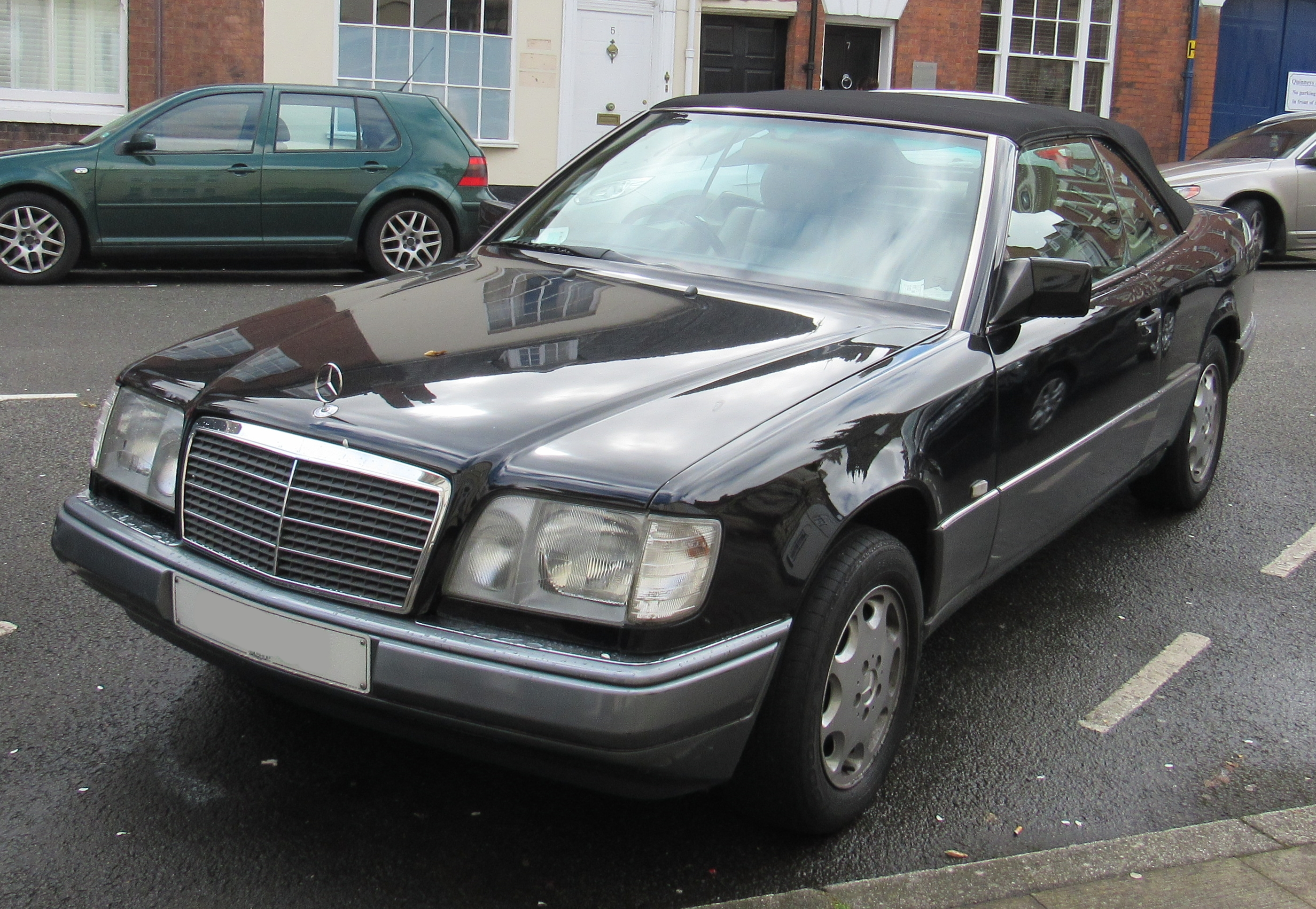
Mercedes-Benz E 220 Cabriolet (1993-1997)
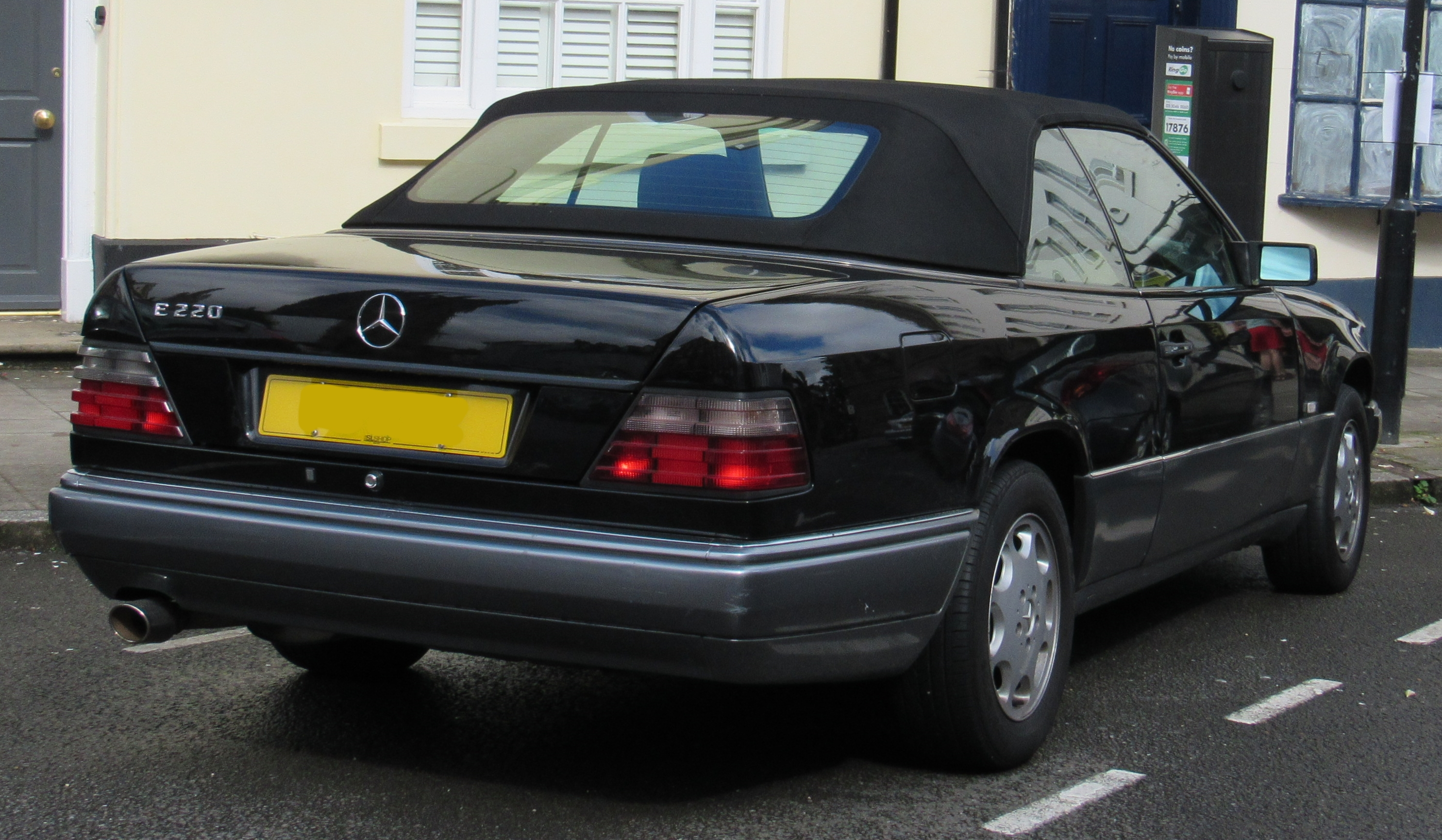
Mercedes-Benz E 220 Cabriolet (1993-1997)

Bei den 33.968 hergestellten Cabrios handelte es sich um:
| Modell                                      | Stückzahl |
| ------------------------------------------- | --------- |
| E 200 Cabriolet                             | 6922      |
| E 220 Cabriolet                             | 8458      |
| 300 CE-24 (incl. 3.4 AMG) Cabriolet         | 6359      |
| 300 CE (mit 3,2-Liter-Motor) Cabriolet      | 766       |
| E 320 (incl. 320 CE und E 36 AMG) Cabriolet | 11.463    |

Exportiert wurden 15.247 Cabrios, wovon allein 6140 Sechszylindermodelle in die USA und 1360 Rechtslenker nach Großbritannien (und weitere 310 nach Australien) gingen. Bei den nach Japan exportierten Modellen handelte es sich, obwohl dort Linksverkehr herrscht, ausschließlich um Linkslenker. Auf der IAA 1997 wurde das CLK-Cabrio auf Basis der kleineren C-Klasse als Nachfolger vorgestellt.

#### Sonderfahrzeuge

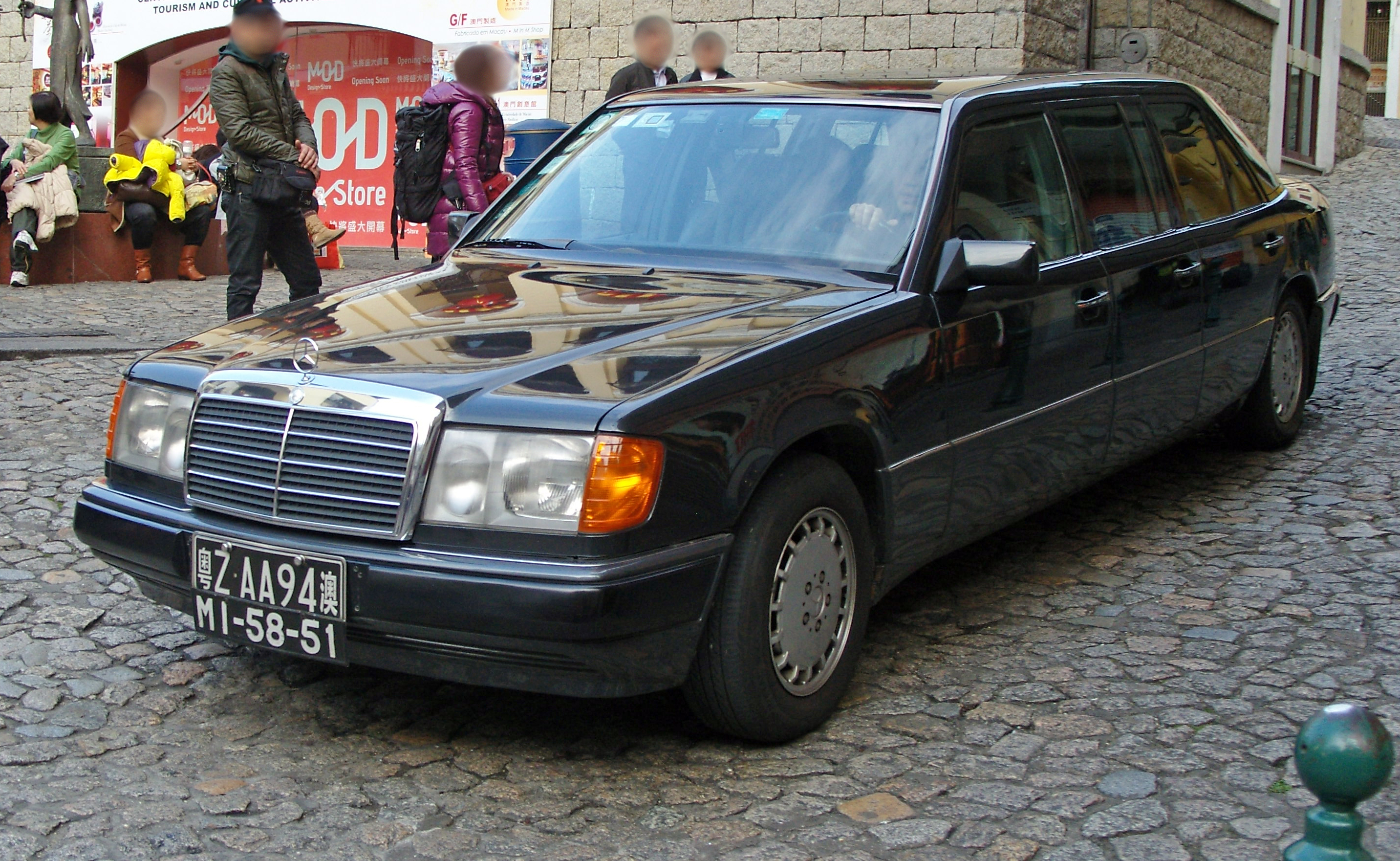
Bei Binz gefertigte 6-türige Langversion
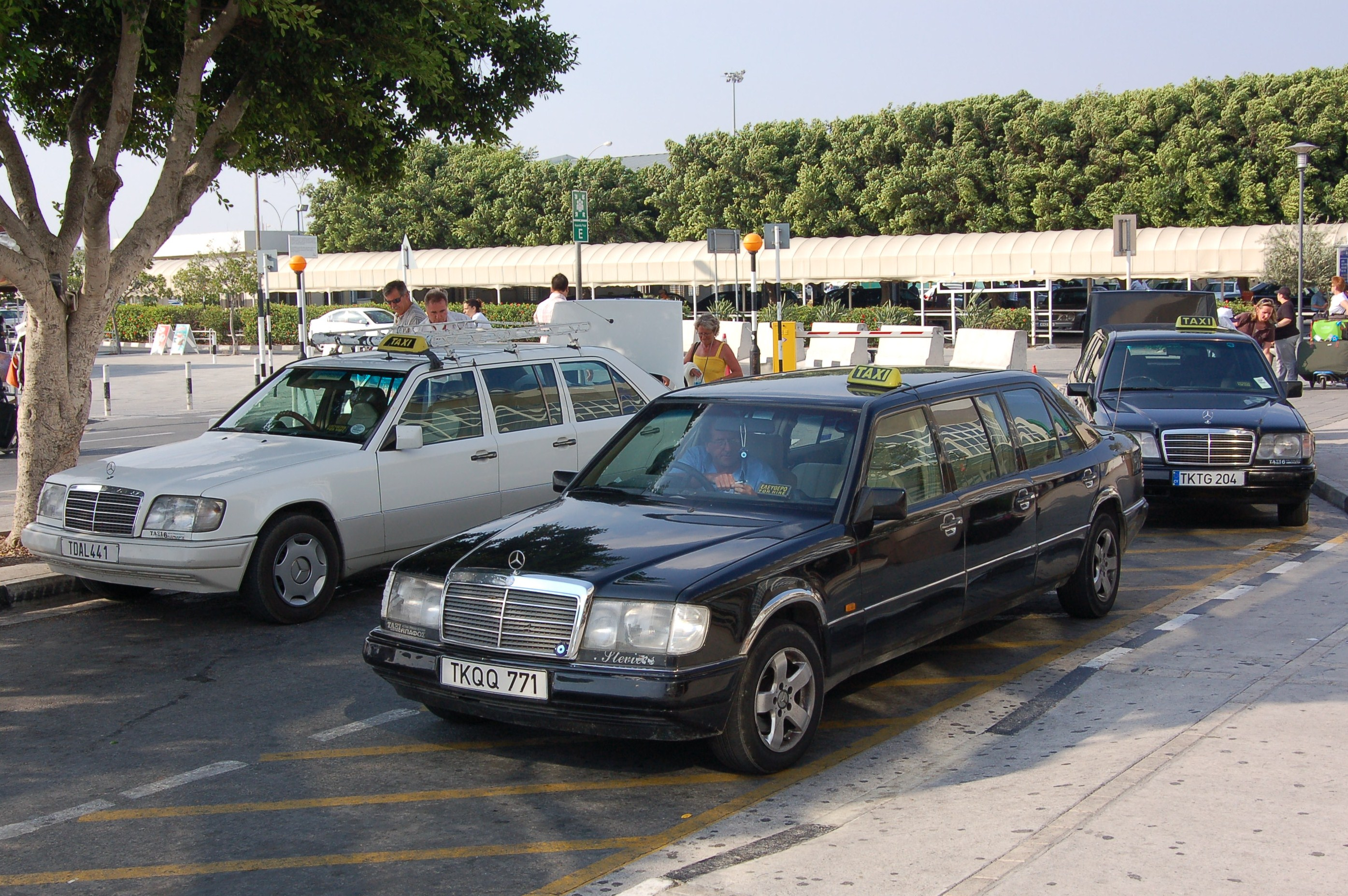
Bei Binz gefertigte 6-türige Langversion
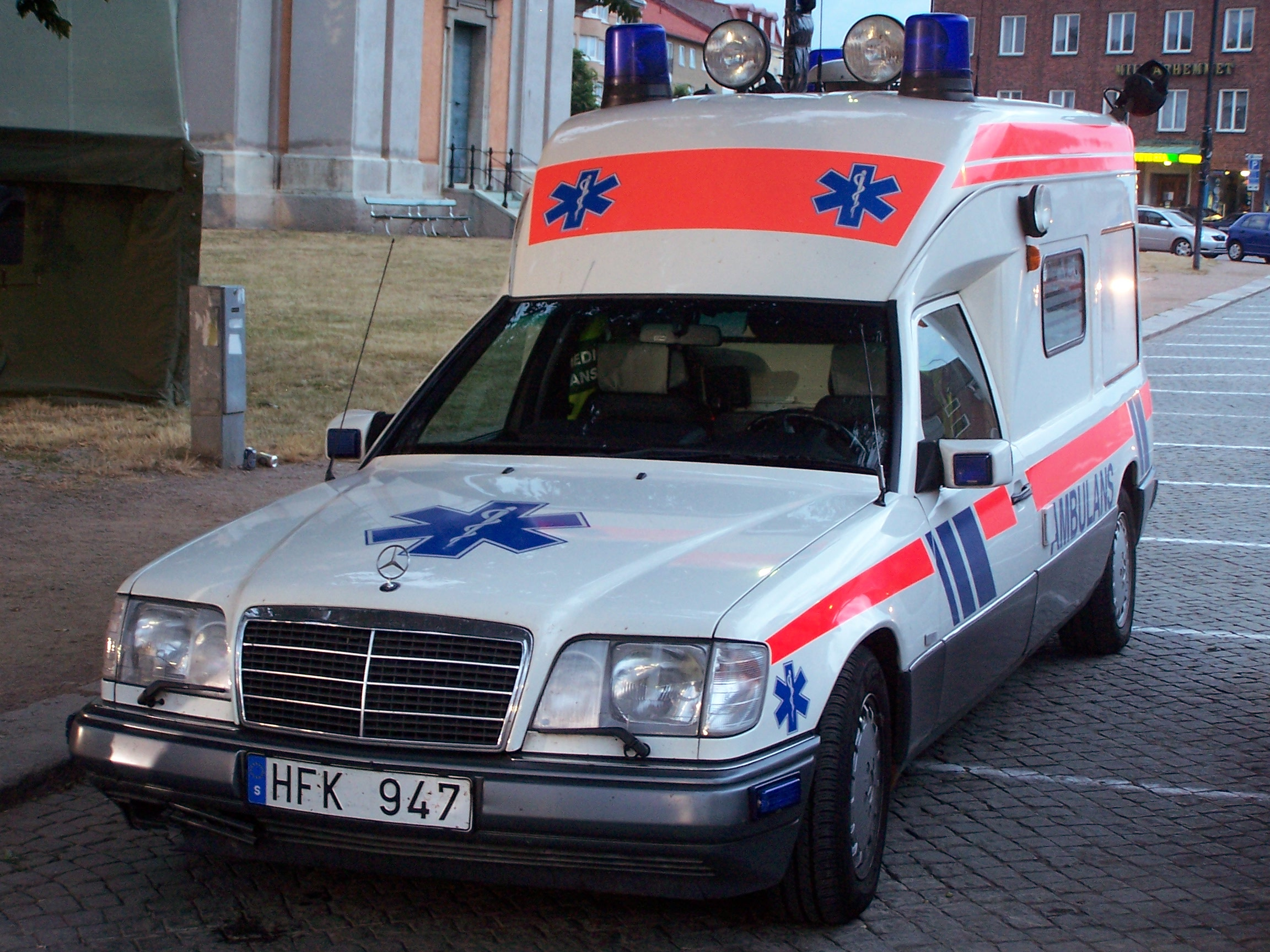
Beispiel für Sonderaufbauten: ein Krankenwagen
Der W 124 als Einsatzleitwagen in der Behördenversion

### Technik und Modellpflege
Die Gestaltung der Baureihe 124 zeigt eine Familienähnlichkeit zur Kompaktklasse W 201, weist aber auch eigenständige Form-Elemente auf, die hier erstmals verwendet wurden und sachlich-funktionale Hintergründe hatten. Für diese Formgebung sind Bruno Sacco, Joseph Gallitzendörfer und Peter Pfeiffer verantwortlich. Das charakteristische Heck zum Beispiel, das sich nach hinten verjüngt und an den seitlichen Oberkanten stark abgerundet ist, wirkt sich günstig auf den Luftwiderstand aus und geht auf Versuche im Windkanal zurück. Diese aerodynamischen Optimierungen führten zu einem Luftwiderstandsbeiwert (cw-Wert), der bei der Markteinführung 1984 je nach Typ 0,29 bis 0,30 betrug (spätere Versionen erreichten bis zu 0,26). Der W 124 unterbot damit den Audi 100 von 1982 mit einem cw-Wert von 0,30. Außerdem ist der W 124 80 bis 135 kg leichter als der Vorgänger W 123. Dies und der niedrigere Luftwiderstand ergaben bessere Fahrleistungen und einen geringeren Kraftstoffverbrauch.

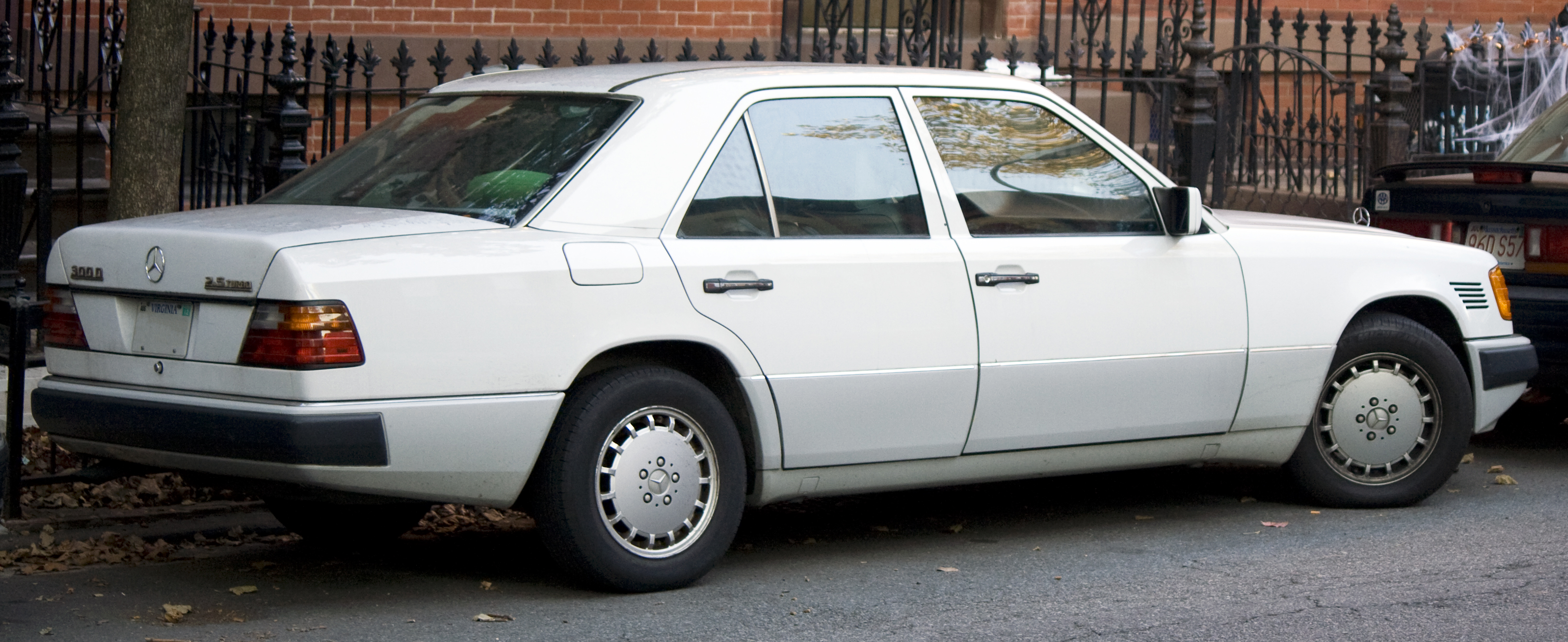
250 D Turbo (US-Version) mit den typischen Lufteinlassschlitzen im rechten Kotflügel

Zwei weitere typische Designmerkmale sind der trapezförmige, weit heruntergezogene Kofferraumdeckel und die schrägen Innenkanten der fast quadratisch geformten Rückleuchten. Das ermöglichte eine besonders tief liegende Ladekante für den großen Kofferraum.
Deutliche Design-Unterschiede zwischen den starken Sechszylindern und den schwächeren Modellen gab es beim W 124 nicht mehr, äußerlich sind alle Modelle der Baureihe nahezu gleich. Unterschiede gibt es nur im Endschalldämpfer, der bei den Sechszylindertypen zwei Endrohre hat, und in der Bugschürze, die beim 300 D und den Fahrzeugen mit Klimaanlage lamellenartige Lufteinlassschlitze zeigt.
Das Fahrwerk stimmt im Wesentlichen mit dem des W 201 überein, mit einer Dämpferbeinachse vorn und Raumlenkerachse hinten. Das Hinterachsgetriebe ist allerdings nicht direkt mit dem Hinterachsträger verschraubt, sondern über Gummilager befestigt, um Geräusche besser zu dämmen. Das Fahrwerk zeichnet sich durch weitgehend neutrales Verhalten und gute Beherrschbarkeit im Grenzbereich aus.
Die Unterseite des Motorraums ist verkleidet, und die Dieselmodelle erhielten, wie bereits der 190 D, eine Vollkapselung des Motorraums. Die Kühlluft tritt durch den Kühler in den Motorraum ein und über thermostatgesteuerte Klappen wieder aus. Die Fahrzeuge sind dadurch erheblich leiser als die Dieselmodelle des Vorgängers.
Besondere Sicherheitseinrichtungen schützen Passagiere und Fahrer. Wie bei Mercedes üblich, flossen während der Bauzeit immer wieder Neuerungen in die Serie ein. Ab 1988 war das ABS und ab 1992 der Fahrerairbag Serie, später auch der Beifahrerairbag. Der längenvariable Einarmwischer, der 86 % der Scheibe wischt, und die Raumlenkerhinterachse sind weitere Neuerungen auf dem Gebiet der Fahrzeugsicherheit (die allerdings der 1982 erschienene W 201 erstmals hatte). Der Wagen erhielt kurz nach der Modellpflege 1993 (MoPf 2) eine Schließanlage mit Infrarotsteuerung zum Schließen der Fenster und des Schiebedaches, was bis dahin auch über längeres Halten des Schlüssels beim Zuschließen schon möglich war. Des Weiteren aktiviert/deaktiviert die Infrarot-Schließanlage die Wegfahrsperre (soweit vorhanden) 

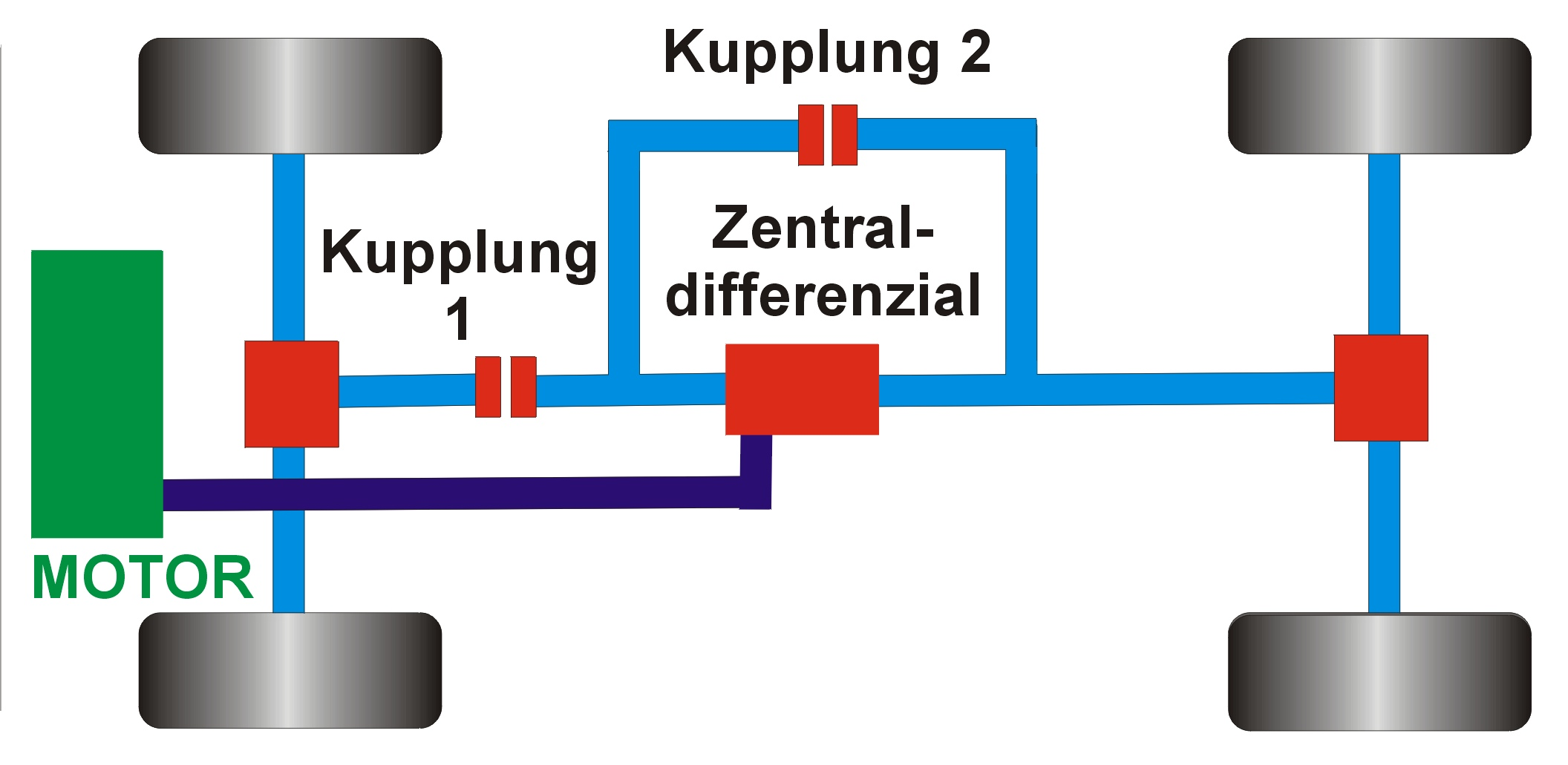
Schematischer Aufbau des 4MATIC Allradsystems

Ab September 1985 wurden für alle ottomotorgetriebenen Modelle der Baureihe, ausgenommen den vergaserbestückten Typ 200, auf Wunsch eine geregelte Abgasreinigungsanlage mit Drei-Wege-Katalysator zur Verfügung gestellt. Alternativ war die sogenannte „RÜF-Version“ erhältlich, bei der das Fahrzeug ohne Katalysator und Lambdasonde, aber mit dem multifunktionalen Gemischaufbereitungs- und Zündsystem (MF-System) ausgeliefert wurde. Somit war die Nachrüstung mit geregeltem Katalysator jederzeit möglich. Von September 1986 an war auch das Vergasermodell mit Abgasreinigungsanlage erhältlich. Somit stand zu diesem Zeitpunkt der geregelte Katalysator bei allen Mercedes-Benz Pkw-Modellen mit Otto-Motor zur Verfügung. Gegen Aufpreis lieferbare Neuerungen waren auch das automatische Sperrdifferential (ASD) und der Allradantrieb 4MATIC.
Zu Beginn beklagten insbesondere Taxifahrer bei den Dieselversionen mit Handschaltung Probleme, wie etwa den „Bonanza-Effekt“, ein Aufschaukeln von Schwingungen im Antriebsstrang nach dem Schalten. Sie wurden alle bis 1989 behoben. Nach wie vor blieb das Automatikgetriebe die komfortablere Version, welches – ebenso wie ein Fünfgang-Schaltgetriebe – Sonderausstattung bei den meisten Motorvarianten war. Im Gegensatz zu seinen Vorgängern W 123 und /8 war der W 124 in Deutschland nicht mehr mit Lenkstockschaltung (Schalthebel an der Lenksäule) lieferbar, für manche Exportländer war diese Sonderausstattung dennoch verfügbar.

#### Erste Modellpflege

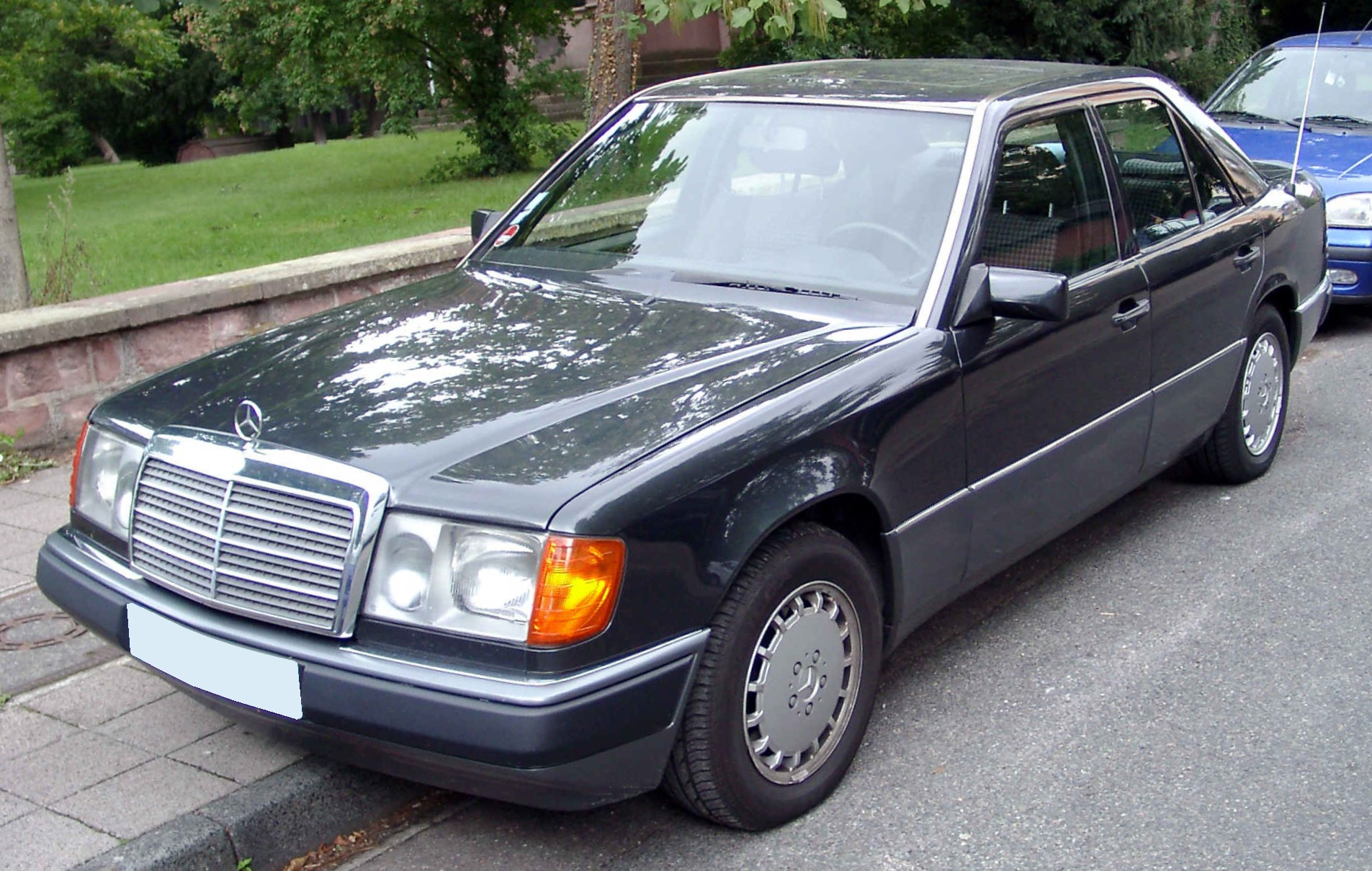
250 D (1989–1993)

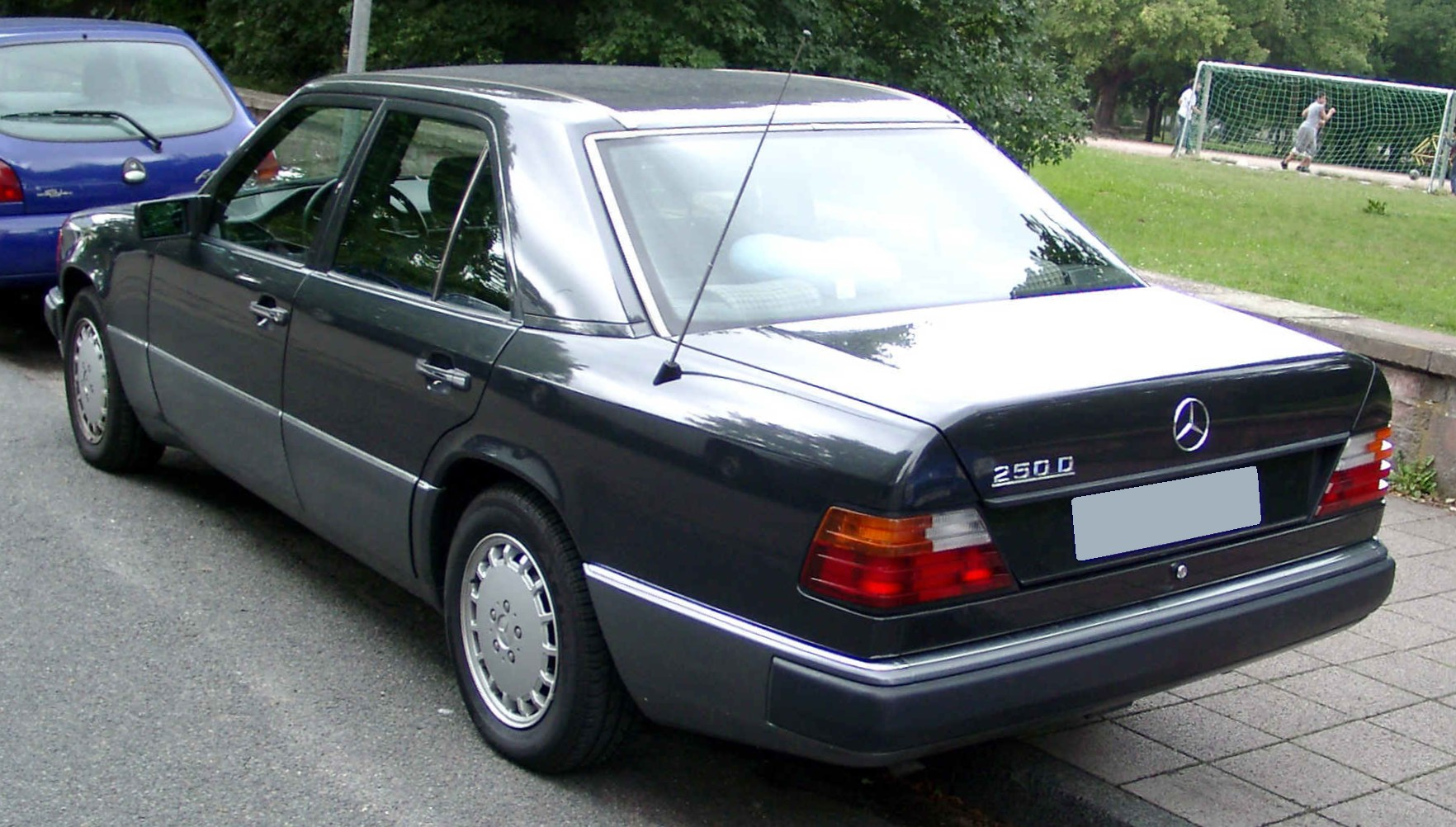
Heckansicht

Im September 1989 zeigte Mercedes-Benz auf der Frankfurter IAA im Rahmen der ersten Modellpflege, im Jargon der Mercedes-Verkaufsorganisation „MoPf 1“ genannt, ein überarbeitetes Modellprogramm der mittleren Klasse.
Im Vordergrund der Überarbeitung standen die stilistische Modifikationen der Karosserie und die Neugestaltung des Innenraums. Auffälligstes Erkennungsmerkmal der modellgepflegten Typen sind die seitlichen Flankenschutz-Leisten mit integrierten Längsschweller-Verkleidungen, die in ähnlicher Form zweieinhalb Jahre zuvor schon die Coupé-Modelle erhalten hatten („Sacco-Bretter“). An ihrer Oberkante sind schmale Zierleisten aus poliertem rostfreiem Stahl angebracht, die sich auf der Oberseite von Bug- und Heckschürze fortsetzen und in dezenter Form den Chromglanz vergangener Modelle zurückbrachten. Dazu kommen verchromte Zierstäbe an den Türgriffen und geänderte Radzierblenden, bei denen der Mercedes-Stern und ein schmaler Zierring am Umfang ebenfalls verchromt war. Eine weitere Neuerung waren die in Wagenfarbe lackierten Außenspiegelgehäuse. Zum weiteren Ausstattungsumfang gehörten außer straffer abgestimmten Federn und Stoßdämpfern eine modifizierte Innenausstattung mit Lederlenkrad und -schalthebel sowie vorn und hinten verbesserten Einzelsitzen mit zahlreichen Detailverbesserungen. Außerdem wurden die Türverkleidungen mit Holzeinfassungen versehen.
Für alle Typen der Baureihe 124 mit Ausnahme der 4MATIC-Varianten standen von September an das bereits von den Kompaktklasse-Modellen bekannte Sportline-Paket als Sonderausstattung zur Verfügung. Äußere Merkmale waren das Sportfahrwerk mit Breitreifen der Dimension 205/60 R 15 auf Leichtmetall- oder Stahlfelgen 7 J × 15 und eine dezent tiefergelegte Karosserie.
Das überarbeitete Typenprogramm der Baureihe 124 bot auch fünf neue Modelle. So gab es für Limousine, Coupé und T-Modell nun einen Dreiliter-Sechszylindermotor mit Vierventiltechnik. Das Aggregat stammte aus dem Sportwagen 300 SL-24. Bei den Typen 300 E-24, 300 CE-24 und 300 TE-24 konnte aufgrund der abweichenden Einbauverhältnisse aber nicht der gleiche Katalysator-Querschnitt wie im SL verwendet werden. Deshalb fiel die Nennleistung von 162 kW (220 PS) um 8,1 kW (11 PS) niedriger aus als im Sportwagen (170 kW/231 PS).

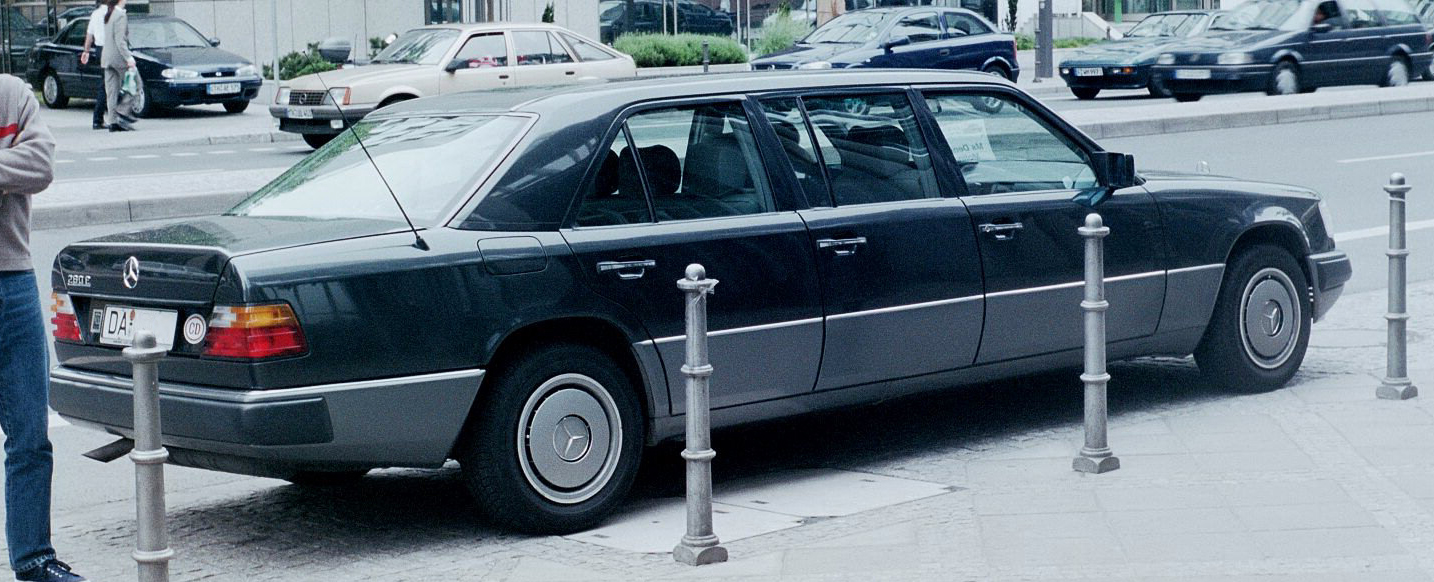
260 E Lang (1989–1993)

Als vierte Karosserievariante der mittleren Klasse stellte Mercedes auf der IAA eine Limousine mit verlängertem Radstand vor. Die Serienproduktion dieser Langlimousinen begann im Mai 1990.
Sie trug die Bezeichnung V 124. Damit gab es nach vierjähriger Unterbrechung wieder eine Langversion im Verkaufsprogramm. Entwickelt wurde der lange Aufbau in enger Zusammenarbeit mit der Firma Binz in Lorch, die dann auch in der Serienfertigung die Rohbauarbeiten durchführte. Der Radstand wuchs um 80 Zentimeter auf 3,60 Meter, auch die Gesamtlänge legte um das gleiche Maß zu. Im Gegensatz zu ihren Vorgängermodellen präsentierten sich die Typen 250 D lang und 260 E lang mit sechs Türen und einer vollwertigen mittleren Sitzbank, die hinsichtlich Sitztiefe und Lehnenhöhe der Fondsitzreihe nahezu gleichkam. 1992 wurde der 260 E lang durch den 280 E lang ersetzt.
Auch sogenannte „Stretcher“ wie Boonacker (NL) oder Haarlem b.V. (NL) boten den W 124 mit auf 3,86 m (anstatt 3,60 m) verlängertem Radstand bis 1996 an. Dabei wurde die mittlere Türe um dieselben 26 Zentimeter breiter, was etwas mehr Ästhetik im Design und mehr Komfort in der mittleren Sitzreihe bot als im Werks-Lang. Auch Motorvarianten wie 200 D oder 300 TD fanden hier Einzug.

#### Die Achtzylindermodelle

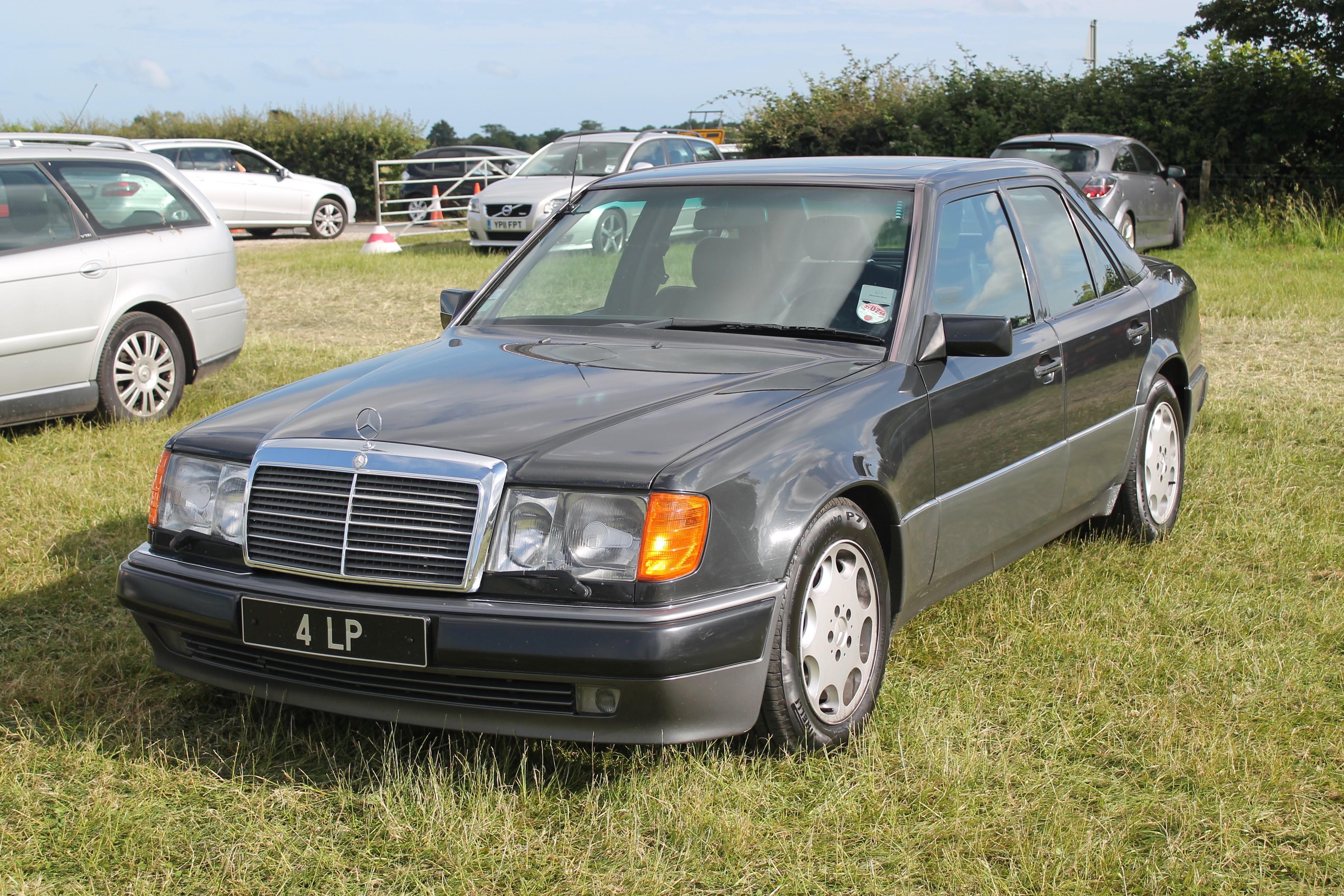
500 E (1993)

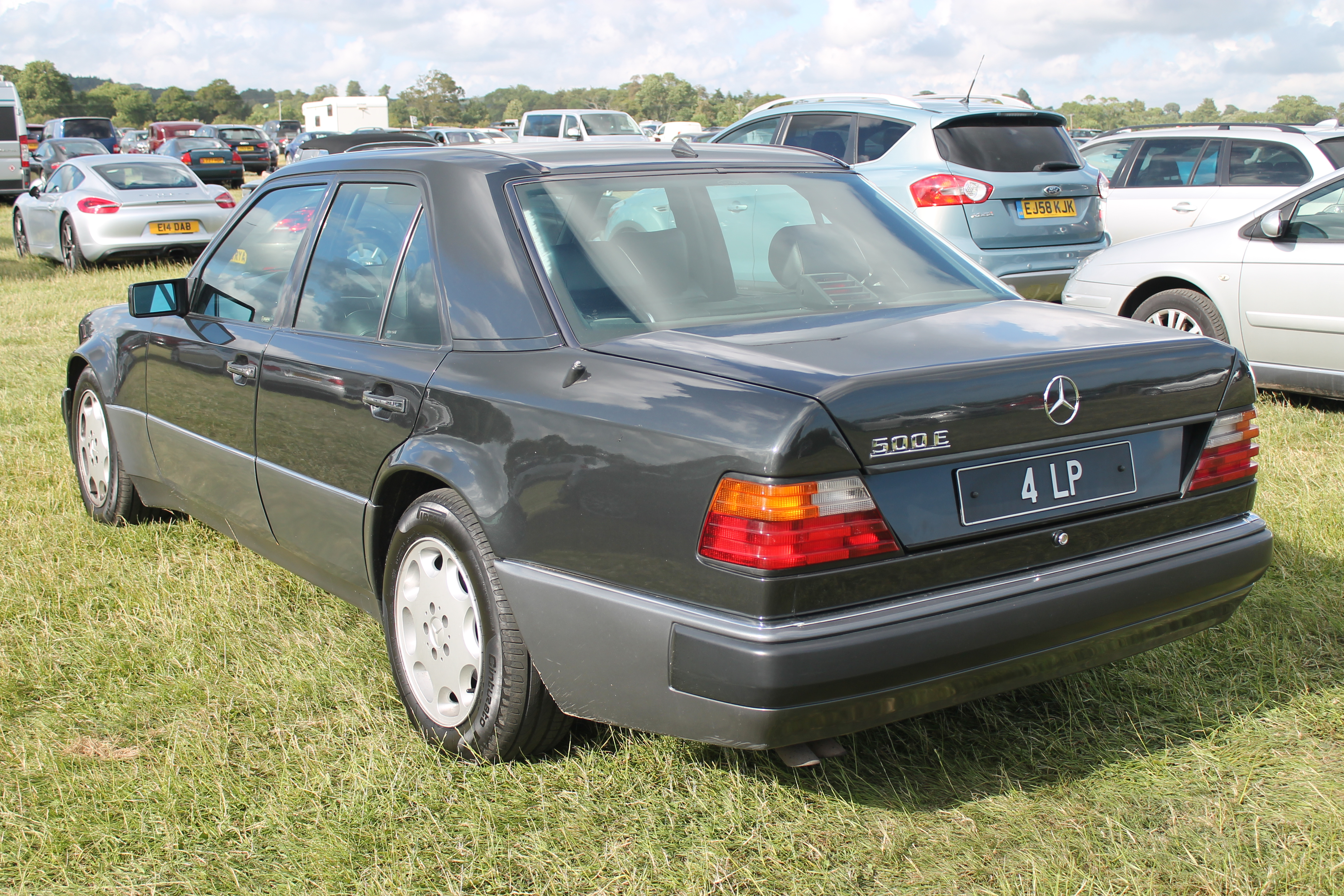
Heckansicht

Im Angebot der W 124-Limousinen nahm der 500 E, der 1990 auf dem Pariser Autosalon vorgestellt wurde, von Anfang an eine Sonderstellung ein. Daimler Benz ließ die notwendigen Umkonstruktionen der Rohkarosserie für die Aufnahme des 5-Liter-V8-Motors aus dem SL (M 119 E 50), des deutlich größeren Antriebsstrangs und des Fahrwerks von Porsche vornehmen, weil die eigenen Ingenieure zu dieser Zeit mit der Entwicklung der neuen S-Klasse des Baumusters W 140 ausgelastet waren.  Der 500 E wurde dann auch im Porsche-Werk 1 in Stuttgart-Zuffenhausen montiert. Der Hauptgrund dafür war ein Problem der Fertigungsstraße für den W 124 in Sindelfingen: Die gegenüber den anderen W 124-Modellen 5,6 cm breitere Karosserie des 500 E passte an drei Stellen nicht hindurch. So einigte man sich mit Porsche, auch die Montage in Zuffenhausen durchzuführen. Dazu lieferte Daimler-Benz die meisten Teile für die Karosserie an Porsche, wo sie unter Verwendung weiterer Teile von Zulieferern sowie Teilen, die Porsche selbst herstellte, montiert wurden. Porsche stellte z. B. die Vorderkotflügel her, die aus Serienkotflügeln entstanden, in die die Verbreiterungen eingeschweißt wurden. Die komplettierte Karosserie wurde anschließend per Lkw nach Sindelfingen geschickt und dort lackiert. Die Endmontage und Motorbestückung fand wieder in Zuffenhausen statt. Schließlich wurden die fertigen Fahrzeuge zur Endkontrolle und Abnahme erneut nach Sindelfingen transportiert. Die Herstellung eines 500 E dauerte 18 Tage.
Mit der Modellpflege 2 wurde der 500 E in E 500 umbenannt.
Dieses für beide Seiten vorteilhafte Arrangement, mit dem Mercedes-Chef Werner Niefer sein Fertigungsproblem löste und gleichzeitig die Porsche AG unterstützte, kam auf Vermittlung des damaligen Ministerpräsidenten Baden-Württembergs Lothar Späth zustande. Die Montage des exklusiven 500 E bescherte dem Zuffenhausener Sportwagenbauer, der zu dieser Zeit in einer Absatzkrise steckte und finanzielle Probleme hatte, eine bessere Auslastung seiner durch die Krise zu gering genutzten Fertigungskapazitäten.
Eine weniger herausragende Stellung nahm der mit 4,2 Litern Hubraum motorisierte 400 E ein, der im September 1991 debütierte und mit der Modellpflege 2 in E 420 umbenannt wurde. Da er den V8-Motor M 119 E 42 hatte, der in den Außenabmessungen dem stärkeren M 119 E 50 des 500 E/E 500 entsprach, mussten an der Karosserie des 400 E/E 420, die ebenfalls von Porsche entwickelt wurde, dieselben Veränderungen vorgenommen werden, um Motor und Technik zu implantieren. Auch Antriebsstrang, Fahrwerk und Bremsen waren bis auf Details in gleicher Weise modifiziert. Im Gegensatz zum 500 E/E 500 erhielt er jedoch keine Kotflügelverbreiterungen und geänderte Scheinwerferkonfiguration, die diesen vom Rest der W 124-Familie absetzte. Daher unterschied sich der 400 E/E 420 äußerlich bis auf das Typenschild nicht von den Sechszylindermodellen.
War der 500 E explizit als Sportlimousine konzipiert, wurde der 400 E als komfortable und schnelle Reiselimousine beworben. Entworfen war er ursprünglich für den amerikanischen und japanischen Markt, wo die V8-Modelle von Lexus und Infiniti vorgestellt worden waren. Mercedes-Benz verlor dort daraufhin fast ein Viertel seines Umsatzes und suchte dringend nach einer Antwort auf dieses Problem. Im September 1992 kam der 400 E dann auch auf den deutschen Markt und entwickelte sich hier zu einer ernsthaften hauseigenen Konkurrenz zum 400 SE/S 420 der Baureihe W 140, der den gleichen Motor hatte, jedoch größer und schwerer war. Obendrein stand der W 140 zu dieser Zeit in der sozialen und ökologischen Kritik.
Zwar besaß der der 400 E/E 420 dieselbe Rohkarosserie wie der 500 E/E 500, konnte aber in Sindelfingen montiert werden, da er W 124-Serienkotflügel erhielt und durch die Fertigungsstraße passte.
Beide Achtzylindermodelle der Serie boten für die damalige Zeit überragende Fahrleistungen und waren elektronisch auf 250 km/h abgeregelt. Neben dem unterschiedlichen maximalen Drehmoment sorgte auch die unterschiedliche Hinterachsübersetzung dafür, dass der 400 E/E 420 etwas sanfter beschleunigte als der sportliche 500 E/E 500 und sich beim Sprint von 0 auf 100 km/h 1,1 Sekunden länger Zeit ließ. Rechnerisch konnte der 400 E/E 420 aber eine höhere Endgeschwindigkeit erreichen als der 500 E/E 500. Bei der elektronisch abgeregelten Höchstgeschwindigkeit von 250 km/h war der Fünfliter-Benz fast bei seiner Drehzahlgrenze angelangt, während das 4,2-Liter-Modell mit der längeren Übersetzung noch Drehzahlreserven hatte.
Die Fahrleistungen der Achtzylindermodelle der Serie wurden durch den E 60 AMG mit 280 kW (381 PS) nochmals übertroffen, der genau wie jene nur als Limousine erhältlich war. Er wurde als Tuningversion des E 500 über die Mercedes-Benz-Händler angeboten. Ein serienmäßig vom Band gelaufener 500er wurde dabei von AMG umgerüstet und bekam neben der größeren Maschine, die auch im SL eingebaut wurde, Modifikationen am Fahrwerk, um der Mehrleistung gerecht zu werden. Es wurden lediglich 147 (oder 148) Exemplare der 6-Liter-Version gebaut.
Im Gegensatz zu den anderen Mitgliedern der W 124-Familie waren die Steuergeräte des Motor- und Antriebsmanagements der Achtzylindermodelle über CAN-Bus vernetzt.
Technisch bildeten sie eine von den übrigen Vertretern des Baumusters stark abweichende Unterbaureihe mit weitreichender Verwandtschaft zum R 129 und W 140, die in der Typennomenklatur des Herstellers jedoch keine explizite Erwähnung fand: Sie firmierten dort weiterhin als W 124.
Der 500 E kostete 1991 mindestens 134.520,00 DM, 1994 waren es 145.590,00 Mark für den E 500. Den E 60 AMG gab es ab 179.860,00 DM. Mit 92.340,00 DM war der bereits serienmäßig reichhaltig ausgestattete 400 E bei seinem Deutschlanddebüt 1992 vergleichsweise sehr günstig, insbesondere da er technisch seinen stärkeren Brüdern glich.

#### Neue Vierventil-Motorentypen und Umbenennung zur E-Klasse
Eine neue Motorengeneration Benziner (Typen 200, 220, 280, 320) wurde als Vierventiler zunächst ab September 1992 eingebaut, sodass es eine circa halbjährige Übergangsphase bei der Modellpflege gab, die Modelle 200 E/TE, 220 E/TE/CE, 280 E/TE, 320 E/TE/CE, später E 220, E 220 T etc. Die Modelle 230 E, 260 E, 300 E und 300 E-24 entfielen. Die Leistung des 320er Vierventilers entsprach mit 162 kW (220 PS) dem Vormodell 300 E-24, jedoch mit verbessertem Drehmoment. Die eingesetzten Achtzylindermotoren der M-119-Familie (ab 1990) besaßen von Anfang an vier Ventile pro Brennraum.
Auch die Diesel wurden teilweise zu Vierventilern umkonstruiert: Das Basismodell, der Vierzylinder-Diesel 200 D blieb ein Zweiventiler-Motor, die 250er und 300er Saugerdieselmotoren (Fünf- und Sechszylinder) erhielten nun jedoch Vierventil-Zylinderköpfe und wiesen moderate Leistungssteigerungen aus. Nachteilig bei den Vierventiler-Dieseln wurde die komplexere Ansaugbrücke, die höheren Aufwand bei Arbeiten wie einem Glühkerzenwechsel erfordert. Der 250 Turbodiesel und der 300 Turbodiesel wurden wie der 200 D nicht verändert und blieben bis zum Modellwechsel Zweiventiler. Irritierend wurde die Nutzung der „Kiemen“, die zuvor im W 124 den 250er und 300er Turbomotor exklusiv zeigten: auch die Vierventiler-Sauger waren nun zur Verbesserung der Luftansaugung mit Kiemen versehen.
Teils gehören die in dieser Phase entstandenen W 124 zu den begehrtesten Normalfahrzeugen: schon mit den moderneren, stärkeren, sparsameren Motoren ausgerüstet, aber noch in der älteren, später bezüglich geringerer Rostanfälligkeit als besser erkannten Karosseriebauform.
Mitte 1993 entstand dann mit der „MoPf 2“ die E-Klasse. Von nun an stand auf jedem Typenschild das „E“ am Anfang, auch bei den Dieseln (z. B. E 200 Diesel). Der Kühlergrill und das Heck wurden modifiziert, der Stern rückte vom Chromgrill auf die Haube, der Chromgrill wurde zum sogenannten „Plakettenkühler“ verändert. Die Farbe der Blinkleuchten vorne und hinten änderte sich von gelb auf weiß bzw. grau. Auch im Innenraum wurden z. B. Aschenbecher und Schalter modifiziert.

#### Einführung der Wasserlacke
Im Laufe des Jahres 1993 erfolgte in den Werken Sindelfingen und Bremen die Umstellung auf wasserbasierte Lacke. Begünstigt durch anfänglich zu lange Reinigungszyklen kam es in den Lackbädern zu einer Verkeimung mit anaeroben Bakterien. Die mit verkeimten Lacken korrosionsgeschützten Karosserien erwiesen sich in den Folgejahren als stärker rostgefährdet. Fahrzeuge, die kurz nach einer Reinigung des Lackbades behandelt wurden (also vor der Neuverkeimung), wiesen hingegen eine gute Lackqualität auf.

### Ausstattungsvarianten
Ausstattungslinien (Classic, Elegance, Avantgarde), wie sie in dieser Klasse erstmals mit dem 124-Nachfolger E-Klasse (Baureihe 210) eingeführt wurden und die vormals einzeln erhältliche Sonderausstattungen zu Paketen bündelten, gab es beim 124 noch nicht. Sämtliche Extras mussten einzeln geordert werden. Es standen schon damals zahlreiche Optionen in der Preisliste, darunter elektrische Sitzverstellung mit und ohne Memory, elektrische Fensterheber oder auch auf dem deutschen Markt selten georderte Extras wie z. B. Reiserechner, Klimaautomatik oder Standheizung. Erst mit dem Modelljahr 1990 wurde optional das Ausstattungspaket Sportline angeboten, das ein Sportfahrwerk mit verbreiterten Spur und um etwa 20 mm tiefergelegter Karosserie, eine direktere Lenkübersetzung, 8-Loch Leichtmetallräder und Sportsitze mit Karobezugsstoff enthielt.
Im Innenraum hatte man bei den Serienmodellen die Wahl zwischen diversen Polsterfarben und -mustern sowie verschiedenen (Teil-)Lederausstattungen. Bei den Holzapplikationen, welche ab 1989 (MoPf 1) nicht nur an der Mittelkonsole angebracht, sondern auch auf einen Streifen am Armaturenbrett und in den Türen ausgeweitet wurden, gab es Zebranoholz oder Wurzelholz (gegen Aufpreis). Für die Topmodelle (Achtzylinder bzw. AMG) sowie für das Cabrio in der Final Edition waren als Sonderwunsch Holzausstattungen in Vogelaugenahorn erhältlich. Die in die USA und nach Japan exportierten Cabrios enthielten bereits ab Werk die meisten der in Europa aufpreispflichtigen Sonderausstattungen wie Automatikgetriebe, Klimaautomatik, Leder und Tempomat.
Bei den „normalen“ Modellen (nicht Achtzylinder und AMG-Varianten) ist von Anfang bis zum Ende der Bauzeit eine deutliche Zunahme der durchschnittlichen Ausstattung zu verzeichnen. So hatten die ersten Fahrzeuge oft keine Klimaanlage oder elektrische Fensterheber, in der letzten Serie hingegen sind solch „karg“ ausgestatteten Exemplare selten zu finden.

### Produktionsende
Mitte 1995 wurde in Deutschland die Fertigung der Limousine zugunsten des Nachfolgemodells W 210 eingestellt. Die Modelle E 220 und E 250 Diesel wurden jedoch ab 1995 im indischen Pune weiter gebaut. Die Produktion dort wurde 1998 nach 2465 Exemplaren eingestellt und ebenfalls auf das Nachfolgemodell der Baureihe 210 umgestellt.
Das T-Modell wurde in Bremen noch bis Juni 1996, die Coupés bis Ende 1996 und die Cabrios bei Karmann in Osnabrück bis Juni 1997 produziert. Cabriolets und Coupés wurden fortan nicht mehr auf Basis der E-Klasse gebaut, sondern durch die Modelle der CLK-Klasse ersetzt, die auf der C-Klasse basieren.

## Technische Daten
Zahlreiche Motoren der Baureihe 124 wurden neu entwickelt. Von Grund auf neu konstruiert waren zum Beispiel die Sechszylinder-Einspritzmotoren vom Typ M 103 mit 2,6 und 3,0 Liter Hubraum in den Typen 260 E (118 kW/160 PS) und 300 E (132 kW/180 PS). Zur neuen Dieselmotoren-Generation gehörten alle drei Motoren der Baureihe 124. Der OM 601 des Typ 200 D (53 kW/72 PS) arbeitete mit gleichen Leistungsdaten auch im Typ 190 D der Mittelklasse. Neu in der Baureihe 124 waren die Fünfzylinderversion OM 602 mit 2,5 Liter Hubraum im 250 D (66 kW/90 PS) und der 3,0-Liter-Sechszylinder OM 603 im 300 D (80 kW/109 PS). Die Vierzylindermotoren des Mercedes-Benz 200 (80 kW/109 PS) und des 230 E (100 kW/136 PS) stammten noch von der Vorgängerbaureihe 123 und gehörten zur Motorenfamilie M 102, der auch der Motor des 200 E (90 kW/122 PS) entstammt. Die leicht modifizierten Achtzylindermotoren des Typs M 119 wurden 1990 in der Fünflitervariante vom SL in den 500 E (240 kW/326 PS) und 1992 aus der S-Klasse in den 400 E (205 kW/279 PS), hier mit 4,2 Litern Hubraum, übernommen.
| Kenngrößen                                  | 200 (1) 200 T (1)                                                                                      | 200 (1) 200 T (1)                                                                                      | 200 (1) 200 T (1)                                                                                       | 200 (1) 200 T (1)                                                                                       | 200 E (2) 200 TE (2)                                                                                   | 200 E (2) 200 TE (2) | 200 E 200 TE 200 CE (3) (4)                                                                                                | 200 E 200 TE 200 CE (3) (4) | E 200 E 200 T E 200 Coupé E 200 Cabriolet (5) | 220 E 220 TE 220 CE | E 220 E 220 T E 220 Coupé E 220 Cabriolet | 230 E 230 TE                                                                                           | 230 E (6) 230 TE (6) 230 CE (6) (7) | 230 E (6) 230 TE (6) 230 CE (6) (7) |
| Bauzeitraum                                 | 1984–1986 1985–1986                                                                                    | 1986–1989 1986–1989                                                                                    | 1986–1989 1986–1989                                                                                     | 1989–1990 1989–1990                                                                                     | 1985–1989 1988–1989                                                                                    | 1988–1989 1988–1989 | 1989–1992 1989–1992 1990–1992                                                                                              | 1992–1993 1992–1993 | 1993–1995 1993–1996 1993–1997 | 1992–1993 1992–1993 | 1993–1996 1993–1996 1993–1997 | 1984–1986 1985–1986                                                                                    | 1986–1989 1986–1989 1987–1989 | 1989–1992 1989–1992 |
| Motorkenndaten                              | | | | | | | | | | | | | | |
| Motorbezeichnung *                          | M 102 V 20                                                                                             | M 102 V 20                                                                                             | M 102 V 20                                                                                              | M 102 V 20                                                                                              | M 102 E 20                                                                                             | M 102 E 20 | M 102 E 20 | M 111 E 20 | M 111 E 20 | M 111 E 22 | M 111 E 22 | M 102 E 23                                                                                             | M 102 E 23 | M 102 E 23 |
| Motortyp                                    | R4-Ottomotor                                                                                           | R4-Ottomotor                                                                                           | R4-Ottomotor                                                                                            | R4-Ottomotor                                                                                            | R4-Ottomotor                                                                                           | R4-Ottomotor | R4-Ottomotor | R4-Ottomotor | R4-Ottomotor | R4-Ottomotor | R4-Ottomotor | R4-Ottomotor                                                                                           | R4-Ottomotor | R4-Ottomotor |
| Ventile                                     | 8 | 8 | 8 | 8 | 8 | 8 | 8 | 16 | 16 | 16 | 16 | 8 | 8 | 8 |
| Gemischaufbereitung                         | Vergaser                                                                                               | Vergaser                                                                                               | Vergaser                                                                                                | Vergaser                                                                                                | Saugrohreinspritzung                                                                                   | Saugrohreinspritzung | Saugrohreinspritzung | Saugrohreinspritzung | Saugrohreinspritzung | Saugrohreinspritzung | Saugrohreinspritzung | Saugrohreinspritzung                                                                                   | Saugrohreinspritzung | Saugrohreinspritzung |
| Motoraufladung                              | — | — | — | — | — | — | — | — | — | — | — | — | — | — |
| Hubraum                                     | 1997 cm³                                                                                               | 1997 cm³                                                                                               | 1997 cm³                                                                                                | 1996 cm³                                                                                                | 1997 cm³                                                                                               | 1997 cm³ | 1996 cm³ | 1998 cm³ | 1998 cm³ | 2199 cm³ | 2199 cm³ | 2299 cm³                                                                                               | 2299 cm³ | 2298 cm³ |
| max. Leistung                               | 80 kW (109 PS) bei 5200/min                                                                            | 80 kW (109 PS) bei 5500/min                                                                            | 77 kW (105 PS) bei 5500/min                                                                             | 77 kW (105 PS) bei 5500/min                                                                             | 90 kW (122 PS) bei 5100/min                                                                            | 87 kW (118 PS) bei 5200/min                                                                                                | 87 kW (118 PS) bei 5100/min                                                                                                | 100 kW (136 PS) bei 5500/min | 100 kW (136 PS) bei 5500/min | 110 kW (150 PS) bei 5500/min | 110 kW (150 PS) bei 5500/min | 100 kW (136 PS) bei 5100/min                                                                           | 97 kW (132 PS) bei 5100/min | 97 kW (132 PS) bei 5100/min |
| max. Drehmoment                             | 170 Nm bei 2500/min                                                                                    | 165 Nm bei 3000/min                                                                                    | 160 Nm bei 3000/min                                                                                     | 158 Nm bei 3500/min                                                                                     | 178 Nm bei 3500/min                                                                                    | 172 Nm bei 3500/min | 172 Nm bei 3500/min | 190 Nm bei 4000/min | 190 Nm bei 4000/min | 210 Nm bei 4000/min | 210 Nm bei 4000/min | 205 Nm bei 3500/min                                                                                    | 198 Nm bei 3500/min | 198 Nm bei 3500/min |
| Kraftübertragung                            | | | | | | | | | | | | | | |
| Antrieb, serienmäßig                        | Hinterradantrieb                                                                                       | Hinterradantrieb                                                                                       | Hinterradantrieb                                                                                        | Hinterradantrieb                                                                                        | Hinterradantrieb                                                                                       | Hinterradantrieb | Hinterradantrieb | Hinterradantrieb | Hinterradantrieb | Hinterradantrieb | Hinterradantrieb | Hinterradantrieb                                                                                       | Hinterradantrieb | Hinterradantrieb |
| Getriebe, serienmäßig [ optional ]          | 4-Gang-Schaltgetriebe [ 5-Gang-Schaltgetriebe/ 4-Gang-Automatikgetriebe ] (8)                          | 4-Gang-Schaltgetriebe [ 5-Gang-Schaltgetriebe/ 4-Gang-Automatikgetriebe ] (8)                          | 4-Gang-Schaltgetriebe [ 5-Gang-Schaltgetriebe/ 4-Gang-Automatikgetriebe ] (8)                           | 4-Gang-Schaltgetriebe [ 5-Gang-Schaltgetriebe/ 4-Gang-Automatikgetriebe ] (8)                           | 4-Gang-Schaltgetriebe [ 5-Gang-Schaltgetriebe/ 4-Gang-Automatikgetriebe ] (8)                          | 4-Gang-Schaltgetriebe [ 5-Gang-Schaltgetriebe/ 4-Gang-Automatikgetriebe ] (8)                                              | 4-Gang-Schaltgetriebe [ 5-Gang-Schaltgetriebe/ 4-Gang-Automatikgetriebe ] (8)                                              | 5-Gang-Schaltgetriebe [ 4-Gang-Automatikgetriebe ] | 5-Gang-Schaltgetriebe [ 4-Gang-Automatikgetriebe ] | 5-Gang-Schaltgetriebe [ 4-Gang-Automatikgetriebe ] | 5-Gang-Schaltgetriebe [ 4-Gang-Automatikgetriebe ] | 4-Gang-Schaltgetriebe [ 5-Gang-Schaltgetriebe/ 4-Gang-Automatikgetriebe ] (8)                          | 4-Gang-Schaltgetriebe [ 5-Gang-Schaltgetriebe/ 4-Gang-Automatikgetriebe ] (8)                                                             | 4-Gang-Schaltgetriebe [ 5-Gang-Schaltgetriebe/ 4-Gang-Automatikgetriebe ] (8)                                                              |
| Messwerte                                   | | | | | | | | | | | | | | |
| Höchstgeschwindigkeit                       | Limousine: 187 km/h [ 187 km/h/ 182 km/h ] T-Modell: 175 km/h [ 175 km/h/ 170 km/h ]                   | Limousine: 187 km/h [ 187 km/h/ 182 km/h ] T-Modell: 175 km/h [ 175 km/h/ 170 km/h ]                   | Limousine: 185 km/h [ 185 km/h/ 180 km/h ] T-Modell: 173 km/h [ 173 km/h/ 168 km/h ]                    | Limousine: 185 km/h [ 185 km/h/ 180 km/h ] T-Modell: 173 km/h [ 173 km/h/ 168 km/h ]                    | Limousine: 195 km/h [ 195 km/h/ 190 km/h ] T-Modell: 182 km/h [ 182 km/h/ 177 km/h ]                   | Limousine: 193 km/h [ 193 km/h/ 188 km/h ] T-Modell: 180 km/h [ 180 km/h/ 175 km/h ] Coupé: 193 km/h                       | Limousine: 193 km/h [ 193 km/h/ 188 km/h ] T-Modell: 180 km/h [ 180 km/h/ 175 km/h ] Coupé: 193 km/h                       | Limousine: 200 km/h [ 195 km/h ] T-Modell: 188 km/h [ 183 km/h ] Coupé: 200 km/h [ 195 km/h ] Cabriolet: 200 km/h [ 195 km/h ]                         | Limousine: 200 km/h [ 195 km/h ] T-Modell: 188 km/h [ 183 km/h ] Coupé: 200 km/h [ 195 km/h ] Cabriolet: 200 km/h [ 195 km/h ]                         | Limousine: 210 km/h [ 205 km/h ] T-Modell: 198 km/h [ 193 km/h ] Coupé: 210 km/h [ 205 km/h ] Cabriolet: 210 km/h [ 205 km/h ]                         | Limousine: 210 km/h [ 205 km/h ] T-Modell: 198 km/h [ 193 km/h ] Coupé: 210 km/h [ 205 km/h ] Cabriolet: 210 km/h [ 205 km/h ]                         | Limousine: 203 km/h [ 203 km/h/ 198 km/h ] T-Modell: 190 km/h [ 190 km/h/ 185 km/h ]                   | Limousine: 200 km/h [ 200 km/h/ 195 km/h ] T-Modell: 188 km/h [ 188 km/h/ 183 km/h ] Coupé: 200 km/h [ 195 km/h ]                         | Limousine: 200 km/h [ 200 km/h/ 195 km/h ] T-Modell: 188 km/h [ 188 km/h/ 183 km/h ] Coupé: 200 km/h [ 195 km/h ]                          |
| Beschleunigung, 0–100 km/h                  | Limousine: 12,6 s [ 12,6 s/ 13,1 s ] T-Modell: 13,6 s [ 13,6 s/ 14,0 s ]                               | Limousine: 12,6 s [ 12,6 s/ 13,1 s ] T-Modell: 13,6 s [ 13,6 s/ 14,0 s ]                               | Limousine: 13,0 s [ 13,0 s/ 13,5 s ] T-Modell: 14,0 s [ 14,0 s/ 14,5 s ]                                | Limousine: 13,0 s [ 13,0 s/ 13,5 s ] T-Modell: 14,0 s [ 14,0 s/ 14,5 s ]                                | Limousine: 11,4 s [ 11,4 s/ 11,8 s ] T-Modell: 12,4 s [ 12,4 s/ 12,5 s ]                               | Limousine: 12,0 s [ 12,0 s/ 12,3 s ] T-Modell: 12,9 s [ 12,9 s/ 13,1 s ] Coupé: 12,5 s                                     | Limousine: 12,0 s [ 12,0 s/ 12,3 s ] T-Modell: 12,9 s [ 12,9 s/ 13,1 s ] Coupé: 12,5 s                                     | Limousine: 11,5 s/ [ 12,0 s ] T-Modell: 11,6 s [ 12,1 s ] Coupé: 11,5 s [ 12,0 s ] Cabriolet: 13,3 s [ 13,9 s ]                                        | Limousine: 11,5 s/ [ 12,0 s ] T-Modell: 11,6 s [ 12,1 s ] Coupé: 11,5 s [ 12,0 s ] Cabriolet: 13,3 s [ 13,9 s ]                                        | Limousine: 10,6 s [ 10,6 s ] T-Modell: 10,8 s [ 11,1 s ] Coupé: 10,6 s [ 10,6 s ] Cabriolet 11,9 s [ 12,4 s ]                                          | Limousine: 10,6 s [ 10,6 s ] T-Modell: 10,8 s [ 11,1 s ] Coupé: 10,6 s [ 10,6 s ] Cabriolet 11,9 s [ 12,4 s ]                                          | Limousine: 10,4 s [ 10,4 s/ 10,4 s ] T-Modell: 10,9 s [ 10,9 s/ 10,4 s ]                               | Limousine: 10,6 s [ 10,6 s/ 10,6 s ] T-Modell: 11,4 s [ 11,4 s/ 10,6 s ] Coupé: 10,6 s [ 10,6 s ]                                         | Limousine: 11,3 s [ 11,1 s/ 11,2 s ] T-Modell: 11,4 s [ 11,8 s/ 11,5 s ] Coupé: 11,1 s [ 11,2 s ]                                          |
| Kraftstoffverbrauch auf 100 km (kombiniert) | Limousine: 8,8 l Super [ 8,3 l Super/ 9,1 l Super ] T-Modell: 9,6 l Super [ 9,2 l Super/ 9,9 l Super ] | Limousine: 8,7 l Super [ 8,2 l Super/ 9,0 l Super ] T-Modell: 9,4 l Super [ 9,0 l Super/ 9,7 l Super ] | Limousine: 9,1 l Super [ 8,6 l Super/ 9,4 l Super ] T-Modell: 9,9 l Super [ 9,4 l Super/ 10,1 l Super ] | Limousine: 9,1 l Super [ 8,6 l Super/ 9,4 l Super ] T-Modell: 9,9 l Super [ 9,4 l Super/ 10,1 l Super ] | Limousine: 8,8 l Super [ 8,4 l Super/ 9,0 l Super ] T-Modell: 9,3 l Super [ 9,0 l Super/ 9,7 l Super ] | Limousine: 9,1 l Super [ 8,7 l Super/ 9,4 l Super ] T-Modell: 9,9 l Super [ 9,3 l Super/ 10,1 l Super ] Coupé: 8,6 l Super | Limousine: 9,1 l Super [ 8,7 l Super/ 9,4 l Super ] T-Modell: 9,9 l Super [ 9,3 l Super/ 10,1 l Super ] Coupé: 8,6 l Super | Limousine: 8,6 l Super [ 9,0 l Super ] T-Modell: 9,2 l Super [ 9,6 l Super ] Coupé: 8,7 l Super [ 9,0 l Super ] Cabriolet: 8,8 l Super [ 9,1 l Super ] | Limousine: 8,6 l Super [ 9,0 l Super ] T-Modell: 9,2 l Super [ 9,6 l Super ] Coupé: 8,7 l Super [ 9,0 l Super ] Cabriolet: 8,8 l Super [ 9,1 l Super ] | Limousine: 8,7 l Super [ 8,9 l Super ] T-Modell: 9,6 l Super [ 9,7 l Super ] Coupé: 8,9 l Super [ 8,9 l Super ] Cabriolet: 9,0 l Super [ 9,0 l Super ] | Limousine: 8,7 l Super [ 8,9 l Super ] T-Modell: 9,6 l Super [ 9,7 l Super ] Coupé: 8,9 l Super [ 8,9 l Super ] Cabriolet: 9,0 l Super [ 9,0 l Super ] | Limousine: 8,8 l Super [ 8,7 l Super/ 8,9 l Super ] T-Modell: 9,5 l Super [ 9,0 l Super/ 9,8 l Super ] | Limousine: 9,2 l Super [ 9,1 l Super/ 9,5 l Super ] T-Modell: 9,9 l Super [ 9,4 l Super/ 9,8 l Super ] Coupé: 8,7 l Super [ 9,5 l Super ] | Limousine: 9,2 l Super [ 9,1 l Super/ 9,5 l Super ] T-Modell: 9,9 l Super [ 9,8 l Super/ 10,2 l Super ] Coupé: 9,2 l Super [ 9,5 l Super ] |
| CO2-Emission (kombiniert)                   | Limousine: 209 g/km [ 197 g/km/ 216 g/km ] T-Modell: 228 g/km [ 218 g/km/ 235 g/km ]                   | Limousine: 206 g/km [ 194 g/km/ 213 g/km ] T-Modell: 223 g/km [ 213 g/km/ 230 g/km ]                   | Limousine: 216 g/km [ 204 g/km/ 223 g/km ] T-Modell: 235 g/km [ 223 g/km/ 239 g/km ]                    | Limousine: 216 g/km [ 204 g/km/ 223 g/km ] T-Modell: 235 g/km [ 223 g/km/ 239 g/km ]                    | Limousine: 219 g/km [ 199 g/km/ 213 g/km ] T-Modell: 220 g/km [ 213 g/km/ 230 g/km ]                   | Limousine: 216 g/km [ 206 g/km/ 223 g/km ] T-Modell: 235 g/km [ 220 g/km/ 239 g/km ] Coupé: 204 g/km                       | Limousine: 216 g/km [ 206 g/km/ 223 g/km ] T-Modell: 235 g/km [ 220 g/km/ 239 g/km ] Coupé: 204 g/km                       | Limousine: 204 g/km [ 213 g/km ] T-Modell: 218 g/km [ 228 g/km ] Coupé: 206 g/km [ 213 g/km ] Cabriolet: 209 g/km [ 216 g/km ]                         | Limousine: 204 g/km [ 213 g/km ] T-Modell: 218 g/km [ 228 g/km ] Coupé: 206 g/km [ 213 g/km ] Cabriolet: 209 g/km [ 216 g/km ]                         | Limousine: 206 g/km [ 211 g/km ] T-Modell: 228 g/km [ 230 g/km ] Coupé: 211 g/km [ 211 g/km ] Cabriolet: 213 g/km [ 213 g/km ]                         | Limousine: 206 g/km [ 211 g/km ] T-Modell: 228 g/km [ 230 g/km ] Coupé: 211 g/km [ 211 g/km ] Cabriolet: 213 g/km [ 213 g/km ]                         | Limousine: 209 g/km [ 206 g/km/ 211 g/km ] T-Modell: 225 g/km [ 213 g/km/ 232 g/km ]                   | Limousine: 218 g/km [ 216 g/km/ 225 g/km ] T-Modell: 235 g/km [ 223 g/km/ 232 g/km ] Coupé: 206 g/km [ 225 g/km ]                         | Limousine: 218 g/km [ 216 g/km/ 225 g/km ] T-Modell: 235 g/km [ 232 g/km/ 242 g/km ] Coupé: 218 g/km [ 225 g/km ]                          |
| Abgasnorm nach EU-Klassifikation            | | | Euro 1                                                                                                  | Euro 1                                                                                                  | Euro 1                                                                                                 | Euro 1 | Euro 1 | Euro 1/Euro 2 (9) | Euro 1/Euro 2 (9) | Euro 1/Euro 2 (9) | Euro 1/Euro 2 (9) | Euro 1                                                                                                 | Euro 1 | Euro 1 |
| Bemerkungen                                 | | | | | | | | | | | | | | |
|                                             | nicht für E10-Kraftstoff geeignet                                                                      | nicht für E10-Kraftstoff geeignet                                                                      | nicht für E10-Kraftstoff geeignet                                                                       | nicht für E10-Kraftstoff geeignet                                                                       | nicht für E10-Kraftstoff geeignet                                                                      | | | | | | | nicht für E10-Kraftstoff geeignet                                                                      | | |

| Kenngrößen                                  | 260 E                                              | 260 E (1) 260 E Lang                                                        | 260 E 4MATIC (2)                                   | 260 E 4MATIC (2)                                   | 280 E 280 E Lang 280 TE | E 280 E 280 Lang E 280 T | 300 E 300 TE                                                                    | 300 E (3) 300 TE (3) 300 CE | 300 E 4MATIC (4) 300 TE 4MATIC (4)                                               | 300 E 4MATIC (4) 300 TE 4MATIC (4)                                                                                             | E 300 4MATIC E 300 T 4MATIC                    | 300 E-24 300 TE-24 300 CE-24 300 CE-24 Cabriolet | 320 E 320 TE 320 CE 320 CE Cabriolet (5) | E 320 E 320 T E 320 Coupé E 320 Cabriolet (5) | 300 CE-24 3.4 AMG Cabriolet  | 300 E/TE/CE-24 3.4 AMG                                                                                                   | E 36 AMG T E 36 AMG Coupé E 36 AMG Cabriolet                       | E 36 AMG T E 36 AMG Coupé E 36 AMG Cabriolet                       |
| Bauzeitraum                                 | 1984–1986                                          | 1986–1989 1990–1992                                                         | 1987–1989                                          | 1987–1991                                          | 1992–1993 1992–1993 | 1993–1995 1993–1994 1993–1996 | 1984–1986 1985–1986                                                             | 1986–1992 1986–1992 1987–1992 | 1987–1989 1987–1989                                                              | 1987–1993 1987–1993 | 1993–1995 1993–1995                            | 1989–1992 1989–1992 1992–1993 | 1992–1993 1992–1993 | 1993–1995 1993–1996 1993–1997 | 1992–1993                    | 1991–1993 1991–1993 | 1993–1994 1993–1994                                                | 1994–1996 1994–1996 1994–1997                                      |
| Motorkenndaten                              |                                                    |                                                                             |                                                    |                                                    | | |                                                                                 | |                                                                                  | |                                                | | | |                              | |                                                                    |                                                                    |
| Motorbezeichnung *                          | M 103 E 26                                         | M 103 E 26                                                                  | M 103 E 26                                         | M 103 E 26                                         | M 104 E 28 | M 104 E 28 | M 103 E 30                                                                      | M 103 E 30 | M 103 E 30                                                                       | M 103 E 30 | M 103 E 30                                     | M 104 E 30 | M 104 E 32 | M 104 E 32 | M 104 E 34                   | M 104 E 34 | M 104 E 36                                                         | M 104 E 36                                                         |
| Motortyp                                    | R6-Ottomotor                                       | R6-Ottomotor                                                                | R6-Ottomotor                                       | R6-Ottomotor                                       | R6-Ottomotor | R6-Ottomotor | R6-Ottomotor                                                                    | R6-Ottomotor | R6-Ottomotor                                                                     | R6-Ottomotor | R6-Ottomotor                                   | R6-Ottomotor | R6-Ottomotor | R6-Ottomotor | R6-Ottomotor                 | R6-Ottomotor | R6-Ottomotor                                                       | R6-Ottomotor                                                       |
| Ventile                                     | 12                                                 | 12                                                                          | 12                                                 | 12                                                 | 24 | 24 | 12                                                                              | 12 | 12                                                                               | 12 | 12                                             | 24 | 24 | 24 | 24                           | 24 | 24                                                                 | 24                                                                 |
| Gemischaufbereitung                         | Saugrohreinspritzung                               | Saugrohreinspritzung                                                        | Saugrohreinspritzung                               | Saugrohreinspritzung                               | Saugrohreinspritzung | Saugrohreinspritzung | Saugrohreinspritzung                                                            | Saugrohreinspritzung | Saugrohreinspritzung                                                             | Saugrohreinspritzung | Saugrohreinspritzung                           | Saugrohreinspritzung | Saugrohreinspritzung | Saugrohreinspritzung | Saugrohreinspritzung         | Saugrohreinspritzung | Saugrohreinspritzung                                               | Saugrohreinspritzung                                               |
| Motoraufladung                              | —                                                  | —                                                                           | —                                                  | —                                                  | — | — | —                                                                               | — | —                                                                                | — | —                                              | — | — | — | —                            | — | —                                                                  | —                                                                  |
| Hubraum                                     | 2599 cm³                                           | 2599 cm³                                                                    | 2599 cm³                                           | 2599 cm³                                           | 2799 cm³ | 2799 cm³ | 2962 cm³                                                                        | 2962 cm³ | 2962 cm³                                                                         | 2962 cm³ | 2962 cm³                                       | 2962 cm³ | 3199 cm³ | 3199 cm³ | 3314 cm³                     | 3314 cm³ | 3606 cm³                                                           | 3606 cm³                                                           |
| max. Leistung                               | 122 kW (166 PS) bei 5800/min                       | 118 kW (160 PS) bei 5800/min                                                | 122 kW (166 PS) bei 5800/min                       | 118 kW (160 PS) bei 5800/min                       | 145 kW (197 PS) bei 5500/min | 142 kW (193 PS) bei 5500/min | 138 kW (188 PS) bei 5700/min                                                    | 132 kW (180 PS) bei 5700/min | 138 kW (188 PS) bei 5700/min                                                     | 132 kW (180 PS) bei 5700/min                                                                                                   | 132 kW (180 PS) bei 5700/min                   | 162 kW (220 PS) bei 6400/min | 162 kW (220 PS) bei 5500/min | 162 kW (220 PS) bei 5500/min | 185 kW (252 PS) bei 5750/min | 200 kW (272 PS) bei 6500/min                                                                                             | 195 kW (265 PS) bei 5750/min                                       | 200 kW (272 PS) bei 5750/min                                       |
| max. Drehmoment                             | 228 Nm bei 4600/min                                | 220 Nm bei 4600/min                                                         | 228 Nm bei 4600/min                                | 220 Nm bei 4600/min                                | 270 Nm bei 3750/min | 270 Nm bei 3750/min | 260 Nm bei 4400/min                                                             | 255 Nm bei 4400/min | 260 Nm bei 4400/min                                                              | 255 Nm bei 4400/min | 255 Nm bei 4400/min                            | 265 Nm bei 4600/min | 310 Nm bei 3750/min | 310 Nm bei 3750/min | 330 Nm bei 4500/min          | 330 Nm bei 4500/min | 385 Nm bei 3750–4500/min                                           | 385 Nm bei 3750–4500/min                                           |
| Kraftübertragung                            |                                                    |                                                                             |                                                    |                                                    | | |                                                                                 | |                                                                                  | |                                                | | | |                              | |                                                                    |                                                                    |
| Antrieb, serienmäßig                        | Hinterradantrieb                                   | Hinterradantrieb                                                            | Allradantrieb                                      | Allradantrieb                                      | Hinterradantrieb | Hinterradantrieb | Hinterradantrieb                                                                | Hinterradantrieb | Allradantrieb                                                                    | Allradantrieb | Allradantrieb                                  | Hinterradantrieb | Hinterradantrieb | Hinterradantrieb | Hinterradantrieb             | Hinterradantrieb | Hinterradantrieb                                                   | Hinterradantrieb                                                   |
| Getriebe, serienmäßig [ optional ]          | 5-Gang-Schaltgetriebe [ 4-Gang-Automatikgetriebe ] | 5-Gang-Schaltgetriebe [ 4-Gang-Automatikgetriebe ]                          | 5-Gang-Schaltgetriebe [ 4-Gang-Automatikgetriebe ] | 5-Gang-Schaltgetriebe [ 4-Gang-Automatikgetriebe ] | 5-Gang-Schaltgetriebe [ 4-Gang-Automatikgetriebe/ 5-Gang-Automatikgetriebe ] (6)                                                                 | 5-Gang-Schaltgetriebe [ 4-Gang-Automatikgetriebe/ 5-Gang-Automatikgetriebe ] (6)                                                                 | 5-Gang-Schaltgetriebe [ 4-Gang-Automatikgetriebe ]                              | 5-Gang-Schaltgetriebe [ 4-Gang-Automatikgetriebe ]                                                                                             | 5-Gang-Schaltgetriebe [ 4-Gang-Automatikgetriebe ]                               | 5-Gang-Schaltgetriebe/ 4-Gang-Automatikgetriebe (7) [ 4-Gang-Automatikgetriebe ]                                               | 4-Gang-Automatikgetriebe                       | 5-Gang-Schaltgetriebe [ 4-Gang-Automatikgetriebe/ 5-Gang-Automatikgetriebe ] (6) | 5-Gang-Schaltgetriebe [ 4-Gang-Automatikgetriebe/ 5-Gang-Automatikgetriebe ] (6) | 5-Gang-Schaltgetriebe [ 4-Gang-Automatikgetriebe/ 5-Gang-Automatikgetriebe ] (6) | 4-Gang-Automatikgetriebe     | 4-Gang-Automatikgetriebe [ 5-Gang-Schaltgetriebe/ 5-Gang-Automatikgetriebe ]                                             | 4-Gang-Automatikgetriebe                                           | 4-Gang-Automatikgetriebe                                           |
| Messwerte                                   |                                                    |                                                                             |                                                    |                                                    | | |                                                                                 | |                                                                                  | |                                                | | | |                              | |                                                                    |                                                                    |
| Höchstgeschwindigkeit                       | Limousine: 218 km/h [ 213 km/h ]                   | Limousine: 215 km/h [ 210 km/h ] Lang: 205 km/h [ 200 km/h ]                | Limousine: 210 km/h [ 210 km/h ]                   | Limousine: 207 km/h [ 207 km/h ]                   | Limousine: 230 km/h [ 225 km/h/ 225 km/h ] Lang: 215 km/h [ 210 km/h ] T-Modell: 218 km/h [ 213 km/h/ 213 km/h ]                                 | Limousine: 230 km/h [ 225 km/h/ 225 km/h ] Lang: 215 km/h [ 210 km/h ] T-Modell: 218 km/h [ 213 km/h/ 213 km/h ]                                 | Limousine: 228 km/h [ 223 km/h ] T-Modell: 215 km/h [ 210 km/h ]                | Limousine: 225 km/h [ 220 km/h ] T-Modell: 212 km/h [ 207 km/h ] Coupé: 225 km/h [ 220 km/h ]                                                  | Limousine: 220 km/h [ 220 km/h ] T-Modell: 207 km/h [ 207 km/h ]                 | Limousine: 217 km/h/ 217 km/h [ 217 km/h ] T-Modell: 204/205 km/h/ 204 km/h [ 204 km/h ]                                       | Limousine: 217 km/h T-Modell: 204 km/h         | Limousine: 237 km/h [ 232 km/h/ 232 km/h ] T-Modell: 222 km/h [ 217 km/h/ 215 km/h ] Coupé: 237 km/h [ 232 km/h/ 232 km/h ] Cabriolet: 235 km/h [ 230 km/h/ 230 km/h ]                                                 | Limousine: 235 km/h [ 230 km/h/ 230 km/h ] T-Modell: 222 km/h [ 220 km/h/ 220 km/h ] Coupé: 235 km/h [ 230 km/h/ 230 km/h ] Cabriolet: 235 km/h [ 230 km/h/ 230 km/h ]                                                 | Limousine: 235 km/h [ 230 km/h/ 230 km/h ] T-Modell: 222 km/h [ 220 km/h/ 220 km/h ] Coupé: 235 km/h [ 230 km/h/ 230 km/h ] Cabriolet: 235 km/h [ 230 km/h/ 230 km/h ]                                                 | Cabriolet: 250 km/h          | Limousine: 245 km/h [ 250 km/h/250 km/h ] T-Modell: 236 km/h [ 241 km/h/234 km/h ] Coupe: 245 km/h [ 250 km/h/250 km/h ] | T-Modell: 240 km/h Coupé: 250 km/h Cabriolet: 250 km/h             | T-Modell: 240 km/h Coupé: 250 km/h Cabriolet: 250 km/h             |
| Beschleunigung, 0–100 km/h                  | Limousine: 8,7 s [ 9,5 s ]                         | Limousine: 9,0 s [ 9,8 s ] Lang: 11,0 s [ 11,3 s ]                          | Limousine: 10,0 s [ 10,5 s ]                       | Limousine: 10,3 s [ 10,8 s ]                       | Limousine: 9,1 s [ 8,8 s/ 8,9 s ] Lang: 10,2 s [ 10,2 s ] T-Modell: 9,1 s [ 8,9 s/ 8,9 s ]                                                       | Limousine: 9,1 s [ 8,8 s/ 8,9 s ] Lang: 10,2 s [ 10,2 s ] T-Modell: 9,1 s [ 8,9 s/ 8,9 s ]                                                       | Limousine: 7,9 s [ 8,2 s ] T-Modell: 8,2 s [ 8,8 s ]                            | Limousine: 8,2 s [ 8,5 s ] T-Modell: 8,4/9,1 s [ 9,0/9,1 s ] Coupé: 8,1/7,9 s [ 8,5 s ]                                                        | Limousine: 8,6 s [ 8,8 s ] T-Modell: 9,4 s [ 9,6 s ]                             | Limousine: 8,8/8,7 s (8)/ 9,1 s [ 9,1 s ] T-Modell: 9,6/9,7 s (8)/ 9,8 s [ 9,8 s ]                                             | Limousine: 9,1 s T-Modell: 9,8 s               | Limousine: 8,0 s [ 7,8 s/ 7,8 s ] T-Modell: 8,3 s [ 8,2 s/ 8,2 s ] Coupé: 8,0 s [ 7,8 s/ 7,8 s ] Cabriolet: 9,0 s [ 8,8 s/ 8,8 s ]                                                                                     | Limousine: 8,0 s [ 7,8 s/ 7,8 s ] T-Modell: 8,3 s [ 8,2 s/ 8,2 s ] Coupé: 8,0 s [ 7,8 s/ 7,8 s ] Cabriolet: 9,0 s [ 8,8 s/ 8,8 s ]                                                                                     | Limousine: 8,0 s [ 7,8 s/ 7,8 s ] T-Modell: 8,3 s [ 8,2 s/ 8,2 s ] Coupé: 8,0 s [ 7,8 s/ 7,8 s ] Cabriolet: 9,0 s [ 8,8 s/ 8,8 s ]                                                                                     | Cabriolet: 7,8 s             | Limousine: 7,8 s [7,4 s/7,6 s] T-Modell: 8,2 s [8,0 s/7,9 s] Coupe: 7,7 s [7,5 s/7,3 s]                                  | T-Modell: 7,2 s Coupé: 7,0 s Cabriolet: 7,2 s                      | T-Modell: 7,2 s Coupé: 7,0 s Cabriolet: 7,2 s                      |
| Kraftstoffverbrauch auf 100 km (kombiniert) | Limousine: 9,4 l Super [ 10,1 l Super ]            | Limousine: 9,8 l Super [ 10,5 l Super ] Lang: 11,3 l Super [ 11,0 l Super ] | Limousine: 10,3 l Super [ 10,7 l Super ]           | Limousine: 10,7 l Super [ 11,1 l Super ]           | Limousine: 10,7 l Super [ 10,7 l Super/ 10,6 l Super ] Lang: 11,5 l Super [ 11,8 l Super ] T-Modell: 11,1 l Super [ 11,1 l Super/ 11,3 l Super ] | Limousine: 10,7 l Super [ 10,7 l Super/ 10,6 l Super ] Lang: 11,5 l Super [ 11,8 l Super ] T-Modell: 11,1 l Super [ 11,1 l Super/ 11,3 l Super ] | Limousine: 9,4 l Super [ 10,4 l Super ] T-Modell: 10,2 l Super [ 11,2 l Super ] | Limousine: 9,8/10,9 l Super (8) [ 10,8 l Super ] T-Modell: 10,6/11,4 l Super (8) [ 11,6 l Super ] Coupé: 9,9/10,9 l Super (8) [ 10,8 l Super ] | Limousine: 10,3 l Super [ 11,0 l Super ] T-Modell: 11,0 l Super [ 11,8 l Super ] | Limousine: 10,6/11,3 l Super (8)/ 11,3 l Super [ 11,3 l Super ] T-Modell: 11,5/11,9 l Super (8)/ 12,3 l Super [ 12,3 l Super ] | Limousine: 11,3 l Super T-Modell: 12,3 l Super | Limousine: 11,0 l Super [ 11,2 l Super/ 11,2 l Super ] T-Modell: 11,8 l Super [ 12,1 l Super/ 11,7 l Super ] Coupé: 11,0 l Super [ 11,2 l Super/ 10,9 l Super ] Cabriolet: 11,5 l Super [ 11,8 l Super/ 11,4 l Super ] | Limousine: 11,0 l Super [ 11,2 l Super/ 11,1 l Super ] T-Modell: 11,6 l Super [ 11,8 l Super/ 11,7 l Super ] Coupé: 11,0 l Super [ 11,2 l Super/ 11,1 l Super ] Cabriolet: 11,5 l Super [ 11,8 l Super/ 11,4 l Super ] | Limousine: 11,0 l Super [ 11,2 l Super/ 11,1 l Super ] T-Modell: 11,6 l Super [ 11,8 l Super/ 11,7 l Super ] Coupé: 11,0 l Super [ 11,2 l Super/ 11,1 l Super ] Cabriolet: 11,5 l Super [ 11,8 l Super/ 11,4 l Super ] | Cabriolet:                   | Limousine: 11,3 l Super T-Modell: 12,0 l Super Coupe: 11,3 l Super                                                       | T-Modell: 11,1 l Super Coupé: 10,8 l Super Cabriolet: 10,9 l Super | T-Modell: 11,1 l Super Coupé: 10,8 l Super Cabriolet: 10,9 l Super |
| CO2-Emission (kombiniert)                   | Limousine: 223 g/km [ 239 g/km ]                   | Limousine: 232 g/km [ 249 g/km ] Lang: 268 g/km [ 261 g/km ]                | Limousine: 244 g/km [ 254 g/km ]                   | Limousine: 254 g/km [ 263 g/km ]                   | Limousine: 254 g/km [ 254 g/km/ 251 g/km ] Lang: 273 g/km [ 280 g/km ] T-Modell: 263 g/km [ 263 g/km/ 268 g/km ]                                 | Limousine: 254 g/km [ 254 g/km/ 251 g/km ] Lang: 273 g/km [ 280 g/km ] T-Modell: 263 g/km [ 263 g/km/ 268 g/km ]                                 | Limousine: 223 g/km [ 247 g/km ] T-Modell: 242 g/km [ 265 g/km ]                | Limousine: 232/258 g/km (8) [ 256 g/km ] T-Modell: 251/270 g/km (8) [ 275 g/km ] Coupé: 235/258 g/km (8) [ 256 g/km ]                          | Limousine: 244 g/km [ 261 g/km ] T-Modell: 261 g/km [ 280 g/km ]                 | Limousine: 251/268 g/km (8)/ 268 g/km [ 268 g/km ] T-Modell: 273/282 g/km (8)/ 292 g/km [ 292 g/km ]                           | Limousine: 268 g/km T-Modell: 292 g/km         | Limousine: 261 g/km [ 265 g/km/ 265 g/km ] T-Modell: 280 g/km [ 287 g/km/ 277 g/km ] Coupé: 261 g/km [ 265 g/km/ 258 g/km ] Cabriolet: 273 g/km [ 280 g/km/ 270 g/km ]                                                 | Limousine: 261 g/km [ 265 g/km/ 263 g/km ] T-Modell: 275 g/km [ 280 g/km/ 277 g/km ] Coupé: 261 g/km [ 265 g/km/ 263 g/km ] Cabriolet: 273 g/km [ 280 g/km/ 270 g/km ]                                                 | Limousine: 261 g/km [ 265 g/km/ 263 g/km ] T-Modell: 275 g/km [ 280 g/km/ 277 g/km ] Coupé: 261 g/km [ 265 g/km/ 263 g/km ] Cabriolet: 273 g/km [ 280 g/km/ 270 g/km ]                                                 | Cabriolet:                   | | T-Modell: 263 g/km Coupé: 256 g/km Cabriolet: 258 g/km             | T-Modell: 263 g/km Coupé: 256 g/km Cabriolet: 258 g/km             |
| Abgasnorm nach EU-Klassifikation            | Euro 1                                             | Euro 1                                                                      | Euro 1                                             | Euro 1                                             | Euro 1 | Euro 1 | Euro 1                                                                          | Euro 1 | Euro 1                                                                           | Euro 1 | Euro 1                                         | Euro 1 | Euro 1 | Euro 1 | Euro 1                       | Euro 1 | Euro 1                                                             | Euro 1                                                             |
| Bemerkungen                                 |                                                    |                                                                             |                                                    |                                                    | | |                                                                                 | |                                                                                  | |                                                | | | |                              | |                                                                    |                                                                    |
|                                             | nicht für E10-Kraftstoff geeignet                  |                                                                             | nicht für E10-Kraftstoff geeignet                  |                                                    | | | nicht für E10-Kraftstoff geeignet                                               | | nicht für E10-Kraftstoff geeignet                                                | |                                                | | | |                              | |                                                                    |                                                                    |

| Kenngrößen                                  | 400 E (1)                                                                                    | E 420                                                                                        | 500 E                                                                 | E 500                                         | E 60 AMG                                      |
| Bauzeitraum                                 | 1991–1993                                                                                    | 1993–1995                                                                                    | 1990–1993                                                             | 1993–1995                                     | 1993–1994                                     |
| Motorkenndaten                              |                                                                                              |                                                                                              |                                                                       |                                               |                                               |
| Motorbezeichnung *                          | M 119 E 42                                                                                   | M 119 E 42                                                                                   | M 119 E 50                                                            | M 119 E 50                                    | M 119 E 60                                    |
| Motortyp                                    | V8-Ottomotor                                                                                 | V8-Ottomotor                                                                                 | V8-Ottomotor                                                          | V8-Ottomotor                                  | V8-Ottomotor                                  |
| Ventile                                     | 32                                                                                           | 32                                                                                           | 32                                                                    | 32                                            | 32                                            |
| Gemischaufbereitung                         | Saugrohreinspritzung                                                                         | Saugrohreinspritzung                                                                         | Saugrohreinspritzung                                                  | Saugrohreinspritzung                          | Saugrohreinspritzung                          |
| Motoraufladung                              | —                                                                                            | —                                                                                            | —                                                                     | —                                             | —                                             |
| Hubraum                                     | 4196 cm³                                                                                     | 4196 cm³                                                                                     | 4973 cm³                                                              | 4973 cm³                                      | 5956 cm³                                      |
| Max. Leistung                               | 205 kW (279 PS) bei 5700/min US-Version bis 8/1992: 200/210 kW (272/286 (2) PS) bei 5700/min | 205 kW (279 PS) bei 5700/min US-Version bis 8/1992: 200/210 kW (272/286 (2) PS) bei 5700/min | 240 kW (326 PS) bei 5700/min ab 10.1992: 235 kW (320 PS) bei 5600/min | 235 kW (320 PS) bei 5600/min                  | 280 kW (381 PS) bei 5500/min                  |
| Max. Drehmoment                             | 400 Nm bei 3900/min US-Version bis 8/1992: 410 Nm bei 3900/min (2)                           | 400 Nm bei 3900/min US-Version bis 8/1992: 410 Nm bei 3900/min (2)                           | 480 Nm bei 3900/min ab 10.1992: 470 Nm bei 3900/min                   | 470 Nm bei 3900/min                           | 580 Nm bei 3750/min                           |
| Kraftübertragung                            |                                                                                              |                                                                                              |                                                                       |                                               |                                               |
| Antrieb, serienmäßig                        | Hinterradantrieb                                                                             | Hinterradantrieb                                                                             | Hinterradantrieb                                                      | Hinterradantrieb                              | Hinterradantrieb                              |
| Getriebe, serienmäßig [ optional ]          | 4-Gang-Automatikgetriebe                                                                     | 4-Gang-Automatikgetriebe                                                                     | 4-Gang-Automatikgetriebe                                              | 4-Gang-Automatikgetriebe                      | 4-Gang-Automatikgetriebe                      |
| Messwerte                                   |                                                                                              |                                                                                              |                                                                       |                                               |                                               |
| Höchstgeschwindigkeit                       | Limousine: 250 km/h (elektronisch abgeregelt)                                                | Limousine: 250 km/h (elektronisch abgeregelt)                                                | Limousine: 250 km/h (elektronisch abgeregelt)                         | Limousine: 250 km/h (elektronisch abgeregelt) | Limousine: 250 km/h (elektronisch abgeregelt) |
| Beschleunigung, 0–100 km/h                  | Limousine: 7,2 s                                                                             | Limousine: 7,2 s                                                                             | Limousine: 6,1 s                                                      | Limousine: 6,1 s                              | Limousine: 5,4 s                              |
| Kraftstoffverbrauch auf 100 km (kombiniert) | Limousine: 11,8 l Super                                                                      | Limousine: 13,0 l Super                                                                      | Limousine: 13,5 l Super ab 10.1992: 13,0 l Super                      | Limousine: 13,0 l Super                       | Limousine: 12,6 l Super                       |
| CO2-Emission (kombiniert)                   | Limousine: 280 g/km                                                                          | Limousine: 308 g/km                                                                          | Limousine: 320 g/km ab 10.1992: 308 g/km                              | Limousine: 308 g/km                           | Limousine: 299 g/km                           |
| Abgasnorm nach EU-Klassifikation            | Euro 1                                                                                       | Euro 1                                                                                       | Euro 1                                                                | Euro 1                                        | Euro 1                                        |

| Kenngrößen                                  | 200 D 200 TD                                                                               | 200 D 200 TD                                                                               | E 200 Diesel                                       |
| Bauzeitraum                                 | 1984–1989 1985–1989                                                                        | 1989–1993 1989–1991                                                                        | 1993–1995                                          |
| Motorkenndaten                              |                                                                                            |                                                                                            |                                                    |
| Motorbezeichnung *                          | OM 601 D 20                                                                                | OM 601 D 20                                                                                | OM 601 D 20                                        |
| Motortyp                                    | R4-Dieselmotor                                                                             | R4-Dieselmotor                                                                             | R4-Dieselmotor                                     |
| Ventile                                     | 8                                                                                          | 8                                                                                          | 8                                                  |
| Gemischaufbereitung                         | Vorkammereinspritzung                                                                      | Vorkammereinspritzung                                                                      | Vorkammereinspritzung                              |
| Motoraufladung                              | —                                                                                          | —                                                                                          | —                                                  |
| Hubraum                                     | 1997 cm³                                                                                   | 1997 cm³                                                                                   | 1997 cm³                                           |
| max. Leistung                               | 53 kW (72 PS) bei 4600/min                                                                 | 55 kW (75 PS) bei 4600/min                                                                 | 55 kW (75 PS) bei 4600/min                         |
| max. Drehmoment                             | 123 Nm bei 2800/min                                                                        | 126 Nm bei 2700–3550/min                                                                   | 126 Nm bei 2700–3550/min                           |
| Kraftübertragung                            |                                                                                            |                                                                                            |                                                    |
| Antrieb, serienmäßig                        | Hinterradantrieb                                                                           | Hinterradantrieb                                                                           | Hinterradantrieb                                   |
| Getriebe, serienmäßig [ optional ]          | 4-Gang-Schaltgetriebe [ 5-Gang-Schaltgetriebe/ 4-Gang-Automatikgetriebe ] (1)              | 4-Gang-Schaltgetriebe [ 5-Gang-Schaltgetriebe/ 4-Gang-Automatikgetriebe ] (1)              | 5-Gang-Schaltgetriebe [ 4-Gang-Automatikgetriebe ] |
| Messwerte                                   |                                                                                            |                                                                                            |                                                    |
| Höchstgeschwindigkeit                       | Limousine: 160 km/h [ 160 km/h/ 155 km/h ] T-Modell: 150 km/h [ 145 km/h ]                 | Limousine: 160 km/h [ 160 km/h/ 155 km/h ] T-Modell: 150 km/h [ 145 km/h ]                 | Limousine: 160 km/h [ 155 km/h ]                   |
| Beschleunigung, 0–100 km/h                  | Limousine: 18,5 s [ 18,5 s/ 20,4 s ] T-Modell: 21,7 s [ 23,0 s ]                           | Limousine: 18,5 s [ 18,5 s/ 20,4 s ] T-Modell: 21,7 s [ 23,0 s ]                           | Limousine: 18,5 s [ 20,4 s ]                       |
| Kraftstoffverbrauch auf 100 km (kombiniert) | Limousine: 6,7 l Diesel [ 6,7 l Diesel/ 7,1 l Diesel ] T-Modell: 7,2 l Diesel 7,7 l Diesel | Limousine: 6,7 l Diesel [ 6,7 l Diesel/ 7,1 l Diesel ] T-Modell: 7,2 l Diesel 7,7 l Diesel | Limousine: 6,7 l Diesel [ 7,1 l Diesel ]           |
| CO2-Emission (kombiniert)                   | Limousine: 178 g/km [ 178 g/km/ 188 g/km ] T-Modell: 191 g/km [ 204 g/km ]                 | Limousine: 178 g/km [ 178 g/km/ 188 g/km ] T-Modell: 191 g/km [ 204 g/km ]                 | Limousine: 178 g/km [ 188 g/km ]                   |
| Abgasnorm nach EU-Klassifikation            | Euro 1                                                                                     | Euro 1                                                                                     | Euro 1                                             |

| Kenngrößen                                  | 250 D 250 TD                                                                     | 250 D 250 D Lang 250 TD                                                                                              | E 250 Diesel E 250 Diesel Lang E 250 Diesel T                                                                        | 250 D Turbo 250 TD Turbo                                                         | E 250 Turbodiesel                                  |
| Bauzeitraum                                 | 1984–1989 1985–1989                                                              | 1989–1993 1990–1993 1989–1993                                                                                        | 1993–1996 1993–1994 1993–1996                                                                                        | 1988–1993 1988–1993                                                              | 1993–1995                                          |
| Motorkenndaten                              |                                                                                  | | |                                                                                  |                                                    |
| Motorbezeichnung *                          | OM 602 D 25                                                                      | OM 602 D 25 | OM 605 D 25 | OM 602 D 25 A                                                                    | OM 602 D 25 A                                      |
| Motortyp                                    | R5-Dieselmotor                                                                   | R5-Dieselmotor | R5-Dieselmotor | R5-Dieselmotor                                                                   | R5-Dieselmotor                                     |
| Ventile                                     | 10                                                                               | 10 | 20 | 10                                                                               | 10                                                 |
| Gemischaufbereitung                         | Vorkammereinspritzung                                                            | Vorkammereinspritzung                                                                                                | Vorkammereinspritzung                                                                                                | Vorkammereinspritzung                                                            | Vorkammereinspritzung                              |
| Motoraufladung                              | —                                                                                | — | — | Turbolader                                                                       | Turbolader                                         |
| Hubraum                                     | 2497 cm³                                                                         | 2497 cm³ | 2497 cm³ | 2497 cm³                                                                         | 2497 cm³                                           |
| max. Leistung                               | 66 kW (90 PS) bei 4600/min                                                       | 69 kW (94 PS) bei 4600/min (1)                                                                                       | 83 kW (113 PS) bei 5000/min                                                                                          | 93 kW (126 PS) bei 4600/min                                                      | 93 kW (126 PS) bei 4600/min                        |
| max. Drehmoment                             | 154 Nm bei 2800/min                                                              | 158 Nm bei 2600–3100/min (1)                                                                                         | 170 Nm bei 3200–4600/min                                                                                             | 231 Nm bei 2400/min                                                              | 231 Nm bei 2400/min                                |
| Kraftübertragung                            |                                                                                  | | |                                                                                  |                                                    |
| Antrieb, serienmäßig                        | Hinterradantrieb                                                                 | Hinterradantrieb | Hinterradantrieb | Hinterradantrieb                                                                 | Hinterradantrieb                                   |
| Getriebe, serienmäßig [ optional ]          | 5-Gang-Schaltgetriebe [ 4-Gang-Automatikgetriebe ]                               | 5-Gang-Schaltgetriebe [ 4-Gang-Automatikgetriebe ]                                                                   | 5-Gang-Schaltgetriebe [ 4-Gang-Automatikgetriebe ]                                                                   | 5-Gang-Schaltgetriebe [ 4-Gang-Automatikgetriebe ]                               | 5-Gang-Schaltgetriebe [ 4-Gang-Automatikgetriebe ] |
| Messwerte                                   |                                                                                  | | |                                                                                  |                                                    |
| Höchstgeschwindigkeit                       | Limousine: 175 km/h [ 170 km/h ] T-Modell: 165 km/h [ 160 km/h ]                 | Limousine: 175 km/h [ 170 km/h ] Lang: 165 km/h [ 160 km/h ] T-Modell: 165 km/h [ 160 km/h ]                         | Limousine: 190 km/h [ 185 km/h ] Lang: 180 km/h [ 175 km/h ] T-Modell: 180 km/h [ 175 km/h ]                         | Limousine: 198 km/h [ 195 km/h ] T-Modell: 190 km/h [ 185 km/h ]                 | Limousine: 198 km/h [ 195 km/h ]                   |
| Beschleunigung, 0–100 km/h                  | Limousine: 16,5 s [ 17,0 s ] T-Modell: 17,6 s [ 18,8 s ]                         | Limousine: 16,5 s [ 17,0 s ] Lang: 19,0 s [ 19,4 s ] T-Modell: 17,6 s [ 18,8 s ]                                     | Limousine: 15,3 s [ 15,8 s ] Lang: 18,2 s [ 18,6 s ] T-Modell: 16,3 s [ 16,8 s ]                                     | Limousine: 12,3 s [ 12,3 s ] T-Modell: 12,9 s [ 12,9 s ]                         | Limousine: 12,3 s [ 12,3 s ]                       |
| Kraftstoffverbrauch auf 100 km (kombiniert) | Limousine: 7,1 l Diesel [ 7,5 l Diesel ] T-Modell: 7,7 l Diesel [ 8,0 l Diesel ] | Limousine: 7,1 l Diesel [ 7,5 l Diesel ] Lang: 8,0 l Diesel [ 8,3 l Diesel ] T-Modell: 7,7 l Diesel [ 8,0 l Diesel ] | Limousine: 7,1 l Diesel [ 7,5 l Diesel ] Lang: 7,9 l Diesel [ 8,2 l Diesel ] T-Modell: 7,6 l Diesel [ 7,9 l Diesel ] | Limousine: 7,5 l Diesel [ 7,7 l Diesel ] T-Modell: 8,2 l Diesel [ 8,5 l Diesel ] | Limousine: 7,5 l Diesel [ 7,7 l Diesel ]           |
| CO2-Emission (kombiniert)                   | Limousine: 188 g/km [ 199 g/km ] T-Modell: 204 g/km [ 212 g/km ]                 | Limousine: 188 g/km [ 199 g/km ] Lang: 212 g/km [ 220 g/km ] T-Modell: 204 g/km [ 212 g/km ]                         | Limousine: 188 g/km [ 199 g/km ] Lang: 209 g/km [ 217 g/km ] T-Modell: 201 g/km [ 209 g/km ]                         | Limousine: 199 g/km [ 204 g/km ] T-Modell: 217 g/km [ 225 g/km ]                 | Limousine: 199 g/km [ 204 g/km ]                   |
| Abgasnorm nach EU-Klassifikation            | Euro 1                                                                           | Euro 1 | Euro 1/Euro 2 (2) | Euro 1                                                                           | Euro 1                                             |

| Kenngrößen                                  | 300 D 300 TD                                                                     | 300 D 300 TD                                                                     | 300 D 4MATIC                                       | 300 D 4MATIC                                                                     | E 300 Diesel E 300 Diesel T                                                      | 300 D Turbo (1) 300 TD Turbo (1)               | 300 D Turbo (1) 300 TD Turbo (1)               | 300 D Turbo 4MATIC 300 TD Turbo 4MATIC         | 300 D Turbo 4MATIC 300 TD Turbo 4MATIC         | E 300 Turbodiesel E 300 Turbodiesel T          | E 300 Turbodiesel 4MATIC E 300 Turbodiesel T 4MATIC |
| Bauzeitraum                                 | 1984–1989 1985–1989                                                              | 1989–1993 1989–1993                                                              | 1987–1989                                          | 1989–1991                                                                        | 1993–1995 1993–1996                                                              | 1986–1988 1986–1988                            | 1988–1993 1988–1993                            | –1988 1987–1988                                | 1988–1993 1988–1993                            | 1993–1995 1993–1996                            | 1993–1995 1993–1995                                 |
| Motorkenndaten                              |                                                                                  |                                                                                  |                                                    |                                                                                  |                                                                                  |                                                |                                                |                                                |                                                |                                                |                                                     |
| Motorbezeichnung *                          | OM 603 D 30                                                                      | OM 603 D 30                                                                      | OM 603 D 30                                        | OM 603 D 30                                                                      | OM 606 D 30                                                                      | OM 603 D 30 A                                  | OM 603 D 30 A                                  | OM 603 D 30 A                                  | OM 603 D 30 A                                  | OM 603 D 30 A                                  | OM 603 D 30 A                                       |
| Motortyp                                    | R6-Dieselmotor                                                                   | R6-Dieselmotor                                                                   | R6-Dieselmotor                                     | R6-Dieselmotor                                                                   | R6-Dieselmotor                                                                   | R6-Dieselmotor                                 | R6-Dieselmotor                                 | R6-Dieselmotor                                 | R6-Dieselmotor                                 | R6-Dieselmotor                                 | R6-Dieselmotor                                      |
| Ventile                                     | 12                                                                               | 12                                                                               | 12                                                 | 12                                                                               | 24                                                                               | 12                                             | 12                                             | 12                                             | 12                                             | 12                                             | 12                                                  |
| Gemischaufbereitung                         | Vorkammereinspritzung                                                            | Vorkammereinspritzung                                                            | Vorkammereinspritzung                              | Vorkammereinspritzung                                                            | Vorkammereinspritzung                                                            | Vorkammereinspritzung                          | Vorkammereinspritzung                          | Vorkammereinspritzung                          | Vorkammereinspritzung                          | Vorkammereinspritzung                          | Vorkammereinspritzung                               |
| Motoraufladung                              | —                                                                                | —                                                                                | —                                                  | —                                                                                | —                                                                                | Turbolader                                     | Turbolader                                     | Turbolader                                     | Turbolader                                     | Turbolader                                     | Turbolader                                          |
| Hubraum                                     | 2996 cm³                                                                         | 2996 cm³                                                                         | 2996 cm³                                           | 2996 cm³                                                                         | 2996 cm³                                                                         | 2996 cm³                                       | 2996 cm³                                       | 2996 cm³                                       | 2996 cm³                                       | 2996 cm³                                       | 2996 cm³                                            |
| max. Leistung                               | 80 kW (109 PS) bei 4600/min                                                      | 83 kW (113 PS) bei 4600/min (2)                                                  | 80 kW (109 PS) bei 4600/min                        | 83 kW (113 PS) bei 4600/min (2)                                                  | 100 kW (136 PS) bei 5000/min                                                     | 105 kW (143 PS) bei 4600/min                   | 108 kW (147 PS) bei 4600/min                   | 105 kW (143 PS) bei 4600/min                   | 108 kW (147 PS) bei 4600/min                   | 108 kW (147 PS) bei 4600/min                   | 108 kW (147 PS) bei 4600/min                        |
| max. Drehmoment                             | 185 Nm bei 2800/min                                                              | 191 Nm bei 2800–3050/min (2)                                                     | 185 Nm bei 2800/min                                | 191 Nm bei 2800–3050/min (2)                                                     | 210 Nm bei 2200–4600/min                                                         | 267 Nm bei 2400/min                            | 273 Nm bei 2400/min                            | 267 Nm bei 2400/min                            | 273 Nm bei 2400/min                            | 273 Nm bei 2400/min                            | 273 Nm bei 2400/min                                 |
| Kraftübertragung                            |                                                                                  |                                                                                  |                                                    |                                                                                  |                                                                                  |                                                |                                                |                                                |                                                |                                                |                                                     |
| Antrieb, serienmäßig                        | Hinterradantrieb                                                                 | Hinterradantrieb                                                                 | Allradantrieb                                      | Allradantrieb                                                                    | Hinterradantrieb                                                                 | Hinterradantrieb                               | Hinterradantrieb                               | Allradantrieb                                  | Allradantrieb                                  | Hinterradantrieb                               | Allradantrieb                                       |
| Getriebe, serienmäßig [ optional ]          | 5-Gang-Schaltgetriebe [ 4-Gang-Automatikgetriebe ]                               | 5-Gang-Schaltgetriebe [ 4-Gang-Automatikgetriebe ]                               | 5-Gang-Schaltgetriebe [ 4-Gang-Automatikgetriebe ] | 5-Gang-Schaltgetriebe/ 4-Gang-Automatikgetriebe (3) [ 4-Gang-Automatikgetriebe ] | 5-Gang-Schaltgetriebe 4-Gang-Automatikgetriebe                                   | 4-Gang-Automatikgetriebe                       | 4-Gang-Automatikgetriebe                       | 4-Gang-Automatikgetriebe                       | 4-Gang-Automatikgetriebe                       | 4-Gang-Automatikgetriebe                       | 4-Gang-Automatikgetriebe                            |
| Messwerte                                   |                                                                                  |                                                                                  |                                                    |                                                                                  |                                                                                  |                                                |                                                |                                                |                                                |                                                |                                                     |
| Höchstgeschwindigkeit                       | Limousine: 190 km/h [ 185 km/h ] T-Modell: 180 km/h [ 175 km/h ]                 | Limousine: 190 km/h [ 185 km/h ] T-Modell: 180 km/h [ 175 km/h ]                 | Limousine: 183 km/h [ 178 km/h ]                   | Limousine: 183 km/h/ 178 km/h [ 178 km/h ]                                       | Limousine: 200 km/h [ 195 km/h ] T-Modell: 190 km/h [ 185 km/h ]                 | Limousine: 202 km/h T-Modell: 195 km/h         | Limousine: 202 km/h T-Modell: 195 km/h         | Limousine: 198 km/h T-Modell: 188 km/h         | Limousine: 198 km/h T-Modell: 188 km/h         | Limousine: 202 km/h T-Modell: 195 km/h         | Limousine: 198 km/h T-Modell: 188 km/h              |
| Beschleunigung, 0–100 km/h                  | Limousine: 13,7 s [ 14,1 s ] T-Modell: 14,6 s [ 15,3 s ]                         | Limousine: 13,7 s [ 14,1 s ] T-Modell: 14,6 s [ 15,3 s ]                         | Limousine: 15,0 s [ 16,0 s ]                       | Limousine: 15,0 s/ 16,0 s [ 16,0 s ]                                             | Limousine: 12,8 s [ 13,2 s ] T-Modell: 13,6 s [ 14,3 s ]                         | Limousine: 10,5 s T-Modell: 10,9 s             | Limousine: 10,5 s T-Modell: 10,9 s             | Limousine: 11,8 s T-Modell: 12,8 s             | Limousine: 11,8 s T-Modell: 12,8 s             | Limousine: 10,5 s T-Modell: 10,9 s             | Limousine: 11,8 s T-Modell: 12,8 s                  |
| Kraftstoffverbrauch auf 100 km (kombiniert) | Limousine: 7,4 l Diesel [ 7,8 l Diesel ] T-Modell: 7,8 l Diesel [ 8,3 l Diesel ] | Limousine: 7,4 l Diesel [ 7,8 l Diesel ] T-Modell: 7,8 l Diesel [ 8,3 l Diesel ] | Limousine: 8,2 l Diesel [ 8,4 l Diesel ]           | Limousine: 8,2 l Diesel/ 8,4 l Diesel [ 8,4 l Diesel ]                           | Limousine: 7,4 l Diesel [ 7,8 l Diesel ] T-Modell: 7,8 l Diesel [ 8,3 l Diesel ] | Limousine: 7,9 l Diesel T-Modell: 8,4 l Diesel | Limousine: 7,9 l Diesel T-Modell: 8,4 l Diesel | Limousine: 8,7 l Diesel T-Modell: 9,1 l Diesel | Limousine: 8,7 l Diesel T-Modell: 9,1 l Diesel | Limousine: 7,9 l Diesel T-Modell: 8,4 l Diesel | Limousine: 8,7 l Diesel T-Modell: 9,1 l Diesel      |
| CO2-Emission (kombiniert)                   | Limousine: 196 g/km [ 207 g/km ] T-Modell: 207 g/km [ 220 g/km ]                 | Limousine: 196 g/km [ 207 g/km ] T-Modell: 207 g/km [ 220 g/km ]                 | Limousine: 217 g/km [ 223 g/km ]                   | Limousine: 217 g/km/ 223 g/km [ 223 g/km ]                                       | Limousine: 196 g/km [ 207 g/km ] T-Modell: 207 g/km [ 220 g/km ]                 | Limousine: 209 g/km T-Modell: 223 g/km         | Limousine: 209 g/km T-Modell: 223 g/km         | Limousine: 231 g/km T-Modell: 241 g/km         | Limousine: 231 g/km T-Modell: 241 g/km         | Limousine: 209 g/km T-Modell: 223 g/km         | Limousine: 231 g/km T-Modell: 241 g/km              |
| Abgasnorm nach EU-Klassifikation            | Euro 1                                                                           | Euro 1                                                                           | Euro 1                                             | Euro 1                                                                           | Euro 1/Euro 2 (4)                                                                | Euro 1                                         | Euro 1                                         | Euro 1                                         | Euro 1                                         | Euro 1                                         | Euro 1                                              |

* Die Motorbezeichnung ist wie folgt verschlüsselt:
M = Motor (Otto), OM = Ölmotor (Diesel), Baureihe = 3-stellig, D = Direkteinspritzung, E = Saugrohreinspritzung, V = Vergaser, Hubraum = Deziliter (gerundet), A = Abgasturbolader

### Saubere Turbodiesel
Bei den ab September 1988 wirksamen Änderungen, die gleichzeitig auch beim Dreiliter-Turbodiesel erfolgten, stand eine Verringerung des Partikelausstoßes durch Verbesserung des Verbrennungsablaufs im Vordergrund. Erreicht wurde dieses Ziel mittels Verwendung einer neu konstruierten Vorkammer mit Schrägeinspritzung, die eine effizientere Verbrennung gewährleistete. Nebeneffekt der neuen Diesel-Technologie war eine Leistungssteigerung von 2,9 kW (4 PS) bei beiden Motoren. Das äußere Erscheinungsbild des 250 D Turbo entsprach hinsichtlich der zusätzlichen Lufteinlassöffnungen dem Schwestermodell mit Dreiliter-Maschine. Alle Typen der Baureihe erhielten im September 1988 eine erweiterte Serienausstattung, zu der nun auch das Antiblockiersystem ABS und ein beheizter rechter Außenspiegel gehörten. Die aus der S-Klasse übernommene Scheibenwaschanlage wurde bei dieser Gelegenheit mit einem beheizten Waschbehälter sowie beheizten Düsen und Schläuchen versehen.

### Initiative Diesel ’89
Im Rahmen der Initiative „Diesel ’89“ wurden im Februar 1989 auch die nicht aufgeladenen Diesel-Pkw mit überarbeiteten Motoren ausgerüstet: Sie erhielten ebenfalls die neuen Vorkammern mit Schrägeinspritzung. Auch bei den Saugmotoren wirkte sich die neue Diesel-Technologie in einer Leistungssteigerung von 2,2 kW (3 PS) beim 200 D, beziehungsweise 2,9 kW (4 PS) bei 250 D und 300 D aus. Außerdem bekamen die Einspritzpumpen aller Diesel-Saugmotoren eine Höhenkorrekturdose, um die Emissionen auch bei Höhenbetrieb niedrig zu halten. Die verbesserten Typen, deren Partikelemission um 40 Prozent sank, erfüllten auch ohne Rußfilter die strengen in den USA geltenden Partikelgrenzwerte und arbeiteten nahezu rauchfrei. Weiter reduziert wurden die Schadstoffemissionen mit Hilfe einer Abgasreinigungsanlage, bei der ein speziell für Dieselmotoren entwickelter Oxidationskatalysator mit einer darauf abgestimmten Abgasrückführung kombiniert wurde. Dieses System war von Oktober 1990 an für Diesel-Pkw mit Saugmotor, ein halbes Jahr später dann auch für die Typen mit Turbomotor als Sonderausstattung erhältlich.

## Produktionszahlen
Die 124-Baureihe wurde in einer Stückzahl von insgesamt 2.583.470 Exemplaren produziert. Damit erreichte sie beinahe die Gesamtzahl des Vorgängermodells. Die Baureihe 124 verkaufte sich weltweit sehr gut, aber es war mit dem BMW 5er spätestens seit 1988 ein gewichtiger Wettbewerber im Markt, der die Monopolstellung (die der W 123 noch genoss) aufweichte. Die Limousinen wurden in Sindelfingen produziert. Die T-Modelle wurden, wie schon der Vorgänger, in Bremen hergestellt. Das Topmodell, der 500 E bzw. später E 500, wurde von 1990 bis 1995 bei Porsche in Stuttgart-Zuffenhausen endmontiert. Fertigungsaufträge für Cabrios wurden zeitweise an Karmann vergeben.

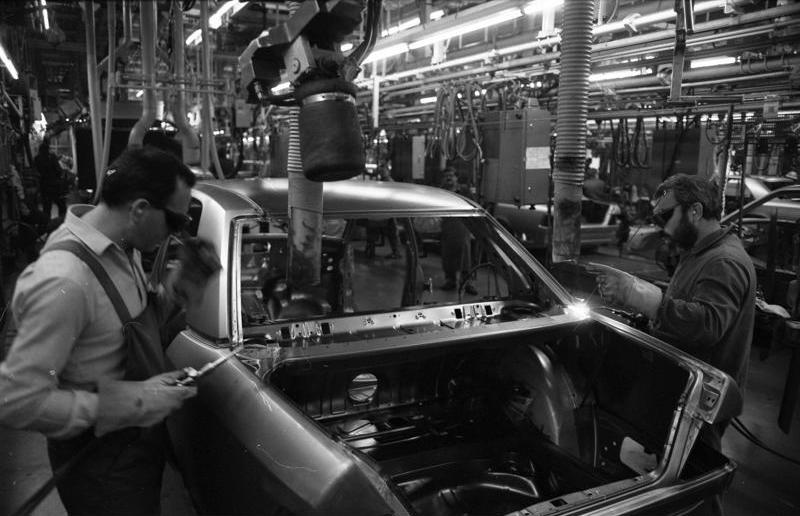
Hartlöten im Daimler-Benz-Werk in Sindelfingen
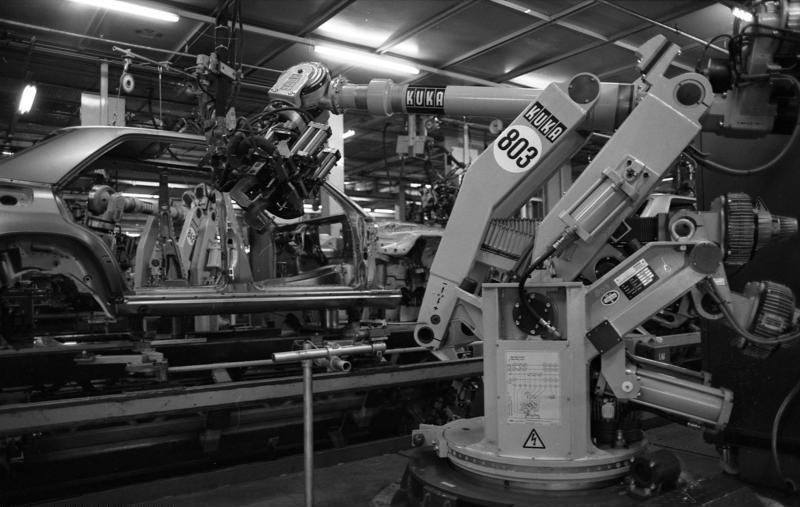
Schweißroboter im Karosseriebau
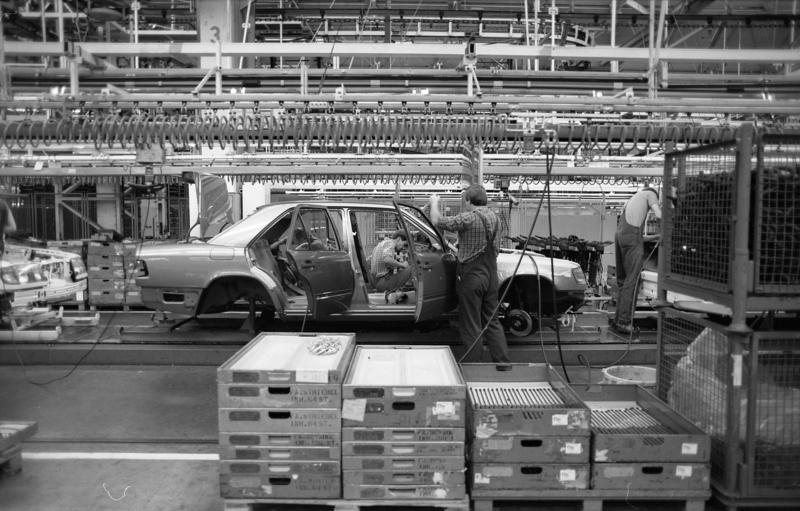
Fertigungsstraße im Daimler-Benz-Werk in Sindelfingen
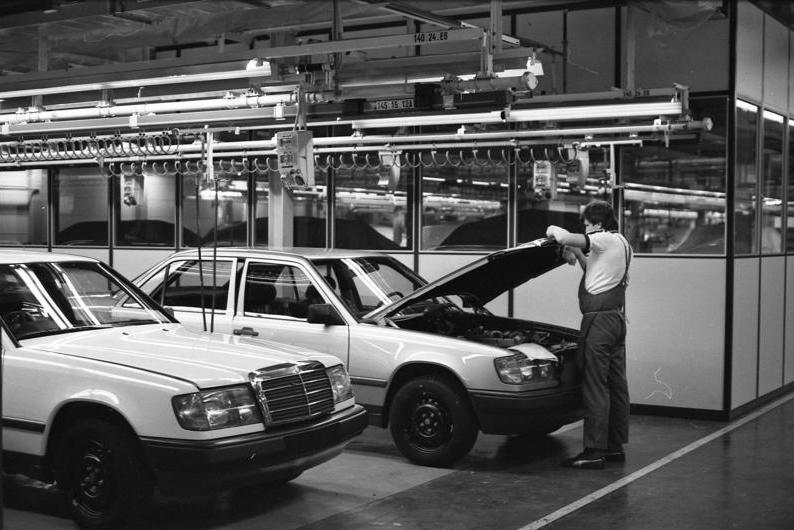
Anbau des Kühlergrills während der Endmontage

Von den verschiedenen Karosserievarianten wurden produziert:
| Variante                         | Stückzahl |
| -------------------------------- | --------- |
| Limousine                        | 2.213.168 |
| Kombi                            | 340.503   |
| Coupé                            | 141.498   |
| Cabrio                           | 33.968    |
| Langversion                      | 2.362     |
| Grundfahrzeug für Sonderumbauten | 6.426     |

| Typ                                                                                      | Stückzahl                                   | Bemerkungen                                                        |
| ---------------------------------------------------------------------------------------- | ------------------------------------------- | ------------------------------------------------------------------ |
| E 200 Cabriolet                                                                          | 6.922                                       | vor 03.1994 nur für Export nach Italien, Griechenland und Portugal |
| E 220 Cabriolet                                                                          | 8.458                                       |                                                                    |
| 300 CE-24 Cabriolet                                                                      | 6.343                                       |                                                                    |
| E 320 Cabriolet / E 36 AMG Cabriolet                                                     | 12.229                                      | vor 05.1993 im Inland nicht erhältlich                             |
| 200 CE                                                                                   | 5.921                                       | Exportmodell für Italien                                           |
| 200 CE (Motor M 111) / E 200 Coupé                                                       | insgesamt 7.848 (bis 03.1996)               |                                                                    |
| 220 CE / E 220 Coupé                                                                     | insgesamt 12.337 (bis 03.1996)              |                                                                    |
| 230 CE                                                                                   | insgesamt 33.675 (bis 09.1992)              |                                                                    |
| 300 CE                                                                                   | insgesamt 43.486 (bis 10.1992)              |                                                                    |
| 300 CE-24                                                                                | 24.463                                      |                                                                    |
| 320 CE / E 320 Coupé / E 36 AMG Coupé                                                    | insgesamt 13.768 (bis 03.1996)              |                                                                    |
| 200 D / E 200 Diesel                                                                     | insgesamt 236.926 (bis 08.1995)             |                                                                    |
| 250 D                                                                                    | insgesamt 236.811 Limousinen (bis 07.1993)  |                                                                    |
| E 250 Diesel                                                                             | 41.411 Limousinen                           |                                                                    |
| 250 D lang                                                                               | 776                                         |                                                                    |
| E 250 Diesel lang                                                                        | 181                                         |                                                                    |
| 250 D Turbo / E 250 Turbodiesel                                                          | insgesamt 48.876 (bis 06.1995)              |                                                                    |
| 300 D                                                                                    | insgesamt 131.647 (bis 07.1993)             |                                                                    |
| E 300 Diesel                                                                             | 23.166                                      |                                                                    |
| 300 D 4MATIC                                                                             | insgesamt 1.485 (bis 06.1991)               |                                                                    |
| 300 D Turbo / E 300 Turbodiesel                                                          | insgesamt 38.908 (bis 06.1995)              |                                                                    |
| 300 D Turbo 4MATIC / E 300 Turbodiesel 4MATIC                                            | insgesamt 2.136 (bis 03.1995)               |                                                                    |
| 200                                                                                      | insgesamt 110.354 (seit 03.1984)            |                                                                    |
| 200 E                                                                                    | insgesamt 176.660 (seit 07.1985)            |                                                                    |
| 200 E (Motor M 111) / E 200                                                              | insgesamt 82.588 (bis 08.1995)              |                                                                    |
| 220 E / E 220                                                                            | insgesamt 105.346 (bis 06.1996)             |                                                                    |
| 230 E                                                                                    | insgesamt 374.422 Limousinen (seit 03.1984) |                                                                    |
| 260 E                                                                                    | insgesamt 154.391 (seit 08.1984)            |                                                                    |
| 260 E lang                                                                               | 1.006                                       |                                                                    |
| 260 E 4MATIC                                                                             | insgesamt 1.943 (seit 10.1986)              |                                                                    |
| 280 E / E 280                                                                            | insgesamt 57.302 (bis 08.1995)              |                                                                    |
| 280 E lang / E 280 lang                                                                  | insgesamt 379 (bis 07.1994)                 |                                                                    |
| 300 E                                                                                    | insgesamt 258.063 (seit 04.1984)            |                                                                    |
| 300 E 4MATIC / E 300 4MATIC                                                              | insgesamt 14.202 (12.1985 - 04.1995)        |                                                                    |
| 300 E-24                                                                                 | 19.300                                      |                                                                    |
| 320 E / E 320                                                                            | insgesamt 63.950 (bis 08.1995)              |                                                                    |
| 400 E / E 420                                                                            | insgesamt 22.802 (bis 06.1995)              | vor 09.1992 nur für Export nach Nordamerika und Japan              |
| 500 E / E 500 / E 60 AMG                                                                 | insgesamt 10.479 (bis 04.1995)              |                                                                    |
| 200 TD                                                                                   | insgesamt 7.373 (bis 06.1991)               |                                                                    |
| 250 D Fahrgestell für Sonderaufbauten                                                    | insgesamt 741 (bis 06.1993)                 |                                                                    |
| 250 D Fahrgestell mit verlängertem Radstand                                              | insgesamt 2.331 (bis 07.1993)               |                                                                    |
| 250 TD                                                                                   | insgesamt 43.628 (bis 07.1993)              |                                                                    |
| E 250 Diesel T-Modell                                                                    | 15.625                                      |                                                                    |
| E 250 Diesel Fahrgestell für Sonderaufbauten                                             | 301                                         |                                                                    |
| E 250 Diesel Fahrgestell mit verlängertem Radstand                                       | 642                                         |                                                                    |
| 250 TD Turbo / E 250 Turbodiesel T-Modell                                                | insgesamt 4.745 (bis 01.1996)               | Exportmodell für Italien                                           |
| 300 TD                                                                                   | insgesamt 21.901 (bis 08.1993)              |                                                                    |
| E 300 Diesel T-Modell                                                                    | 9.071                                       |                                                                    |
| 300 TD Turbo / E 300 Turbodiesel T-Modell                                                | insgesamt 14.844 (bis 02.1996)              | vor 09.1987 nur für Export nach Nordamerika                        |
| 300 TD Turbo 4MATIC / E 300 Turbodiesel 4MATIC T-Modell                                  | insgesamt 2.317 (bis 03.1995)               |                                                                    |
| 200 T                                                                                    | insgesamt 7.467 (bis 05.1990)               |                                                                    |
| 200 TE                                                                                   | insgesamt 20.555 (bis 10.1992)              |                                                                    |
| 200 TE (Motor M 111) / E 200 T-Modell                                                    | insgesamt 15.279 (bis 02.1996)              |                                                                    |
| 220 TE / E 220 T-Modell                                                                  | insgesamt 22.057 (bis 02.1996)              |                                                                    |
| 230 TE                                                                                   | insgesamt 64.945 (bis 10.1992)              |                                                                    |
| 230 E Fahrgestell mit verlängertem Radstand                                              | insgesamt 711 (bis 10.1992)                 |                                                                    |
| 230 E Fahrgestell für Sonderaufbauten                                                    | insgesamt 224 (bis 07.1992)                 |                                                                    |
| 260 E Fahrgestell mit verlängertem Radstand                                              | insgesamt 1.049 (bis 10.1992)               |                                                                    |
| 280 TE / E 280 T-Modell                                                                  | insgesamt 12.177 (bis 02.1996)              |                                                                    |
| 280 E Fahrgestell mit verlängertem Radstand/ E 280 Fahrgestell mit verlängertem Radstand | insgesamt 399 (bis 09.1995)                 |                                                                    |
| 300 TE                                                                                   | insgesamt 41.775 (bis 10.1992)              |                                                                    |
| 300 TE-24                                                                                | 6.282                                       |                                                                    |
| 300 TE 4MATIC / E 300 4MATIC T-Modell                                                    | insgesamt 12.094 (bis 04.1995)              |                                                                    |
| 320 TE / E 320 T-Modell / E 36 AMG T-Modell                                              | insgesamt 18.368 (bis 02.1996)              |                                                                    |

## Besonderheiten
Im Zuge der immer weiter steigenden Preise für fossile Kraftstoffe haben die Vorkammer-Dieselmotoren des W 124 eine gewisse Berühmtheit dadurch erlangt, dass sie ohne weitere Umbauten mit reinem Pflanzenöl gefahren werden können.
Da die Vorkammerdieselmotoren OM 601, OM 602 OM 603 sowie OM605 und OM606 mit robusten Bosch-Reiheneinspritzpumpen ausgestattet sind, sind im Gegensatz zu den anderweitig oft verwendeten Verteilereinspritzpumpen keine Probleme bei der Verwendung von nicht spezifizierten Kraftstoffen, wie etwa Pflanzenöl, zu erwarten.
Durch die Konstruktionsweise der Reiheneinspritzpumpe hat die Viskosität des Kraftstoffs keinen Einfluss auf die Regelung des Spritzverstellers. Dadurch ist der gesamte Motor etwas weniger anfällig für Probleme im Kraftstoff-System (Luft, verstopfter Filter usw.). Auch die bei den Reihen-Einspritzpumpen oft verwendete Kolbenvorförderpumpe ist meist weniger empfindlich als die in den Verteilereinspritzpumpen verwendete Flügelzellenpumpe, welche bei längerer Standzeit und vor allem auch Luft im System, verkleben und funktionslos werden kann.
Für die kalten Wintermonate empfiehlt es sich dennoch, einen zusätzlichen Wärmetauscher zur Kraftstofferwärmung einzubauen. Durch diese Maßnahme verbessert sich die Fließfähigkeit des bei niedrigen Temperaturen zähflüssigen Pflanzenöls.
Des Weiteren kann man durch verschiedene Einstellungen, wie zum Beispiel des Düsenöffnungsdrucks, des Förderbeginns und der Optimierung der Kraftstoffversorgung dem typischen „Pommesbudengeruch“ vorbeugen. Auch wird dadurch der Kaltstart mit Pflanzenöl verbessert sowie das Verhalten bei Volllast.

## Gegenwärtige Situation
Die Baureihe 124 erfreut sich anhaltender Beliebtheit. Für die Qualität dieses Modells sprechen hohe Laufleistungen, insbesondere im Taxibetrieb, und die Anzahl der bis heute im Verkehr befindlichen Fahrzeuge. Gut erhaltene Modelle sind begehrt, wobei insbesondere die Preise für Coupés, Cabrios und die Kombis zu steigen beginnen. Die sehr selten gebauten Exemplare der Langversionen (6-Türer V 124) haben sich zu wahren Sammlermodellen entwickelt. Hier werden inzwischen Preise über den ursprünglichen Anschaffungspreisen geboten. Einige äußerst seltene zum opulenten 6-Türer nachträglich aufbauverlängerte Versionen des W 124 (Radstand 386 cm statt 380 cm beim Original wie z. B. Boonacker & Haarlem b.V. Holland) werden von Liebhabern als Alltagsfahrzeug erhalten, zumeist im diplomatischen Dienst von Schwellen- und Entwicklungsländern oder auch als Taxi im Großfamilieneinsatz.
In der Folge haben sich in den letzten Jahren Baureihe-124-Foren im Internet entwickelt, in denen ein Austausch über die Modelle stattfindet und Treffen organisiert werden. Dabei wird der noch vor der Expansionspolitik der Vorstandsvorsitzenden Edzard Reuter und Jürgen Schrempp entwickelte 124er wegen seiner Entwicklungs- und Verarbeitungsqualität mitunter – was auch schon den W 123 ereilte – als „der letzte echte Mercedes“ bezeichnet.